# Geschichte der Stadt Freising

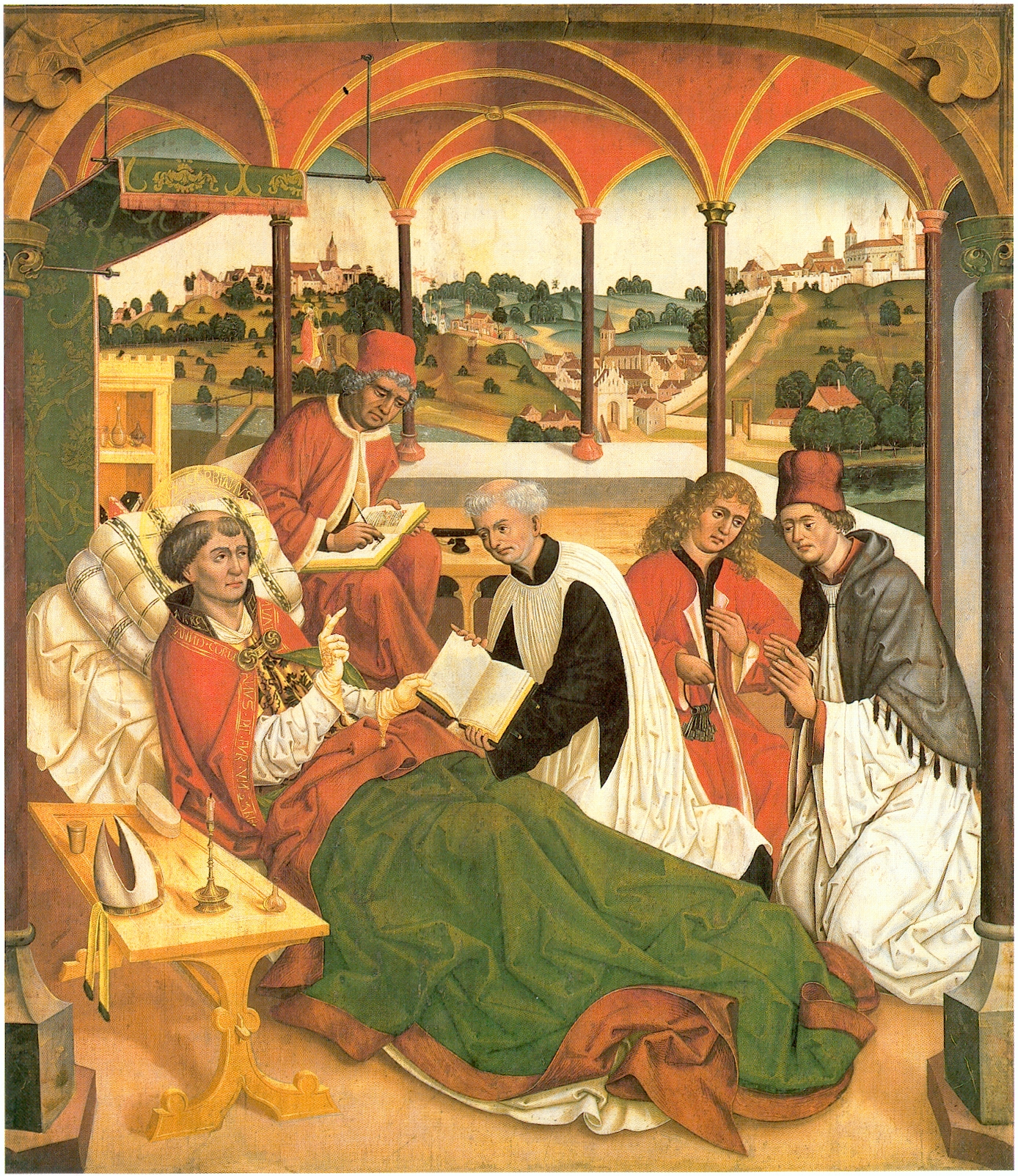
Stadtdetails auf dem Hochaltarflügel aus dem Kloster Weihenstephan (1489): Zwischen den Säulen erkennt man links das Kloster, in der Mitte die Stadt und rechts den Domberg mit den Türmen des Doms

Die Geschichte der Stadt Freising ist seit über 1300 Jahren durch schriftliche Quellen belegt. Als Siedlung kann die oberbayerische Große Kreis- und Universitätsstadt Freising wohl auf eine Kontinuität seit der Bronzezeit zurückblicken. Als agilolfingische Herzogsburg gegründet, war die seit dem 8. Jahrhundert n. Chr. sich entwickelnde „Geistliche Stadt“ auf dem Burgberg ab 739 neben Regensburg, Passau und Salzburg einer der vier Bischofssitze im altbayerischen Raum. Am Fuße des Dombergs entwickelte sich eine kleine Bürgerstadt, die aber immer im Schatten des Bischofs, der Klöster und der Kleriker blieb und später die Residenzstadt des Fürstbischofs und seines Hochstifts wurde. Über viele Jahrhunderte ist die Geschichte Freising die einer „Geistlichen Stadt“.
Als 1802 das Hochstift im Zuge der Säkularisation dem Königreich Bayern einverleibt wurde, verlor Freising die Funktion als Residenzstadt eines Reichsfürsten und brauchte Jahrzehnte, um diesen Bedeutungsverlust zu überwinden. Erst nach dem Eisenbahnbau 1858 konnte sich die Schul- und Garnisonsstadt im 20. Jahrhundert zu einer Mittelstadt entwickeln, die zwar wenig Industriebetriebe besaß, aber bis heute neben ihrer Funktion als Kreisstadt vor allem die Aufgaben einer Schul- und Universitätsstadt zu erfüllen hatte. Sie ist zum sogenannten „Grünen Zentrum Bayerns“ geworden und hat durch die Brauerausbildung, den Campus Freising-Weihenstephan und die dort befindliche TUM School of Life Sciences (bis Ende September 2020 Wissenschaftszentrum Weihenstephan für Ernährung, Landnutzung und Umwelt, kurz WZW) und durch die Hochschule Weihenstephan-Triesdorf weltweite Bekanntheit erlangt. Die Verlegung des Münchner Großflughafens 1992 in die Nähe Freisings und die Nähe zur Metropole München hatte großen Einfluss auf die jüngste Stadtentwicklung.

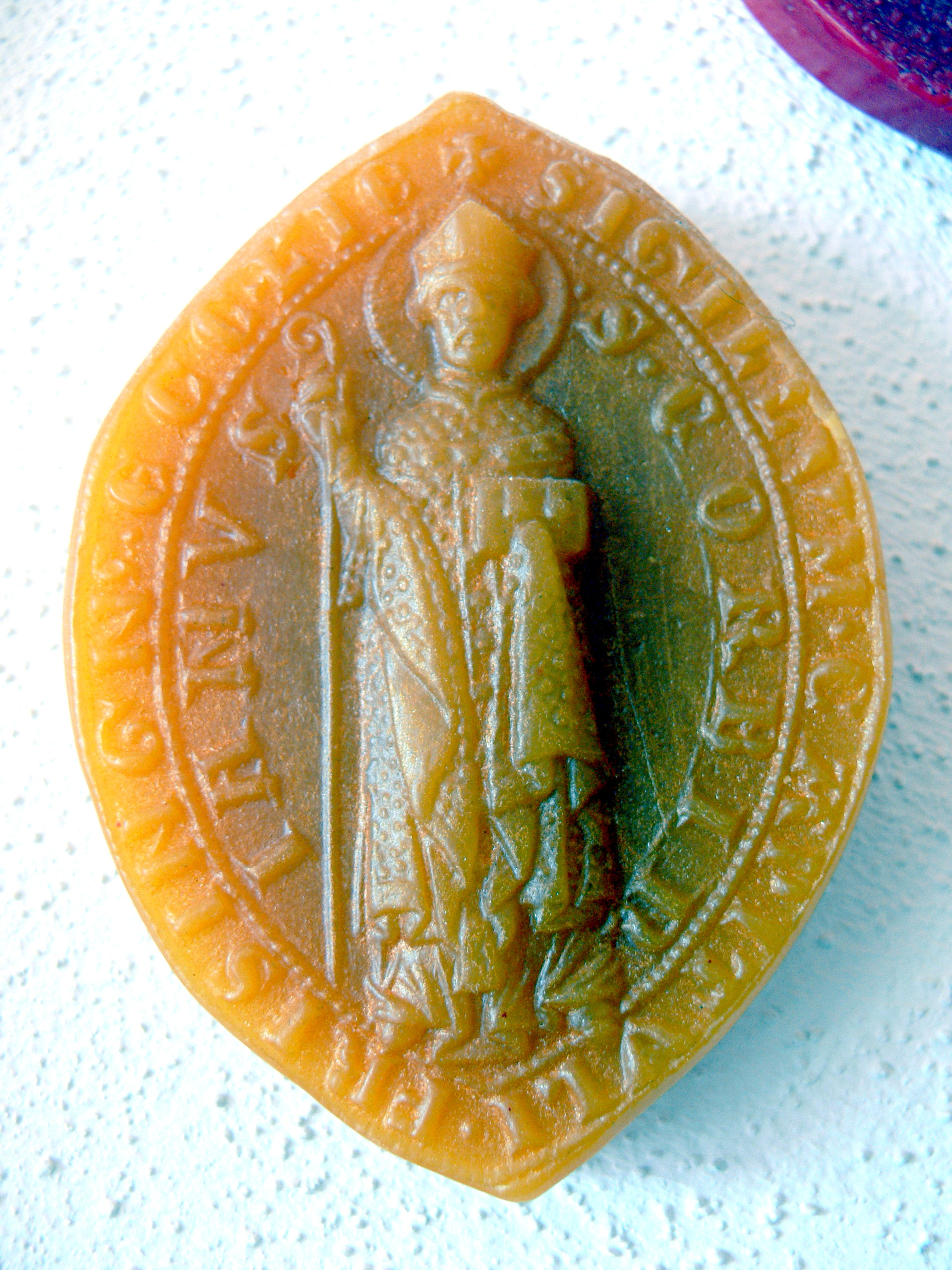
Siegel des Freisinger Domkapitels aus dem Jahr 1327

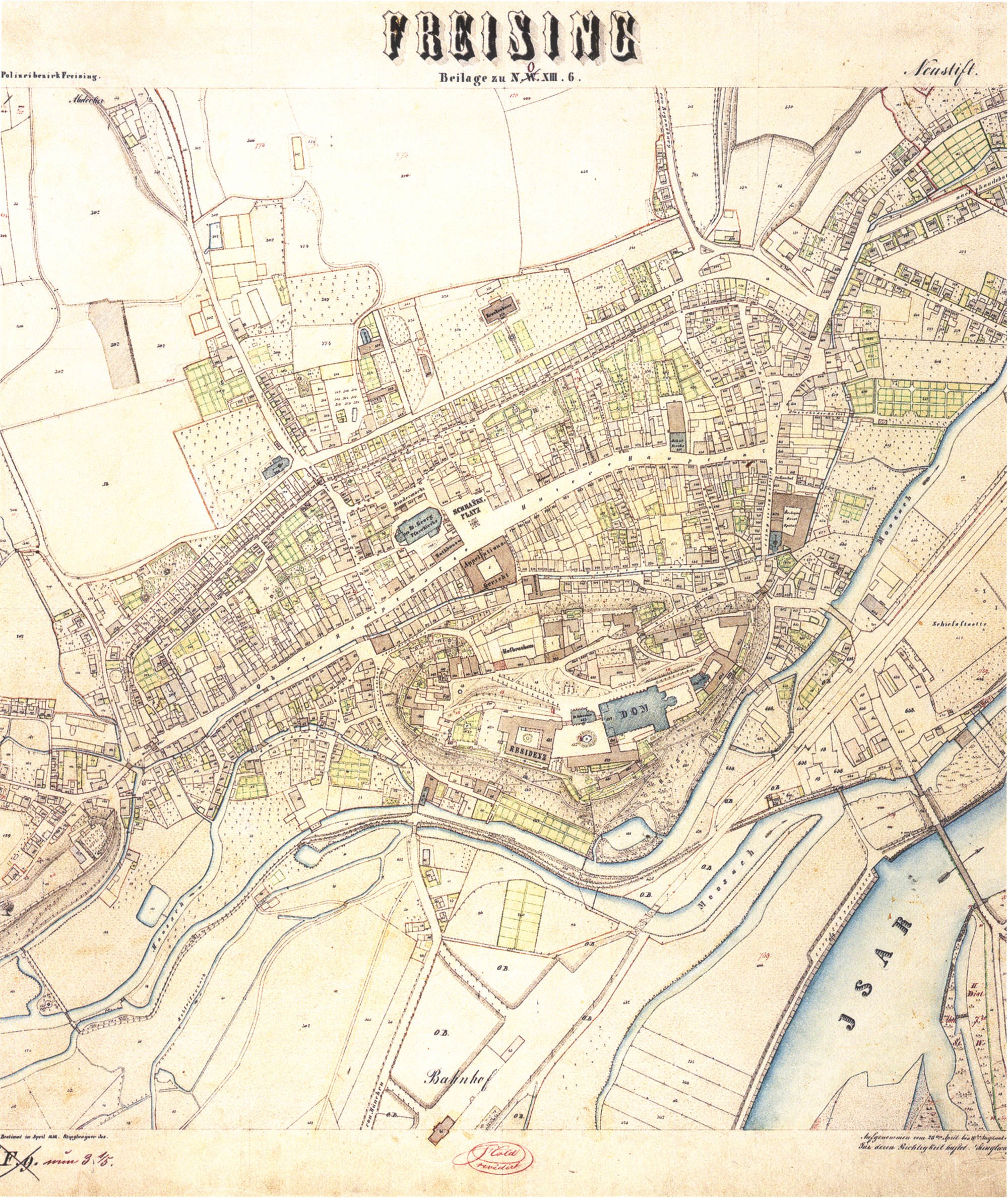
Karte Freisings im Jahre 1858, dem Jahr des Eisenbahnbaus München-Landshut, Bahnhof ist schon zu sehen.

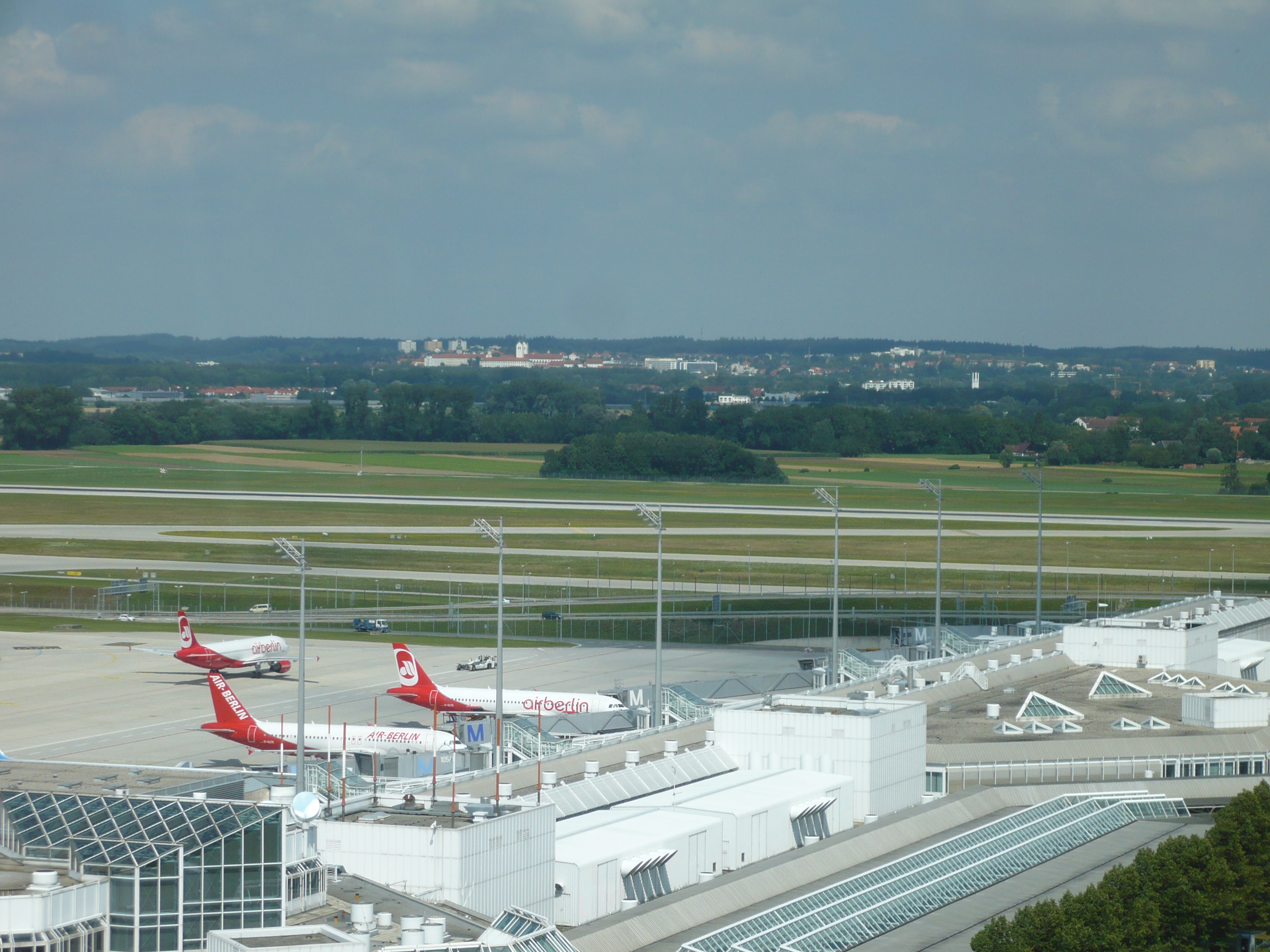
Blick vom Flughafen München auf die vier Kilometer entfernte Stadt

## Bevorzugte Lage der Stadt
In urgeschichtlicher Zeit wurde das Stadtgebiet – Grenzgebiet zwischen der Schotterebene, ihren nördlichen Niedermoorgebieten, den Auen der wilden reißenden Isar und dem Tertiärhügelland im Norden – erst dann ein durch Menschen dauernd besiedelbares Gebiet, als sich in der Warmzeit nach der letzten Kaltzeit das Klima und die Vegetation änderten. Die isolierten Randhügel des Hügellands, der Domberg und der Weihenstephaner Berg, waren wohl immer wichtige Überblickspunkte und zeitweise auch befestigte Höhenburgen, von denen man nach Süden die große Ebene überwachen konnte. Von ihnen aus überblickt man einen weiten Teil des Alpenvorlands, bei klarer Luft sieht man bis zum Hochgebirge. Zumindest die Münchener Schotterebene und das Moosgebiet an ihrem nördlichen Rand konnte von diesen Höhenburgen aus überwacht und kontrolliert werden.

### Siedlungskontinuität auf dem Domberg

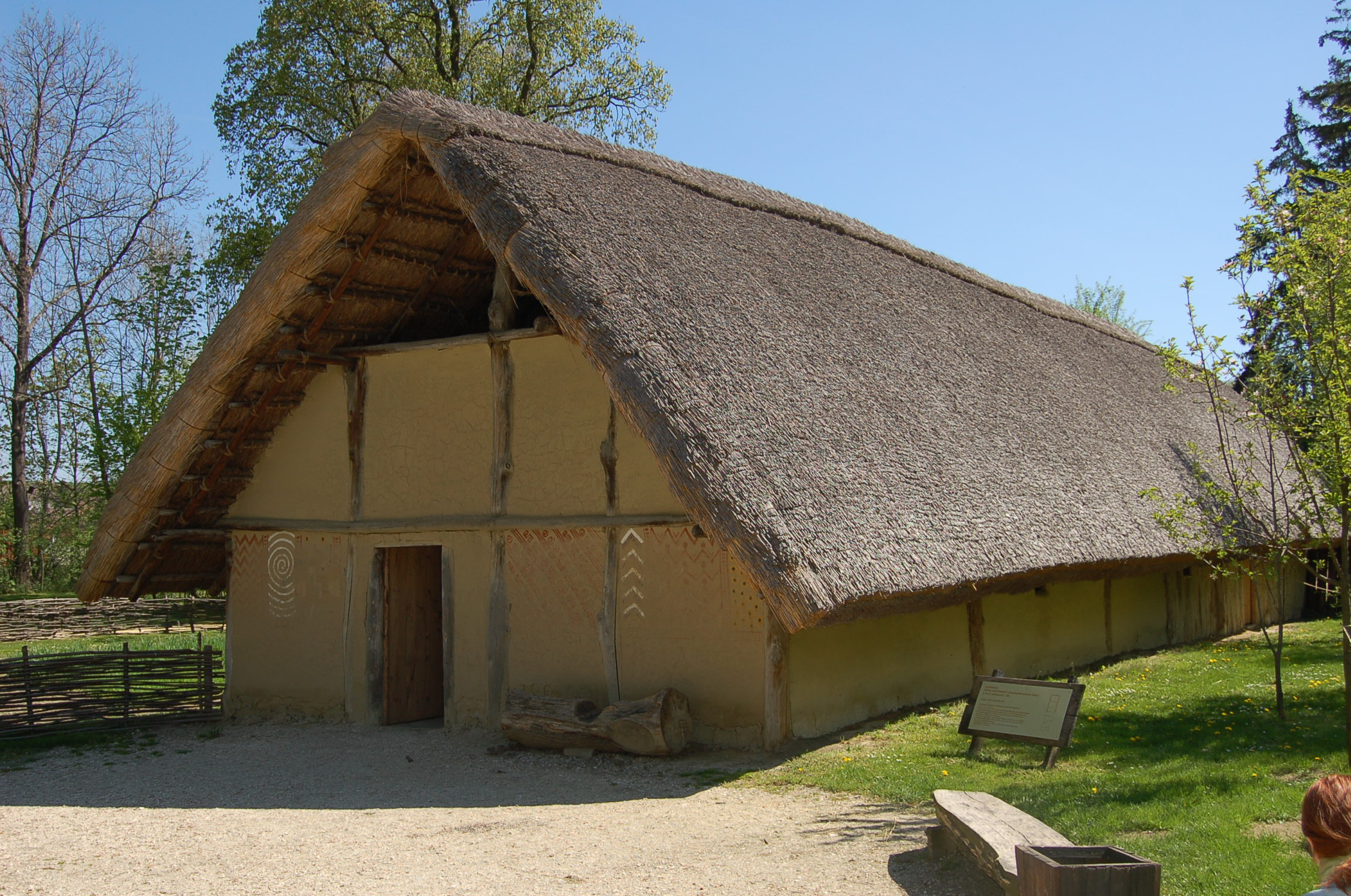
Asparn Zaya Jungsteinzeithaus – so ähnlich sahen wohl auch die Häuser im Freisinger Raum aus

Das Stadtgebiet wurde in der Altsteinzeit von Jägern und Sammlern durchstreift. Dies ist anzunehmen, da es ein paar Funde aus dieser Zeit im Landkreis gibt. Während der Klimaerwärmung und während des Eisrückgangs am Ende der Würm-Eiszeit kamen in der Epoche des Neandertalers auch Menschen in das Gebiet des Landkreises und Stadtgebiets und verloren dabei Steinwerkzeuge.
Um 6000 v. Chr. begann auch im Umland von Freising die Neolithische Revolution. Die jungsteinzeitliche Lebensweise dieser sich in Dörfern ansiedelnden Bauern war gekennzeichnet durch Hausbau, Ackerbau und Viehzucht (Haustiere), Vorratshaltung und Herstellung von Gefäßen aus Ton sowie immer besseren und funktionsgerechteren Werkzeugen aus Stein. Während einer länger andauernden Entwicklung wurde wohl die vorhandene Bevölkerung der Jäger und Sammler in diese Gesellschaft mit der ganz neuen Lebensweise integriert.
Diese Gruppen von Ackerbauern, die von der Donau kommend das Isartal aufwärts wanderten, suchten sich zuerst die besten, leicht zu bearbeitenden Lössböden am Rande der Täler und Tälchen aus. Wichtig war natürlich für Mensch und Tier der Zugang zu Trinkwasser. Die randlichen Gebiete des Ampertals und dessen Seitentäler wurden wohl zuerst besiedelt. Und diese Standorte wurden über lange Zeiträume beibehalten, obwohl die Häuser räumlich durchaus verlegt wurden. Viele Ausgrabungen und Funde unterschiedlicher Epochen der Bandkeramik belegen diese Besiedlung.
Als älteste Spuren menschlicher Besiedelung des Freisinger Gebietes galten lange Zeit die bei Ausgrabungen auf dem Domberg im Jahr 1976 zu Tage geförderte Keramik und Hornsteingeräte. Diese Funde wurden der jungneolithischen Münchshöfener Kultur zugeordnet. Bei neueren Ausgrabungen im Jahr 2019 konnten noch ältere Spuren aus der Zeit um 5.000 v. Chr. geborgen werden. Keramik dieser Zeit – der späten Linearbandkeramik – wurde in mehreren Siedlungsgruben unterhalb des Diözesanmuseum freigelegt. Weitere Zeugnisse sind umfangreiche Funde aus der frühen Bronzezeit und der Urnenfelderzeit. Bis zum Beginn des 8. Jahrhunderts n. Chr., als die schriftliche Überlieferung einsetzte, kann eine kontinuierliche Besiedlung nicht lückenlos nachgewiesen werden, aber sie ist wohl durchgehend und auch während der Zeit der Römer anzunehmen.

### Römerstraße nahe Freising

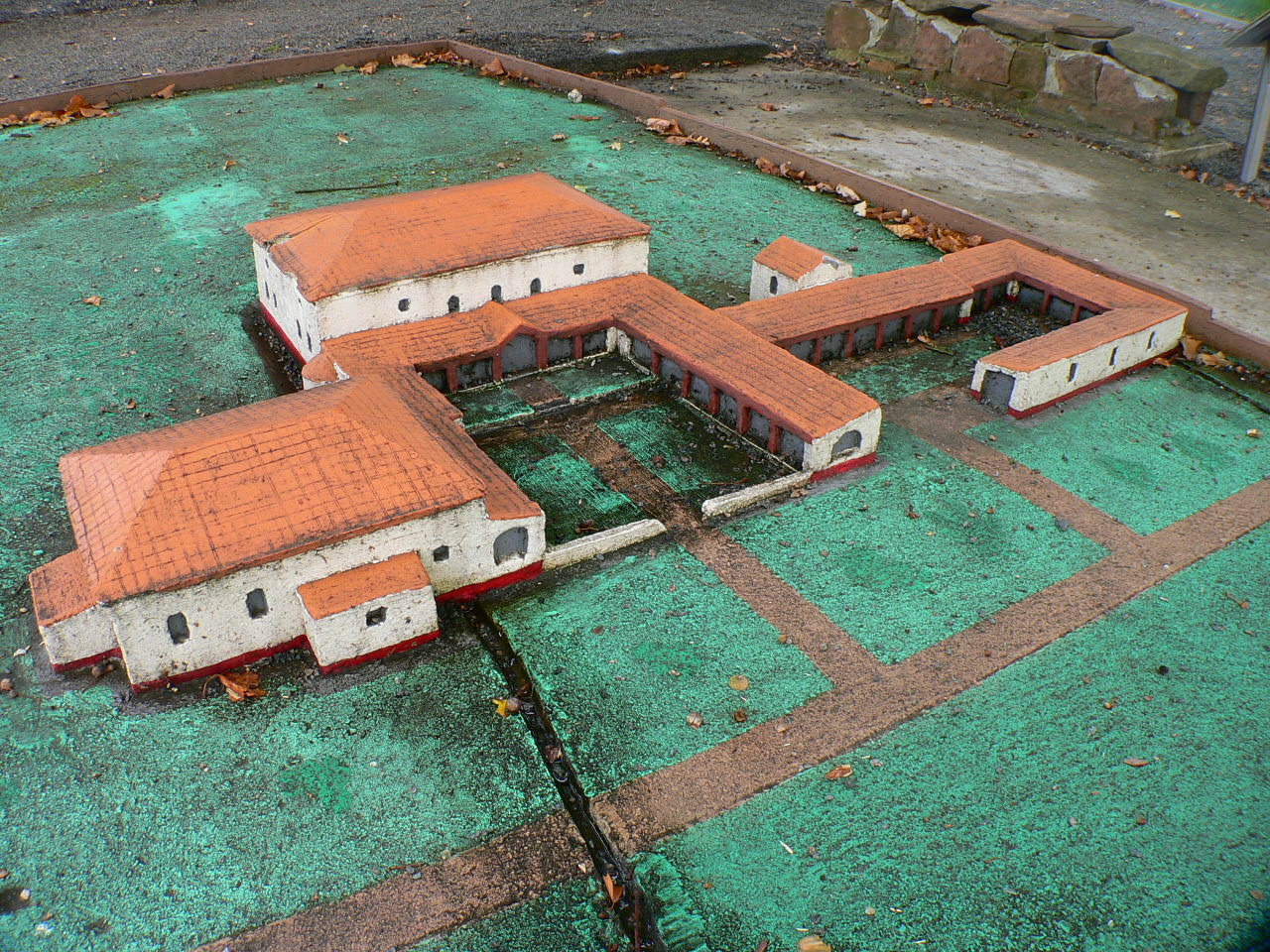
Modell einer römischen Villa, wie es sie wohl auch im Freisinger Raum gegeben hat

Auch eine Römerstraße an der Isar, die sogenannte „Isartalstraße“ ist den Archäologen bekannt und an verschiedenen Stellen durch Luftbilder oder Grabungen nachgewiesen. Sie stieg bei Fürholzen, einem Ortsteil von Neufahrn, genau an der Stelle aus dem Tertiärhügelland in den Moosgürtel hinab, wo es heute auch die Autobahn tut. Dieses Moos am Nordsaum der Münchner Schotterebene ist hier nicht sehr tiefgründig, so dass es hier leicht zu durchqueren war. In einem großen Bogen verlief die Römerstraße aus dem 1. Jahrhundert n. Chr. nördlich von Neufahrn und Mintraching in Richtung Achering. Auf der östlichen Seite der Isar ging die Straße dann auf den hochwasserfreien Schottern weiter in Richtung Landshut und vermutlich im späteren Verlauf linksseitig des Flusses in Richtung Donau, Regensburg und Limes. Dieser Verkehrsweg, der Augsburg und Freising verband und zur Donau weiterführte, wurde im Hochmittelalter erneuert, weil er überregionale Bedeutung hatte.
Der ursprüngliche Stadtname, der Siedlung eines Frigis bedeutet, geht möglicherweise auf eine Ortsgründung vor der Völkerwanderung zurück und ist vermutlich keltischer Herkunft.

## Von der Herzogspfalz zur Geistlichen Stadt

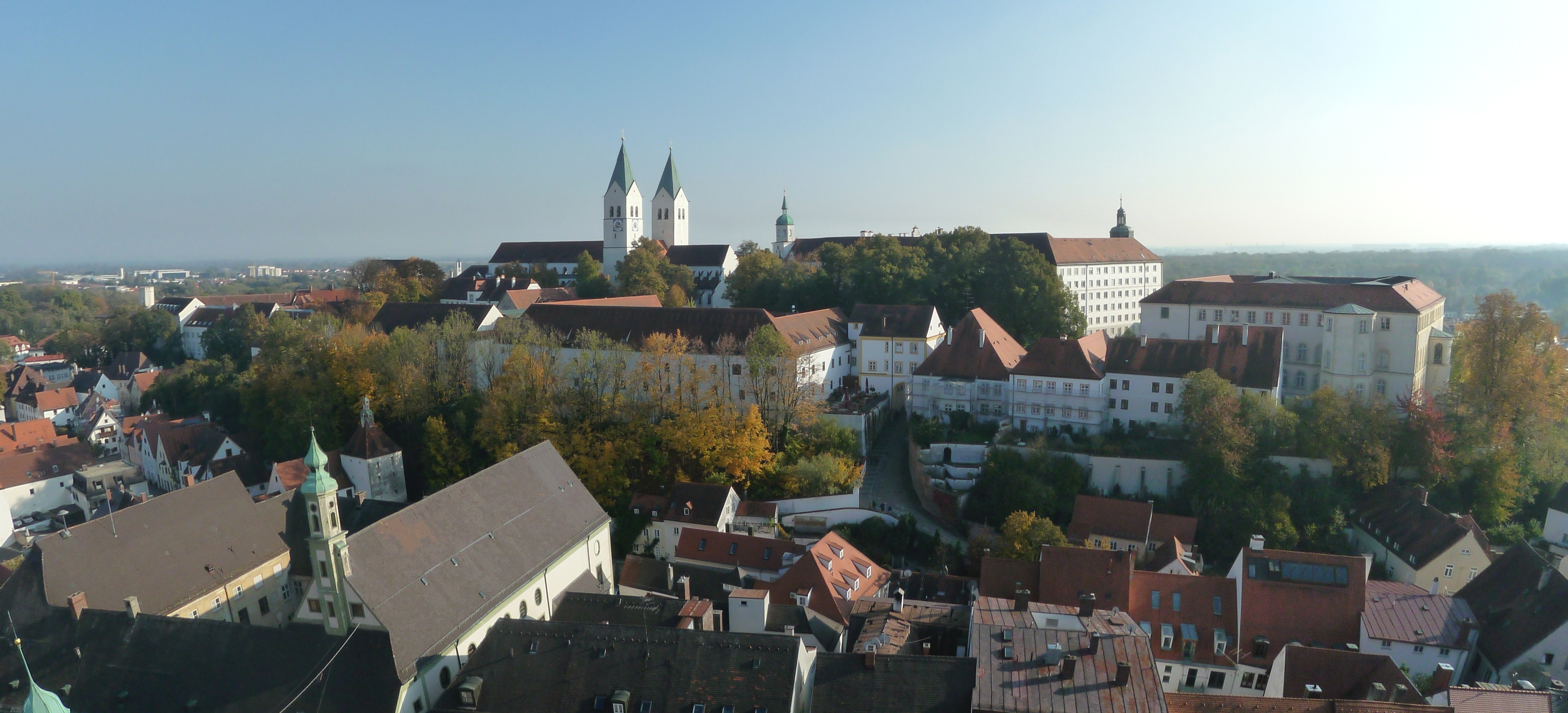
Der Domberg mit den beiden Türmen ragt über die Stadt auf

In der Völkerwanderungszeit hat sich im Donauraum (Dungau), im niederbayerischen Kernland zwischen Regensburg und Passau, der später so genannte Stamm der Bajuwaren herausgebildet. Die Zusammenfügung verschiedenartiger Volkssplitter geschah wohl durch die zentrale Macht der agilolfingischen Herzöge und ihrer Gefolgsleute. Diese waren vermutlich fränkische Edelleute, denn das alte Baiern war ja frühzeitig ein Teil des Herrschaftsbereichs der Merowinger und dann der Karolinger geworden. Die Hauptstadt der Agilolfinger war natürlich Regensburg, aber auf dem wohl ständig vorher schon besiedelten Berg am Nordende der Münchner Schotterebene, der von strategischer Bedeutung war, entstand eine Burganlage dieser Herzöge.

### Herzogspfalz der Agilolfinger
Die nächsten siedlungsgeschichtlichen Zeugnisse stammen erst aus dem frühen Mittelalter, als der Ort unter dem Namen Frigisinga eine Herzogspfalz im ersten bairischen Stammesherzogtum (ab 555 n. Chr.) war. Nachdem Herzog Theodo II. noch zu Lebzeiten das Herzogtum unter seinen vier Söhnen aufgeteilt hatte, wurde Freising um 715 eine agilolfingische Residenz, zu der eine Burg (Castrum), ein Wohnsitz (Palatium) und eine Marienkapelle gehörten. Freising ist die einzige bekannte „Stadtgründung“ der bajuwarischen Agilolfinger und damit die älteste Stadt in Oberbayern.
Die Marienkirche, der erste Vorgängerbau des späteren Doms, war damals bereits aus Stein erbaut und als Bischofskirche konzipiert. Herzog Theodo war nach Rom gepilgert und hatte bei Papst Gregor II. um die Errichtung von Bischofssitzen in Bayern gebeten. Dieses Ereignis wurde im Liber pontificalis festgehalten und führte 716 zur päpstlichen Instruktion, vier Bischofssitze (Regensburg, Passau, Salzburg und Freising) in Bayern zu gründen. Diese erste Kirchenorganisation kam jedoch aus unbekannten Gründen nicht zustande, obwohl der Herzog auf einen Bischof wartete, da er sich von ihm eine Festigung seiner Herrschaft versprach.

### Der Wanderbischof Korbinian

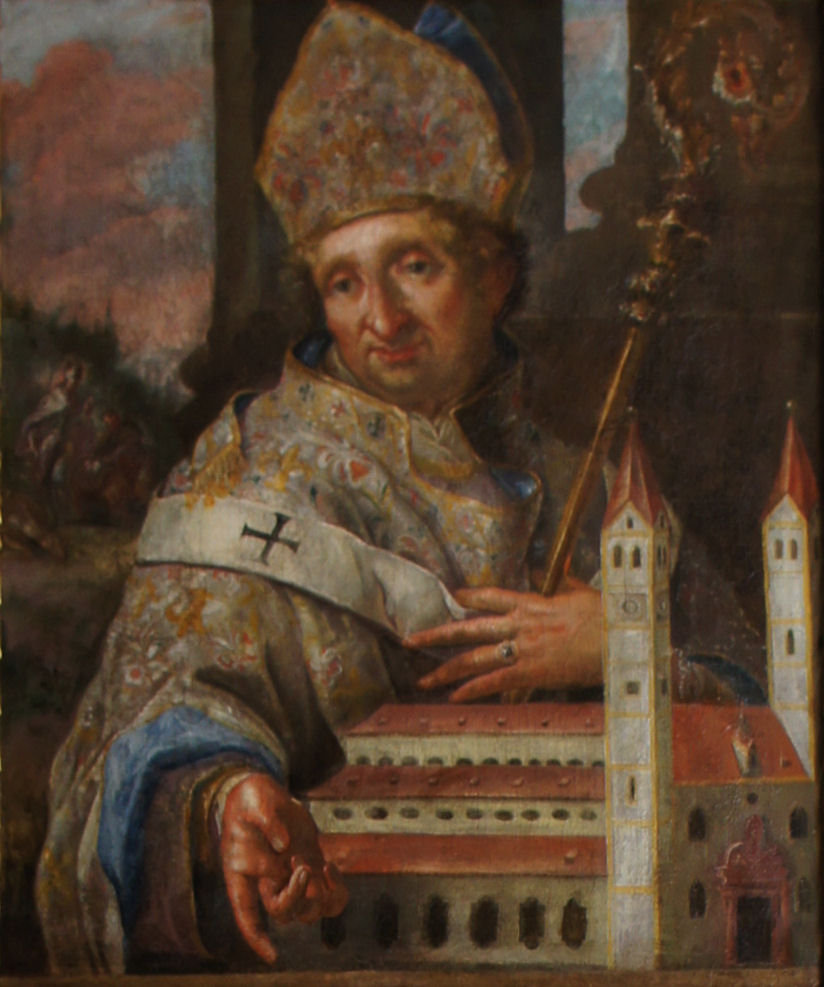
Darstellung des Hl. Korbinian im Fürstengang der Residenz

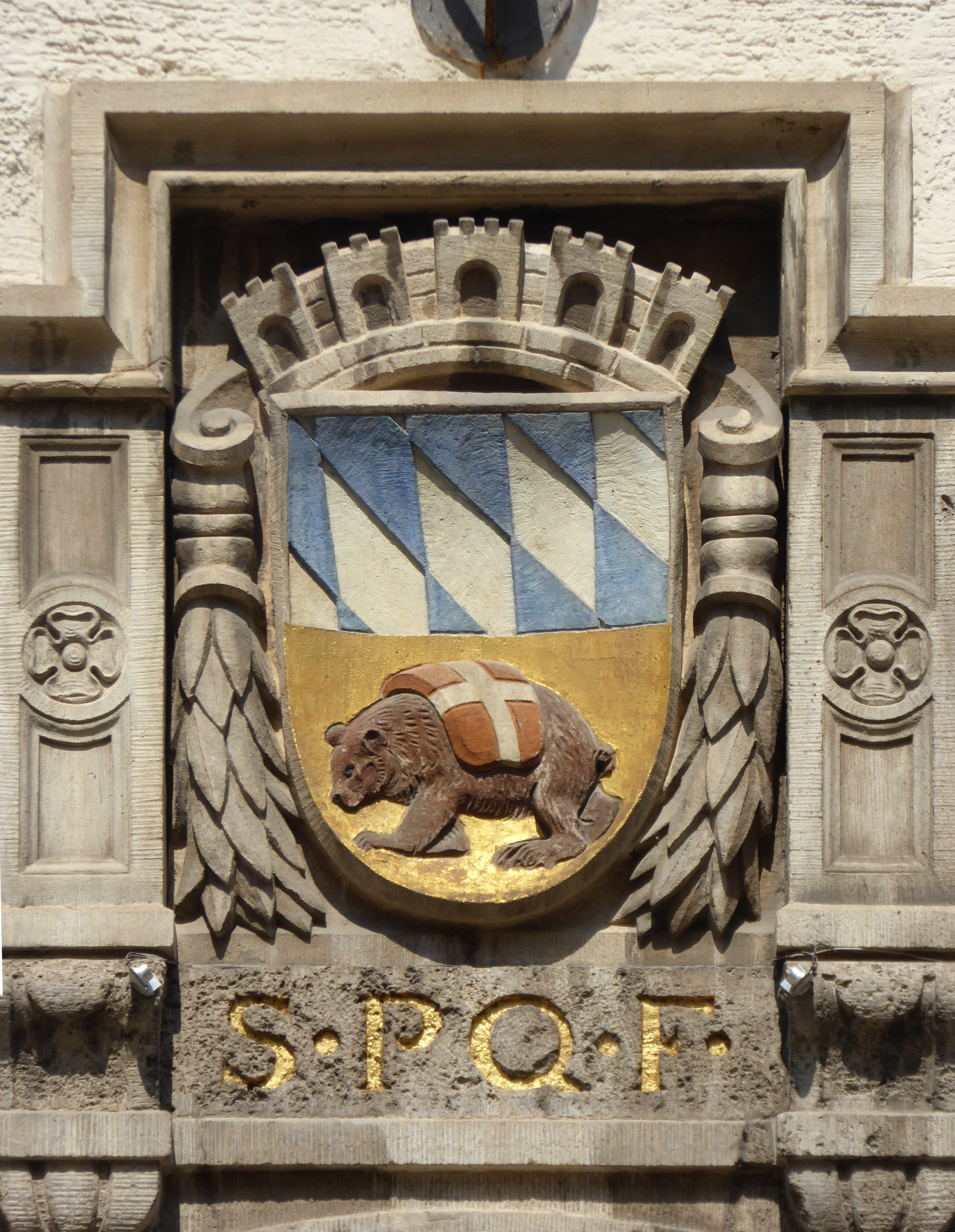
Freisinger Stadtwappen am Rathaus

In seinen Bestrebungen, dem Herzogtum Bayern eine kirchliche Ordnung zu geben, suchte und fand Herzog Grimoald (Sohn des Theodo II.) den fränkischen Wanderbischof Korbinian, der offiziell 724 (vermutlich aber bereits um 715) aus Arpajon (südlich von Paris) nach Freising kam. In Freising fand der Bischof auf dem Weihenstephaner Berg eine Kapelle (St. Stephanus) vor, die zu einem Ausgangspunkt seines Wirkens wurde. Korbinian wird deshalb als der erste Freisinger Bischof und als Gründungsheiliger des Bistums angesehen, auch wenn die kanonische Anerkennung des Bischofssitzes erst 739 durch Bonifatius erfolgte. Bis heute ist der Heilige Korbinian Schutzpatron der Erzdiözese München und Freising. Sein besonderes Attribut, der Bär, der der Legende nach dem Heiligen das Gepäck über die Alpen trug, ziert das Freisinger Stadtwappen.
Herzog Grimoald und Korbinian gerieten in Streit über die Eheschließung des Herzogs mit Pilitrud, der Witwe seines Bruders Theodolt (Herzog in Regensburg). Da dies nach damaligen Kirchenrecht untersagt war, verlangte Korbinian die Auflösung der Ehe. Als Herzogin Pilitrud daraufhin versuchte, Korbinian zu vergiften, floh der Heilige nach Kuens (bei Meran) und kehrte erst einige Jahre später wieder nach Freising zurück. Herzog Grimoald war inzwischen gestorben und sein Neffe Hugibert Herzog in Bayern. Das um 725 auf dem Domberg errichtete Hugibertsmünster geht auf diesen zurück. Ab diesem Zeitpunkt erschien Freising nicht mehr als Herzogspfalz, es war zum Bischofssitz geworden und aus dem Burgberg wurde der befestigte Domberg der Geistlichkeit.

### Der Domberg wird eine „Geistliche Stadt“

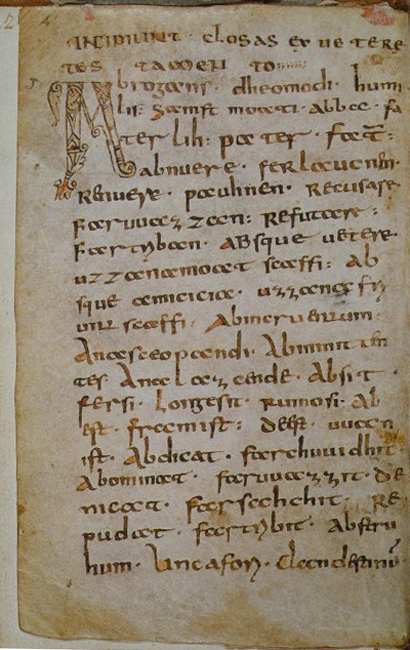
Die erste Seite des Codex Abrogans des Arbeo von Freising

Gegen Ende des älteren baierischen Stammesherzogtums ging der Burgberg und die dort entstandene kleine Stadt (Civitas, Oppidum) 788 in kirchlichen Besitz über und wurde zum Domberg, einer Stadt der Geistlichkeit. Freising entwickelte sich also zuerst zu einer durch Tore abgeschlossenen „Geistlichen Stadt“, in der Priestergemeinschaften und Klöster, Bibliotheken, Scriptorien und eine Domschule entstanden. Die Freisinger Bischöfe – meist hochadeliger Herkunft – legten als selbstbewusste Herren über ihren Besitz und als gelehrte Geistliche, die als Berater des ostfränkischen und später deutschen Königs herangezogen wurden, die materiellen Grundlagen für ihr Bistum und seine dauernde Absicherung durch Einkünfte aus weltlichen Besitzungen.

### Die frühen Bischöfe
Eine Reihe von Bischöfen aus dem bayerischen Hochadel der Huosi, aber auch von anderswo, schufen die Grundlagen für den territorialen Besitz des Hochstifts und den Einfluss Freisings im Deutschen Reich. Diese Kirchenleute zeigen auf, wie wichtig der Bischofssitz Freising für Bayern und das Reich war. Bis in das 12. Jahrhundert hinein hatte Freising eine wichtige Rolle im Spiel der Mächte des Abendlands inne.

#### Bischof Arbeo
In der zweiten Hälfte des 8. Jahrhunderts ragt Bischof Arbeo von Freising (723–784) hervor, der als erster Schriftsteller deutscher Herkunft gilt. Er wird als Verfasser des Codex Abrogans genannt, eines lateinisch-althochdeutschen Glossars, dessen in St. Gallen aufbewahrte Abschrift als das älteste erhaltene deutsche Buch gilt. Er ist zudem Gründer der Dombibliothek Freising sowie der Autor der Vita Corbiniani, einer Biografie über das Leben und Wirken des Hl. Korbinian, die über ihren biografischen Charakter hinaus wertvolle Informationen zur frühen bayerischen Geschichte liefert.

#### Bischof Atto
Atto entstammte vermutlich dem bayerischen Hochadel der Huosi. Er war Abt von Scharnitz und später von Kloster Schlehdorf. Bayernherzog Tassilo III. schenkte ihm 769 einen Landstrich zur Gründung des Klosters Innichen. Atto wirkte von dort bei der Christianisierung der heidnischen Slawen des Pustertals. Bischof von Freising wurde er um das Jahr 783/784. Auf dem Freisinger Domberg errichtete er ein zweites Benediktinerkloster. Er erwarb im Jahr 808 im Tausch die spätere Herrschaft Burgrain von dem Fagana Riphwin.
In die Regierungszeit Attos fällt auch das Ende der Agilolfingerherrschaft in Bayern. Und seit 798 gehört das Bistum zum neugeschaffenen Metropolitanverband Salzburg. Am 20. April 798 erhob Papst Leo III. Bischof Arno zum Erzbischof, der damit geistliches Oberhaupt von Bayern mit den Suffraganbistümern Passau, Regensburg, Freising und Säben wurde.

#### Bischof Hitto

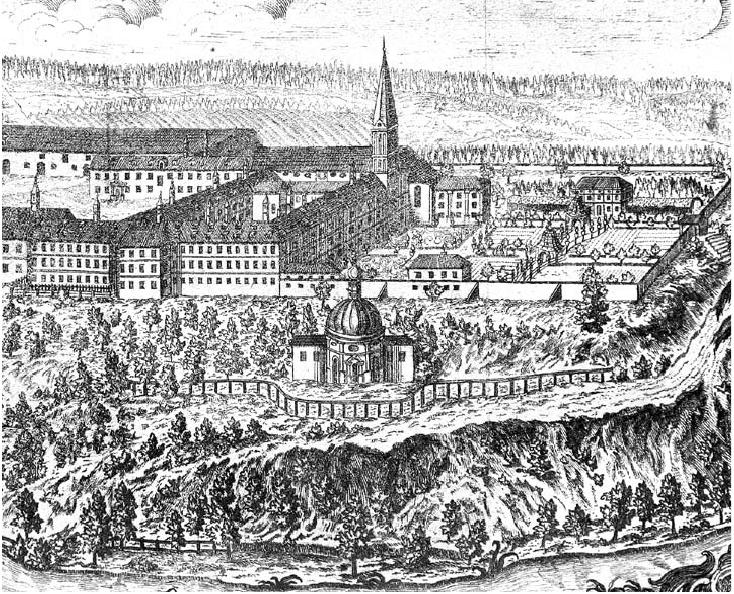
Kloster Weihenstephan mit Korbinianskapelle, Darstellung von 1767

Hitto war der sechste Bischof von Freising von 811/12 bis 835. Er entstammte wie seine Vorgänger dem bayerischen Hochadel der Huosi. Er wirkte seit 794 als Diakon am Freisinger Dom und wurde häufig als Zeuge in Freisinger Urkunden genannt. In seiner Amtszeit legte der Mönch und Notar Kozroh ein erstes Freisinger Traditionsbuch an, das bis 744 zurückreicht. Unter Hitto erreichte das Freisinger Skriptorium einen besonderen Höhepunkt, so entstanden zum Beispiel rund 40 Codices. Auch über 300 Urkunden aus Hittos Amtszeit sind erhalten.
Hitto hat offensichtlich die erstrebte bischöfliche Oberherrschaft über viele vorher meist adlige Eigenklöster im Bistum erreicht (unter anderem im Falle von Kloster Schliersee 817, Kloster Schäftlarn 821 oder 828 und Kloster Innichen 822). Er war um das Jahr 830 auch Gründer von Kloster Weihenstephan.

#### Bischof Erchanbert
Erchanbert war der Neffe seines Vorgängers Hitto. Seine Ausbildung erhielt er vermutlich am Freisinger Domkapitel. 843 war er beim Vertrag von Verdun vertreten. Spätestens 844 wurde er auch Abt der königlichen Abtei Kempten. Erchanbert gilt als erfolgreicher Förderer des Bistums Freising und wurde später als Seliger verehrt. Bestattet wurde er in der Peterskapelle auf dem Freisinger Domberg. Vor deren Abriss nach der Säkularisation wurden seine Gebeine in den Freisinger Dom überführt.

#### Bischof Waldo
Waldo war seit dem Jahr 883 Bischof von Freising. Er ist ein typisches Beispiel für die Wirren der damaligen Zeit und den Werdegang eines Bischofs, der nicht aus Bayern kam. Der Konstanzer Domschüler besuchte nachfolgend die Klosterschulen in St. Gallen und auf der Reichenau und erhielt 878–879 seine Ausbildung bei Erzbischof Liutbert von Mainz. Waldo war seit 880 Notar und 882 bis 884 Kanzler von König Karl III. Im Vorfeld der Bischofserhebung Waldos kam es erstmals zur Einmischung des Königs bei der Besetzung des Freisinger Bischofsstuhls. Waldo war auch nach langer Zeit der erste Bischof von Freising, der nicht den großen Adelssippen des bayerischen Raumes angehörte.
Nach dem Tod des Bischofs Arnold von Freising am 22. September 883 erhielt er, der immer noch nur den geistlichen Rang eines Subdiakons innehatte, rasch alle Weihen bis hin zum Bischof. Waldo galt auch unter Arnulf von Kärnten als einer der politisch einflussreichsten Bischöfe im damaligen Ostfrankenreich. Von 889 bis 892 war er auch Abt des Klosters Kempten. Waldo nahm sowohl im Jahr 888 an der Synode von Mainz wie auch im Mai 895 an der Synode von Trebur teil.
Vermutlich war er auch im Jahr 900 Teilnehmer an der Ungarnschlacht bei Linz. 903 brannte der Freisinger Dom ab, die Schäden wurden jedoch bis zum Jahr 906 nicht zuletzt aufgrund der Einnahmen aus dem Salzzoll des von ihm erworbenen Föhrings wieder behoben. Im Frühjahr 906 begab sich Waldo zu einem Reichstag in Trebur. Letztmals nachweisbar ist Waldo dann in Holzkirchen bei Würzburg, wo er von Ludwig dem Kind für den Freisinger Klerus noch das Zugeständnis der freien kanonischen Wahl aller künftigen Bischöfe erwirkte. Entweder dort oder in Trebur starb er. Sein Leichnam wurde in den Freisinger Dom überführt.

#### Bischof Lantpert

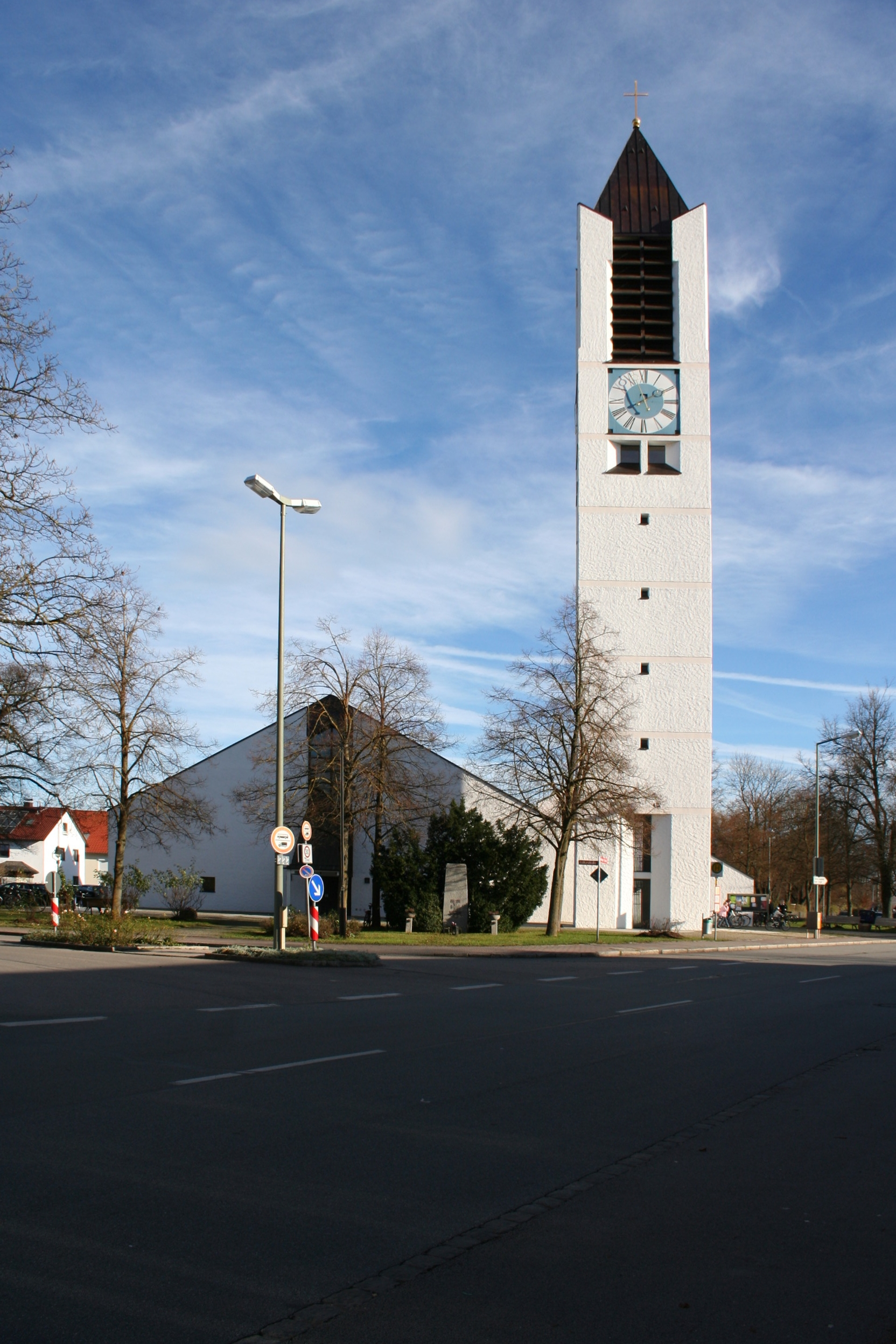
Pfarrkirche St Lantpert im Stadtteil Lerchenfeld

Lantpert aus dem Geschlecht der Grafen von Ebersberg wurde 937 Bischof von Freising. Der Legende nach hat Lantpert im Jahr 937 durch sein Gebet den Dom von Freising in Nebel gehüllt und so vor der Zerstörung durch die einfallenden Ungarn bewahrt. Freising erhielt unter seiner Regierung das Münzrecht. 952 ist seine Teilnahme an einer Reichssynode in Augsburg belegt. Im Jahr 955 endete die Schlacht auf dem Lechfeld mit dem Sieg von Otto I. über die Ungarn, was die Bedrohung des Bistums beendete.
Lantpert wird bis heute in Bayern als Heiliger verehrt, im Dom von Freising steht sein 1973 gestiftetes Reliquiar. Er ist Patron zweier Pfarrkirchen in seinem Bistum, in München-Milbertshofen und Freising-Lerchenfeld (Pfarrkirche St. Lantpert). Sein Gedenktag ist der 18. September.

#### Bischof Abraham

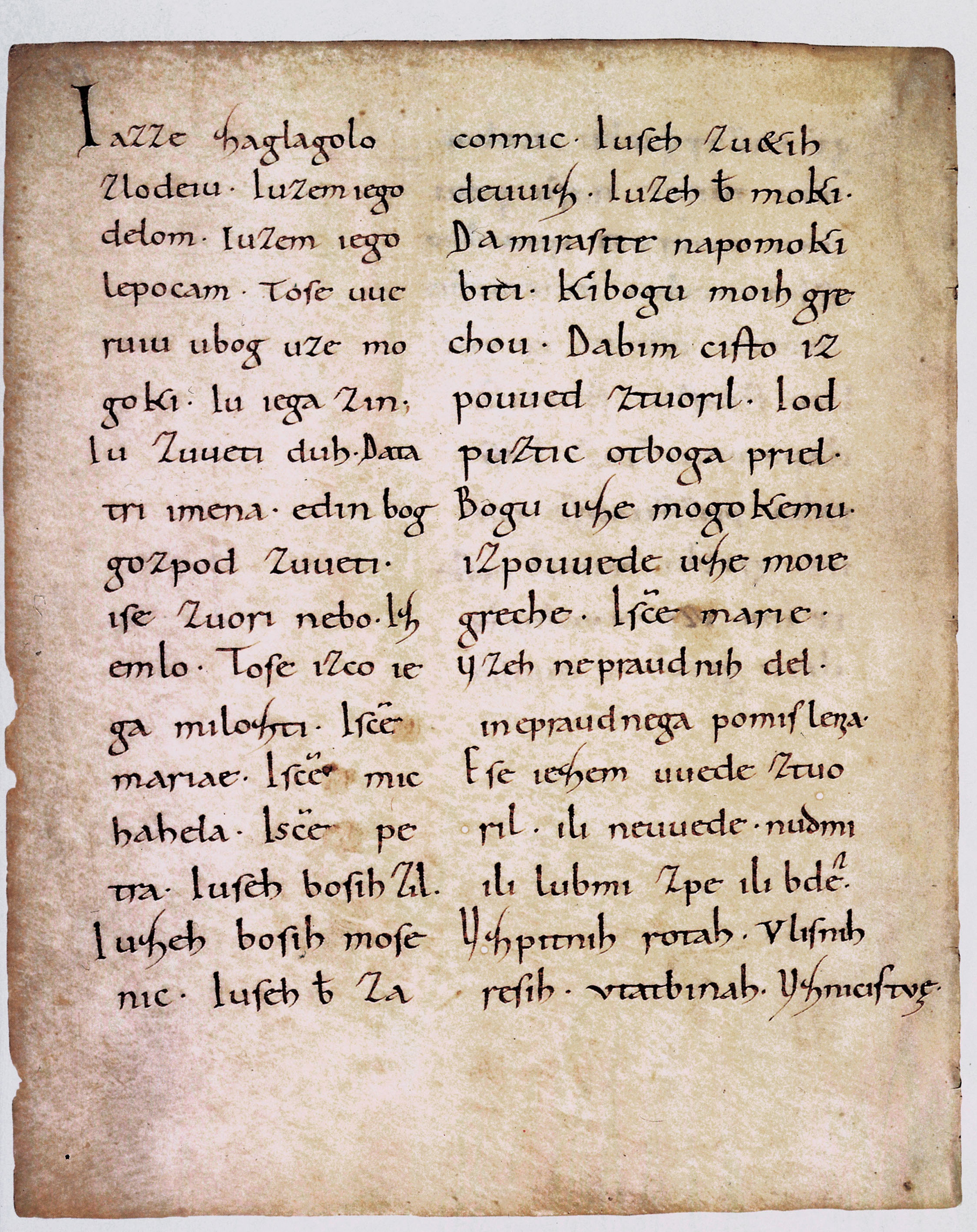
Ein Blatt der Freisinger Denkmäler

Abraham aus dem Geschlecht der Grafen von Görz verwaltete unter Otto I. als Berater der Herzoginwitwe Judith und ihres Sohnes Heinrich II. Bayern und beteiligte sich 974 an einer Verschwörung gegen Otto II. Er wurde daraufhin 974 zeitweise im Kloster Corvey bei Höxter gefangengehalten. Er wirkte auch in Kärnten in der Slawenmission und gewann für das Bistum Freising Besitzungen in der Krain und Oberitalien. Die in der Dombibliothek Freising verfassten Freisinger Denkmäler (slowenisch Brižinski spomeniki, lateinisch Monumenta Frisingensia) sind die ältesten Zeugnisse der slowenischen Sprache überhaupt. Abraham ließ den Nordturm des Freisinger Domes erbauen.

#### Bischof Egilbert

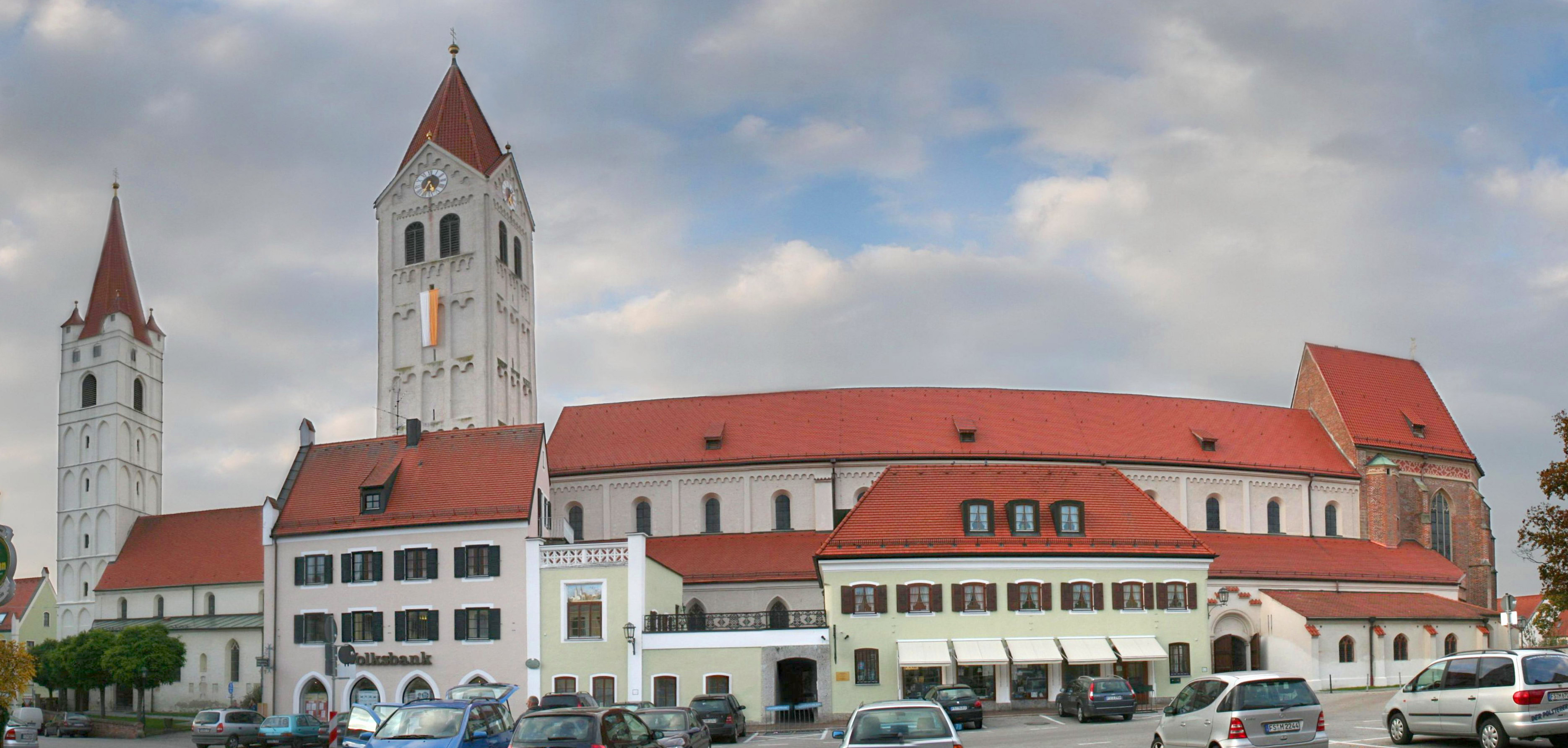
Das Kastulusmünster in Moosburg

Egilbert stammte aus dem Adelsgeschlecht der Grafen von Moosburg und diente Heinrich II. seit dem Jahr 1002 als Kanzler für Deutschland und Italien. Als am 6. Mai 1005 Bischof Gottschalk starb, präsentierte Heinrich II. sofort seinen Kanzler als dessen Nachfolger, nicht ohne Widerstand in Freising. Egilbert scheint Einfluss auf Heinrich II. und dessen Nachfolger Konrad II. gehabt zu haben und wird auch als „Erzieher“ Heinrichs III. bezeichnet. Durch seinen politischen Einfluss konnte er für das Bistum Freising Besitz in Niederösterreich, Kärnten und der Steiermark erwerben. Diese Besitzungen blieben im Besitz des Hochstifts bis zur Mediatisierung. Egilbert reformierte Kloster Benediktbeuern, wandelte das Moosburger Kloster St. Kastulus in ein Kollegiatstift um und gab dem Kloster Weihenstephan seine Selbstständigkeit. Er gilt als Förderer der Freisinger Dombibliothek und wird in Freising als Seliger verehrt.

#### Bischof Ellenhard
Ellenhard war ein Bischof, der im Investiturstreit auf Seiten des deutschen Königs war. Ellenhard wurde auf Betreiben König Heinrichs III. Bischof von Freising, wobei die Bischofsweihe am 15. November 1052 stattfand. Er stand im Investiturstreit immer auf der Seite Kaiser Heinrichs IV., der wiederholt den Bischof von Freising besuchte. Auf dem Reichstag zu Worms (Mai 1076) gehörte er zu den Bischöfen, die die Absetzung des Papstes Gregor VII. aussprachen. Ellenhard war (vor dem Jahr 1062) Neugründer des Stifts St. Andreas auf dem Freisinger Domberg, in dem er auch begraben wurde. Dieses Stift existiert seit der Säkularisation nicht mehr.

## Domstadt und Gelehrtenberg im Hochmittelalter

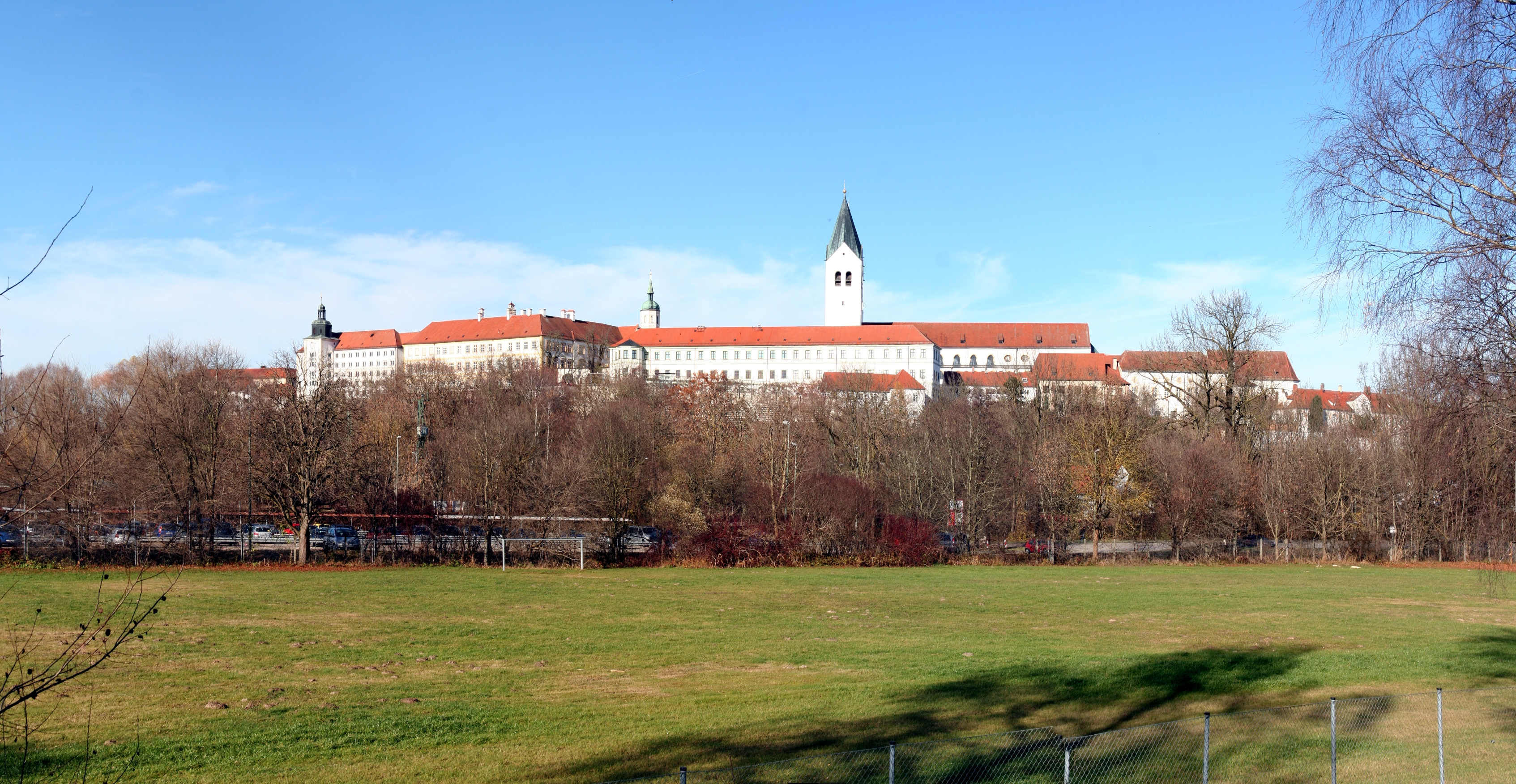
Der Domberg von Freising – „mons doctus“ des Mittelalters

Über viele Jahrhunderte war es der mit Kirchen, Kollegiatstiften und Domherrenhäusern bebaute Berg allein, der die Bischofsstadt Freising ausmachte. Nur allmählich entwickelte sich zu ihren Füßen aus drei Siedlungsansätzen eine kleine bürgerliche Unterstadt, die bis 1802 immer im Besitz des Bischofs blieb. Sie konnte sich nie zu einer wirklich selbstständigen Bürgerstadt entwickeln und war wirtschaftlich als reine Residenzstadt stark vom Klerus abhängig. Denn die Hauptkundschaft der Handwerker, Händler und Taglöhner war natürlich die Geistlichkeit, der bischöfliche Hof und die Stifte bzw. Klöster. Das kulturelle Leben wurde vom Domberg bestimmt und geprägt.

### Mons Doctus, ein frühes Kulturzentrum in Bayern
Die kleine Bischofsstadt auf dem Domberg war also im 9. Jahrhundert ein wichtiger Ort im ostfränkischen Reich geworden und blieb es noch jahrhundertelang. Um 860 hatte Bischof Anno eine neue dreischiffige Domkirche am Ort der ehemaligen Marienkapelle, der ältesten Marienkirche der Diözese, erbauen lassen. Vor der Bischofserhebung von Bischof Waldo (884), Kanzler von König Karl III., mischte sich sogar der König erstmals in die Besetzung des Freisinger Stuhls ein. In den folgenden 250 Jahren entschieden ostfränkische Könige, wer Bischof von Freising wurde. Die Freisinger Bischöfe dieser Zeit standen nämlich oft als Kanzler, Notare oder königliche Gesandte im Dienst des jeweiligen Herrschers. Freisinger Bischöfe und die Freisinger Domschule genossen ein hohes Ansehen bei den Königen und Kaisern jener Zeit. Ludwig der Deutsche und Ludwig das Kind waren Schüler dieser Schule, Kaiser Heinrich der Heilige war von Bischof Abraham in die Wissenschaft eingeführt worden und Kaiser Konrad II. hatte seinen erstgeborenen Sohn zur Erziehung in die Obhut von Bischof Egilbert übergeben.
Als 903 der Dom zum ersten Mal abbrannte, waren die Schäden jedoch bis 906 schnell wieder behoben, da genug Einkünfte vorhanden waren. 955 wurde die Siedlung von den einfallenden Ungarn geplündert, allerdings blieb die Oberstadt, der Domberg, auf wundersame Weise davon verschont. In späteren Jahren wurde dies auf die Gebete und ein „Nebelwunder“ des damaligen Bischofs Lantbert zurückgeführt.
Viele Orte in Oberbayern sind in Freisinger Traditionsbüchern erstmals erwähnt. Sie können in unserer Zeit auf 1200 oder sogar 1250 Jahre ihrer Existenz (besser ihrer erstmaligen Nennung) zurückblicken. Mittelalterliche Schreibkunst und Buchmalerei erreichten eine frühe Blütezeit in Freising. So entstanden beispielsweise zwischen 972 und 1039 die Freisinger Denkmäler, drei Texte in slowenischer Sprache, die ältesten Zeugnisse der slowenischen Sprache und einer in lateinischer Schrift geschriebenen slawischen Sprache. Dies beruhte auf der Schenkung von Ländereien und des Ortes Škofja Loka (Bischoflack) in Slowenien durch Kaiser Otto II. an Bischof Abraham von Freising im Jahr 973.
Auch der Musikinstrumentenbau und die frühe Kirchenmusik hatten in Freising eine besondere Qualität erreicht. So wandte sich bereits im Jahr 873 Papst Johannes VIII. mit der Bitte an Bischof Anno, einen Orgelbauer und Organisten nach Rom zu senden. Das älteste deutsche Kirchenlied Petrusleich wurde im 10. Jahrhundert in Freising gedichtet und das Dreikönigsspiel, das erste bekannte lateinische Weihnachtsspiel, im Chor des Freisinger Doms uraufgeführt.

### Die Bürgerstadt am Fuße des Dombergs

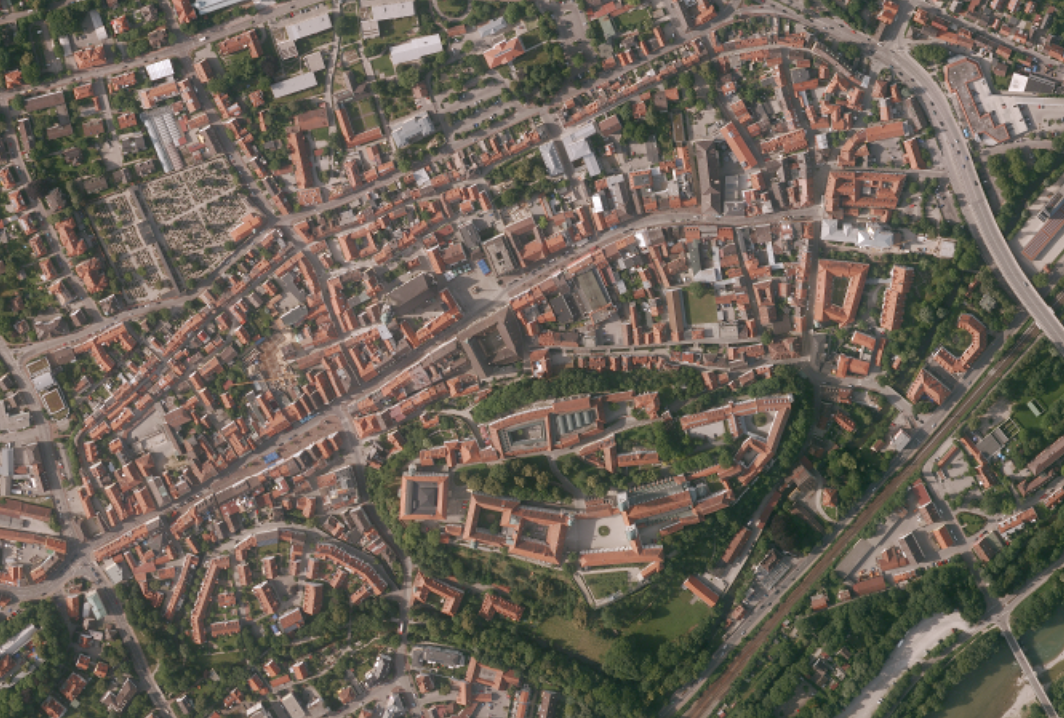
Im Luftbild sieht man nördlich des Dombergs das Grundrissbild der Freisinger Altstadt

Das inzwischen am Fuße des Domberges entstandene Freisinger Bürgertum konnte sich, im Gegensatz zu Augsburg und Regensburg, nicht aus der bischöflichen Herrschaft befreien. Freising blieb deshalb über Jahrhunderte hindurch ein vom Domberg und seiner Geistlichkeit dominierter Ort. Der dort residierende Bischof mit seinem Domkapitel und die Stiftsherren der dort befindlichen Stifte hatten das Geld für Aufträge und gaben es für die Handwerker und zur Versorgung ihrer Haushaltungen aus. Der Domberg war im Mittelalter als mons doctus (Gelehrtenberg) bekannt und wurde zum kulturellen, künstlerischen und religiösen Zentrum Altbayerns.
Im Bayerischen Staatsarchiv in München wird die Urkunde aufbewahrt, mit der Kaiser Otto III. Freising im Jahr 996 das Markt-, Münz- und Zollrecht verlieh. In dieser Urkunde wird auch eine Schenkung des Kaisers an den Bischof Gottschalk von Freising von etwas Land in der Gegend von Neuhofen an der Ybbs regione vulgari vocabulo Ostarrîchi (in der gewöhnlich Ostarrîchi genannten Region) erwähnt. Dies gilt als die erste urkundliche Nennung von Österreich.

### Otto von Freising

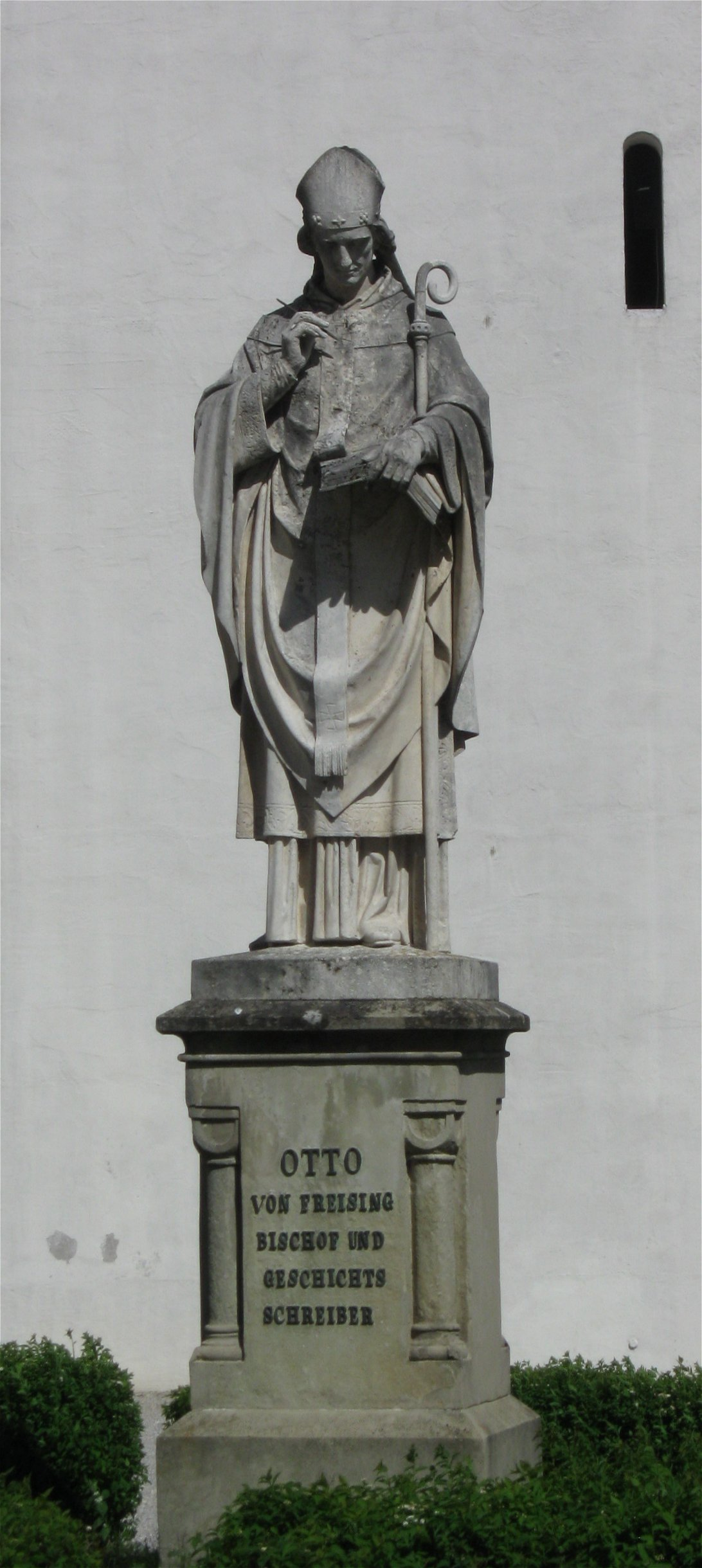
Denkmal des Otto von Freising im Domhof

Bischof Otto von Freising (1112–1158) aus dem Haus der Babenberger und Abt im Zisterzienserkloster Morimond war einer der bedeutendsten Geschichtsschreiber des Mittelalters. Ein Denkmal dieses bedeutendsten Bischofs von Freising im Hochmittelalter steht in der Mitte des Domhofs.

#### Leben
Otto von Freising wurde um 1112 als fünfter Sohn des heiligen Babenbergers Leopold III., Markgraf von Österreich, und der Tochter Kaiser Heinrichs IV., Agnes von Waiblingen geboren. Unter seinen Brüdern waren Leopold IV., Herzog von Bayern, Heinrich II., Herzog von Österreich, und Konrad II., Erzbischof von Salzburg. Sein Halbbruder war König Konrad III. Otto war auch ein Onkel von Kaiser Friedrich Barbarossa.
Seine erste Ausbildung erhielt er im Chorherrenstift Klosterneuburg, das sein Vater 1114 gegründet hatte. Im Jahr 1126 wurde er von diesem zum Propst des Stiftes ernannt. Noch im gleichen oder im nächsten Jahr begab sich Otto zu Studien nach Frankreich, vor allem nach Paris, das sich als Zentrum der damals neuartigen Scholastik (im Gegensatz zur etablierten Monastik) etabliert hatte. Otto verbrachte dort sechs Jahre und hörte dabei Peter Abaelard, Hugo von Saint-Viktor und Gilbert de la Porrée.

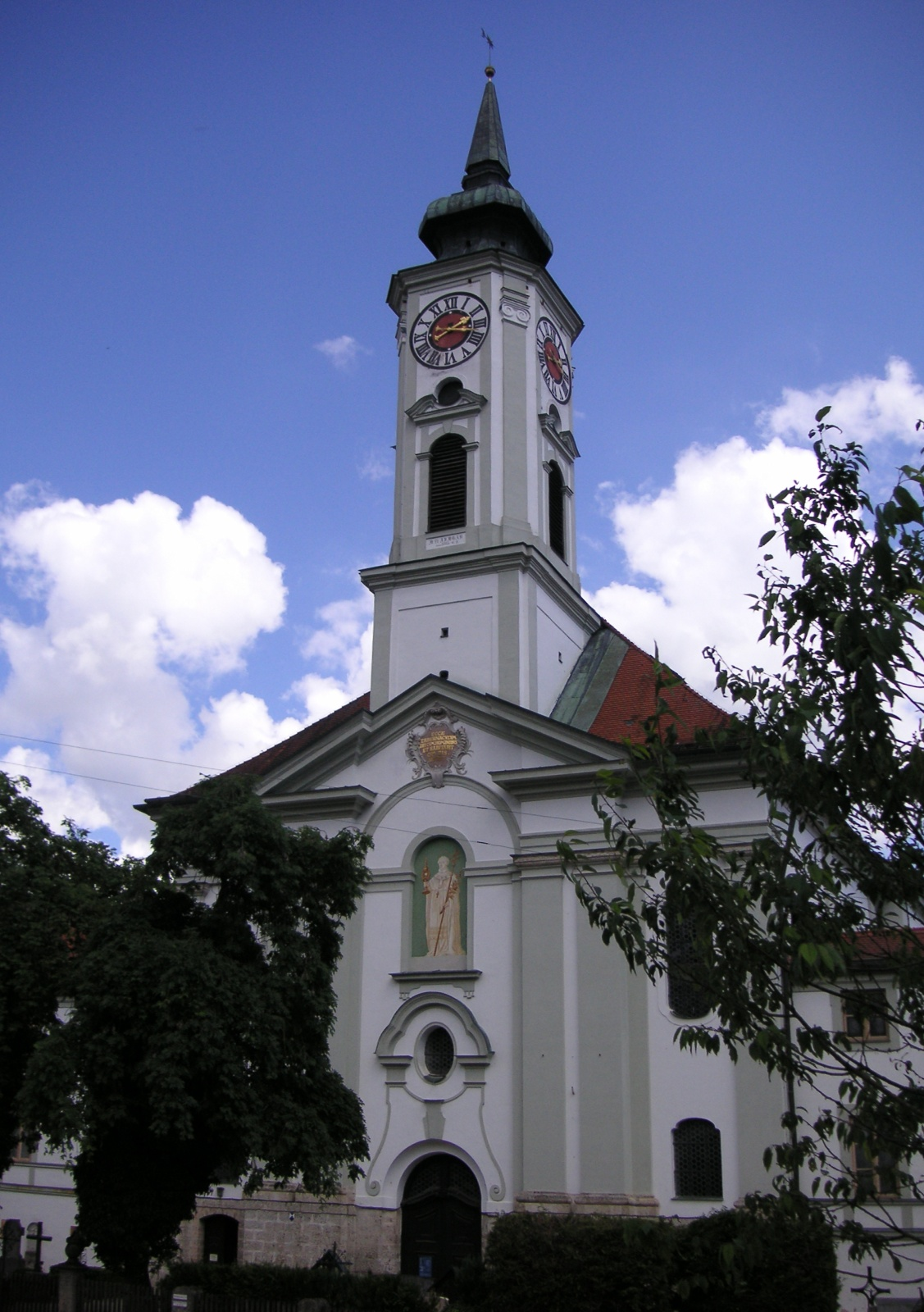
Klosterkirche Schäftlarn

Im Jahr 1132 trat er zusammen mit 15 zum Teil hochgeborenen deutschen Studienkollegen in den Orden der Zisterzienser ein und kam als Novize in das Kloster Morimond in der Champagne. Sechs Jahre später, im Jahr 1138, wurde er als 26-jähriger Mönch zu dessen Abt gewählt. Doch am Tag darauf erhielt er durch König Konrad III. die Ernennung zum Bischof von Freising und bemühte sich von da an um die Erneuerung des kirchlichen Lebens in seiner Diözese und deren Klöstern, von denen er Schäftlarn (Prämonstratenser), Schlehdorf (Augustiner-Chorherren) und Innichen eine neue Ordnung gab. Den Freisinger Dom befreite er von drückender weltlicher Vogtei, die Domschule brachte er auf eine beachtliche Höhe. Die Klöster Schliersee (Kollegiatstift) und Neustift (Prämonstratenser) bei Freising gründete er neu. Merkwürdigerweise waren dies jedoch keine Zisterzienserklöster.
In der Zeit des Investiturstreites geriet er fast notwendigerweise in Konflikt mit den Wittelsbachern, vermittelte aber aufgrund seiner kaiserlichen Verwandtschaft erfolgreich in den Streitigkeiten zwischen Staufern, Babenbergern und Welfen. Er beteiligte sich auf den Ruf des Bernhard von Clairvaux hin als geistlicher Reichsfürst auch aktiv am Zweiten Kreuzzug, konnte jedoch zu dessen Ende hin nur mit Mühe mit einer kleinen Schar von Getreuen entkommen. Im Auftrag Konrads III. war er auch diplomatisch tätig: Er unternahm u. a. drei Reisen nach Rom, unter Kaiser Friedrich Barbarossa war er bei der Beilegung des Streites mit Papst Hadrian IV. beteiligt. Sein Ideal, auch in der Frömmigkeit, war das Maßhalten. Bernhard von Clairvaux blieb ihm zeit seines Lebens zuinnerst fremd.
Im Jahre 1157 wurde Otto von Kaiser Friedrich Barbarossa offiziell damit beauftragt, die Taten des Kaisers (Gesta Friderici Imperatoris) aufzuzeichnen. Otto konnte sein Werk nicht mehr vollenden. Er starb auf dem Weg zum Generalkapitel nach Cîteaux in seinem vormaligen Kloster Morimond am 22. September 1158. Otto wurde zunächst in der Klosterkirche von Morimond beigesetzt. Bis zum 17. Jahrhundert stand das Grab Ottos von Freising über dem Boden erhaben und frei sichtbar vor dem dortigen Hochaltar.

#### Weitreichende Bedeutung als Geschichtsschreiber

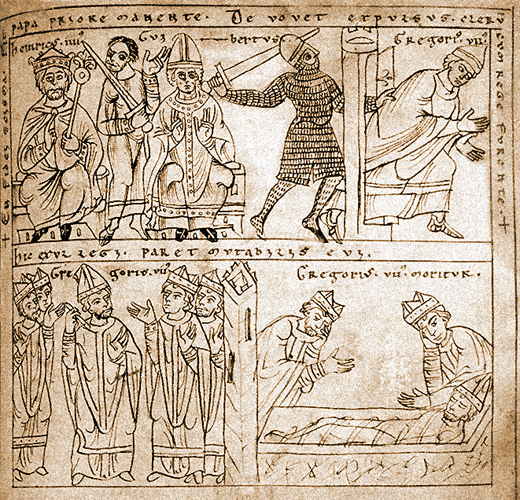
Abbildung aus Ottos Schrift „Geschichte der zwei Reiche“

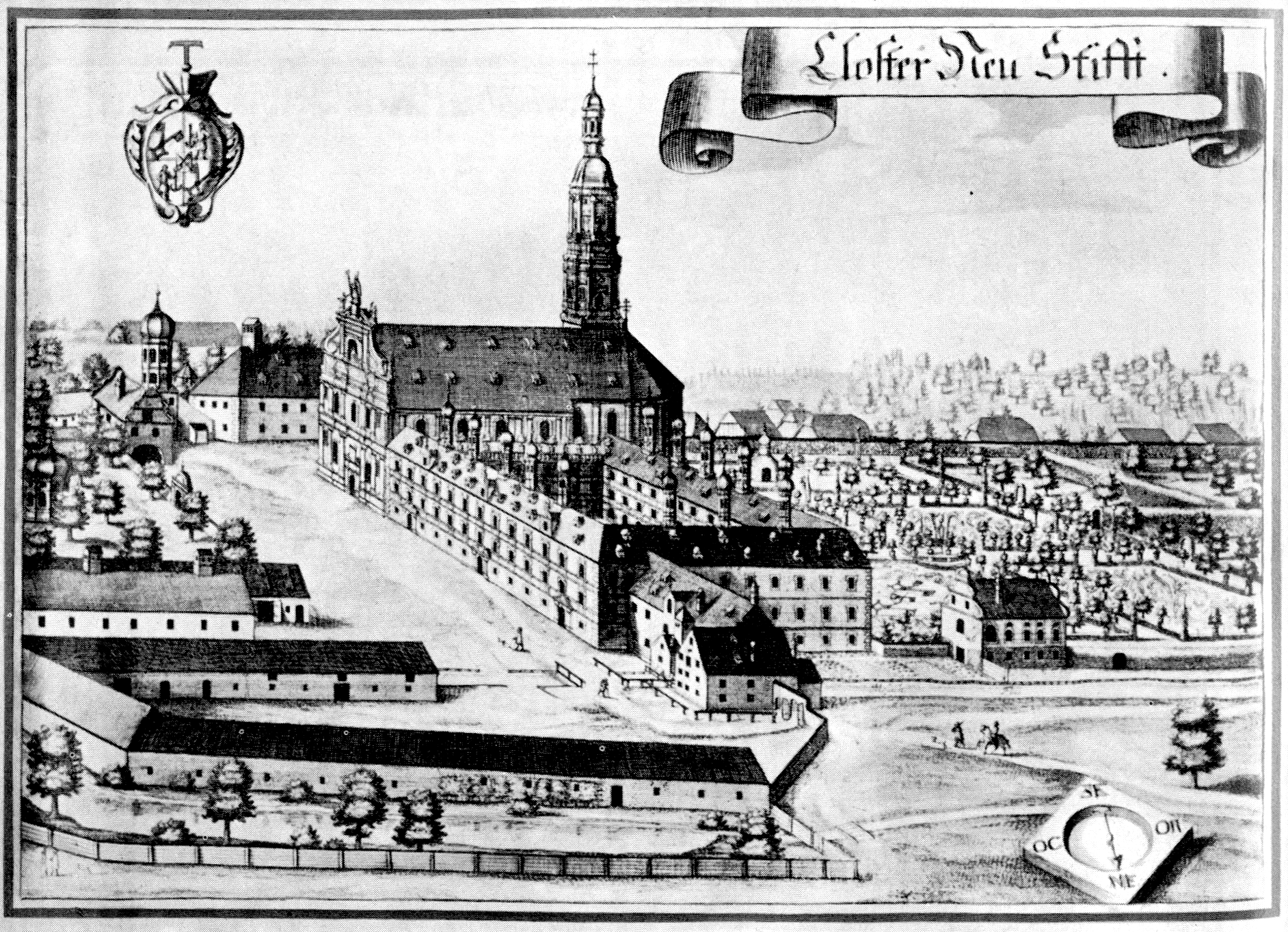
Kloster Neustift bei Freising Im 18. Jahrhundert

Um 1140 gründete er am Stadtrand das Prämonstratenser-Kloster Neustift. Dieses Kloster lag aber später außerhalb des Hochstifts auf herzoglich–bayerischem Gebiet. Allein daran sieht man, wie klein das Herrschaftsgebiet des Bischofs war, und die Herzöge von Bayern wollten dieses bischöfliche Territorium an der Isar, das bis Ismaning vor die Tore ihrer Residenzstadt München reichte, schon in ihrem eigenen Interesse nicht größer werden lassen.
1143 verfasste er seine berühmte Weltchronik Chronica sive Historia de duabus civitatibus (Chronik oder die Geschichte der zwei Reiche), worin er in sieben Bänden die Weltgeschichte und im achten Band seine Vision des Jüngsten Gerichts darstellte. Bischof Otto war auch der Chronist Kaiser Friedrichs I. (Die Taten Friedrichs oder richtiger Chronica).
Er war ein Onkel des Kaisers; deshalb haben vermutlich auch Friedrich und seine Frau Beatrix viel Geld für den Wiederaufbau des abgebrannten Doms gestiftet. Die Stifterfiguren am romanischen Portal des Doms zeugen davon.

### Freising und die Entstehung Münchens

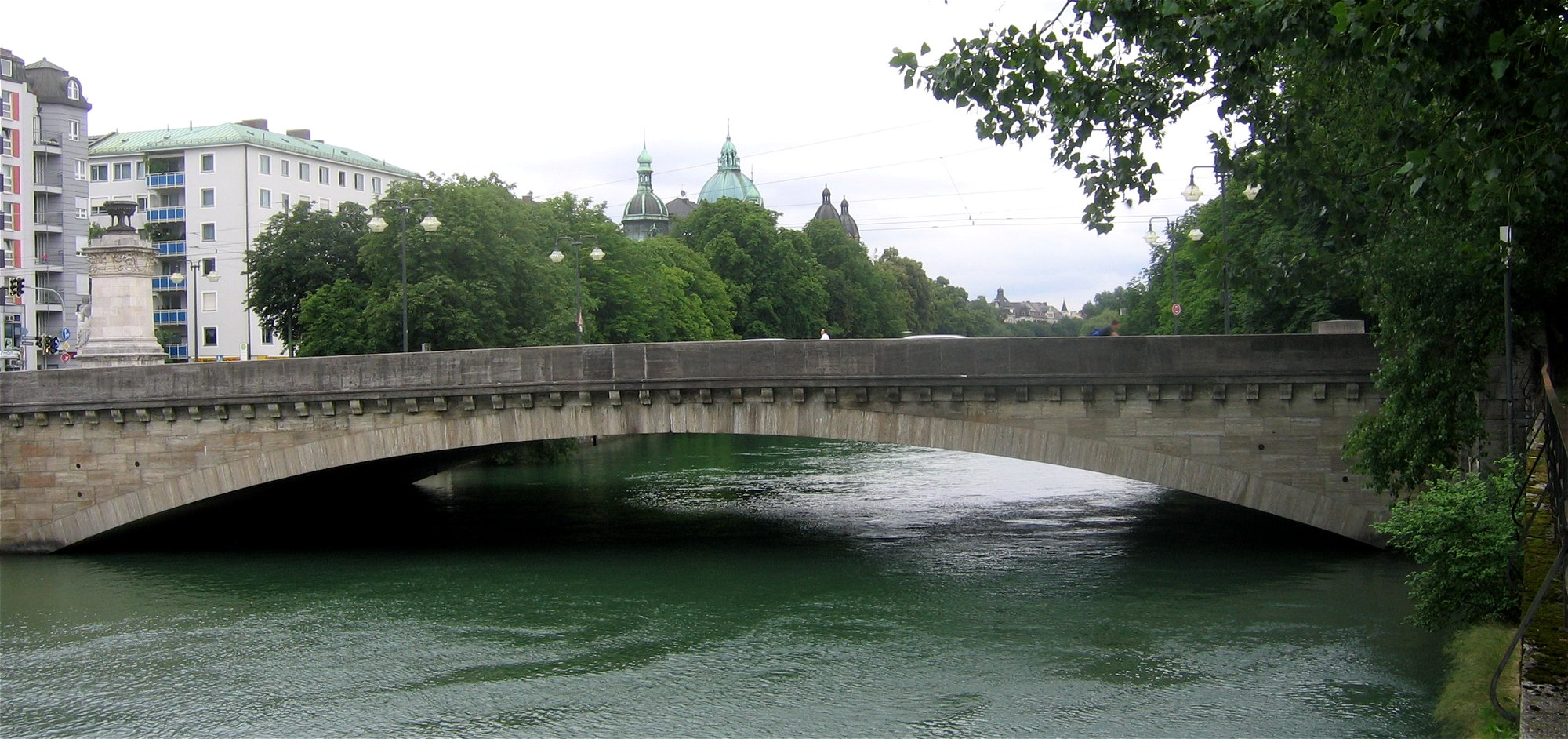
Münchner Ludwigsbruecke – An diese Stelle verlegte Heinrich der Löwe die Isarbrücke mit den Zolleinnahmen

Im Jahr 1158 ließ der bayerische Herzog Heinrich der Löwe die zu Freising gehörende Zollbrücke bei Föhring abbrennen, um die Salzstraße durch sein Besitztum apud Munichen, einer Niederlassung von Mönchen aus dem Kloster Tegernsee auf dem heutigen Petersbergl, zu führen und damit Geld zu verdienen. Der Bischof reagierte mit einer Klage beim Kaiser. Im Augsburger Schiedsspruch (auch Augsburger Schied genannt) vom 14. Juni 1158 entschied Kaiser Friedrich I. Barbarossa den Streit um die Isarbrücken, obwohl Bischof Otto von Freising sein Onkel war, zugunsten Heinrichs des Löwen. Das geschah aus Gründen der Staatsräson, da der Kaiser zu diesem Zeitpunkt auf den Welfenherzog angewiesen war und eine Auseinandersetzung mit dem mächtigsten Reichsfürsten scheute. München wurde das Markt- und Münzrecht bestätigt, es musste jedoch ein Drittel der Einnahmen daraus an Freising abführen. Diese Zahlungen erfolgten bis 1803 an das Hochstift Freising und anschließend bis 1852 an das Königreich Bayern. Der 14. Juni 1158 ist auch der offizielle Stadtgründungstag Münchens, mit dem der Aufstieg Münchens zur späteren Metropole begann. Nach der Verbannung Heinrichs wurde München im Regensburger Schied von 1180 dem Bischof von Freising zugesprochen, bevor es 1240 in den Besitz der neu mit dem Herzogtum Bayern belehnten Wittelsbacher kam und 1255 deren Residenz wurde.

### Bau des romanischen Doms

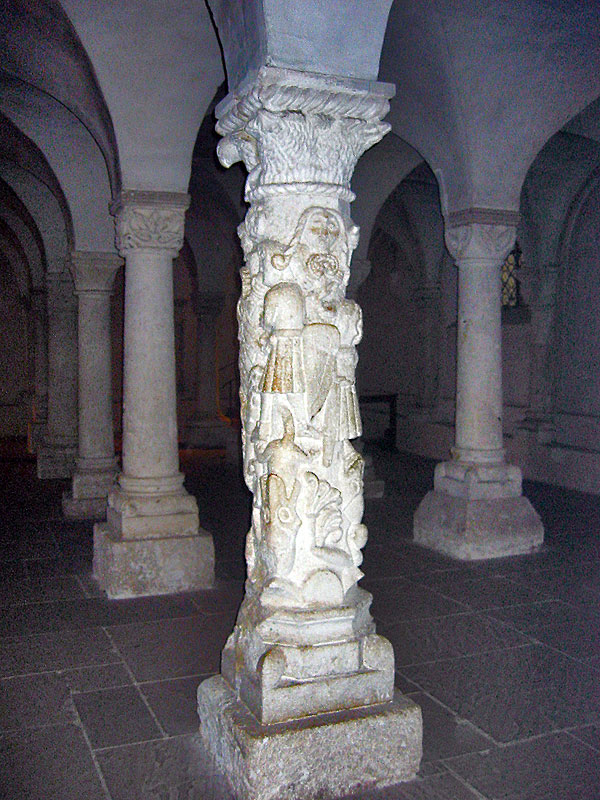
Die Bestiensäule in der Domkrypta

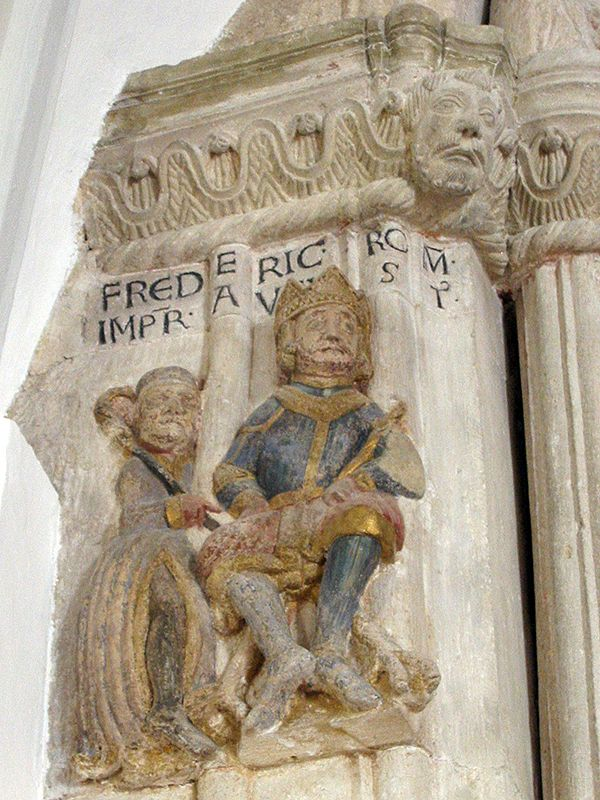
Kaiser Barbarossa im Freisinger Dom

1159 wurde anstelle des Vorgängerbaus, der im selben Jahr einem Brand zum Opfer fiel, mit dem Bau des fünfschiffigen romanischen Doms begonnen. Die Gründe für den verheerenden Stadt- und Dombrand vom 5. April 1159 liegen im Dunklen. Sie standen aber im engen zeitlichen Zusammenhang mit der Auseinandersetzung des Freisinger Bischofs mit Heinrich dem Löwen.
Beim zügigen Wiederaufbau (bis 1205) traten Kaiser Barbarossa und seine Gemahlin Beatrix von Burgund als Stifter in Erscheinung. Am inneren romanischen Domportal wurde das Stifterpaar mit Reliefstatuen verewigt. Der Bau selbst war der erste Ziegelbau nördlich der Alpen seit dem Untergang des Römischen Reiches. Bischof Albert I. von Harthausen leitete den Wiederaufbau der in der Folgezeit zwar öfter veränderten, aber im Kern auf ihn zurückgehenden mächtigen Pfeilerbasilika mit zwei später hinzugefügten Westtürmen und einer Hallenkrypta. Die berühmte Bestiensäule (um 1160) in der Krypta ist die einzige ihrer Art in Deutschland. Sie zeigt seltsame Fabelwesen und eine Frauengestalt – man kann diese Skulpturen auf mehrfache Weise deuten.

## Bischof – Weltlicher Fürst im Hochstift

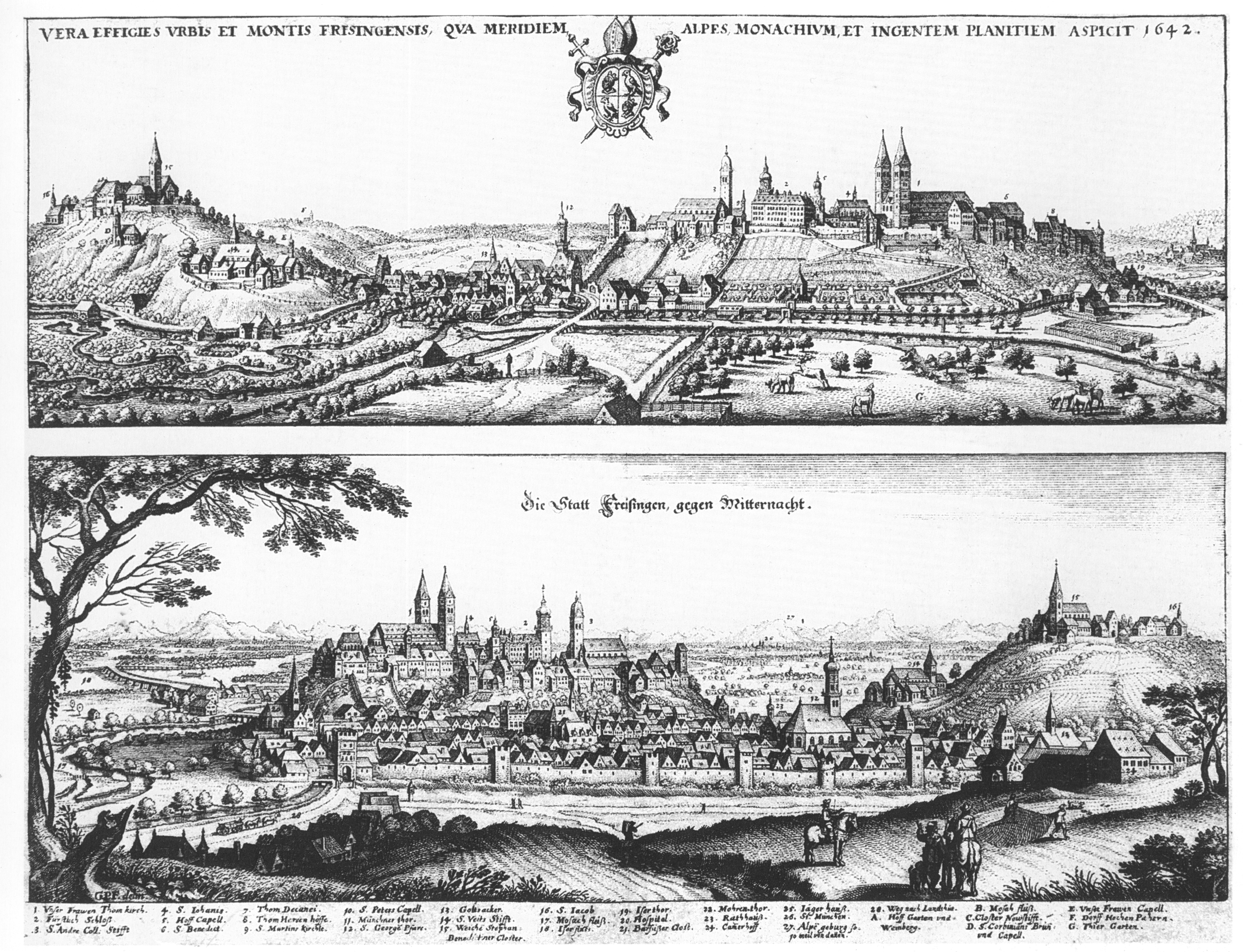
Kupferstich in der Topographia Germaniae des Matthaeus Merian, 1642

Über mehrere Jahrhunderte war das Bischofsland, in dem der Bischof nach Reichsrecht auch die weltliche Herrschaft innehatte, das sogenannte Hochstift, ein recht kleines und zersplittertes Gebiet. Es lag mitten im Gebiet der Wittelsbacher, die ihr Bayern zu einem geschlossenen Herzogtum und später zu einem Kurfürstentum ausbauen wollten, aber immer diesen freisingschen Fremdkörper im Norden von München vor Augen hatten und als störend empfanden. Deshalb haben sie sich zu Beginn der Neuzeit für ihr Haus meist um den Bischofsstuhl und die Herrschaft im Hochstift bemüht und so das Beste aus der Lage gemacht.

### Konflikt mit den Wittelsbachern
Im Spätmittelalter entwickelte sich Freising zu einer etwas größeren Stadt, deren Fürstbischöfe (Hochstift seit 1294) sich vor allem um den Kulturbesitz ihrer Residenzstadt verdient machten. Ein weiterer wichtiger Schritt war 1359 die Verleihung der Stadtrechte durch Bischof Albert. Die Herzöge von Bayern aus dem Geschlecht der Wittelsbacher sahen das Hochstift Freising mit seinen Grafschaften und Besitzungen (Garmisch-Partenkirchen, Mittenwald, Ismaning, Burgrain und Isen) allerdings stets als „Dorn im Fleisch“ des bayerischen Herzogtums. Sie versuchten, Mitglieder der eigenen Familie auf den Freisinger Bischofsstuhl zu platzieren, was ihnen ab dem 15. Jahrhundert auch wiederholt gelang.

### Kriegsjahre – Bischof Veit Adam

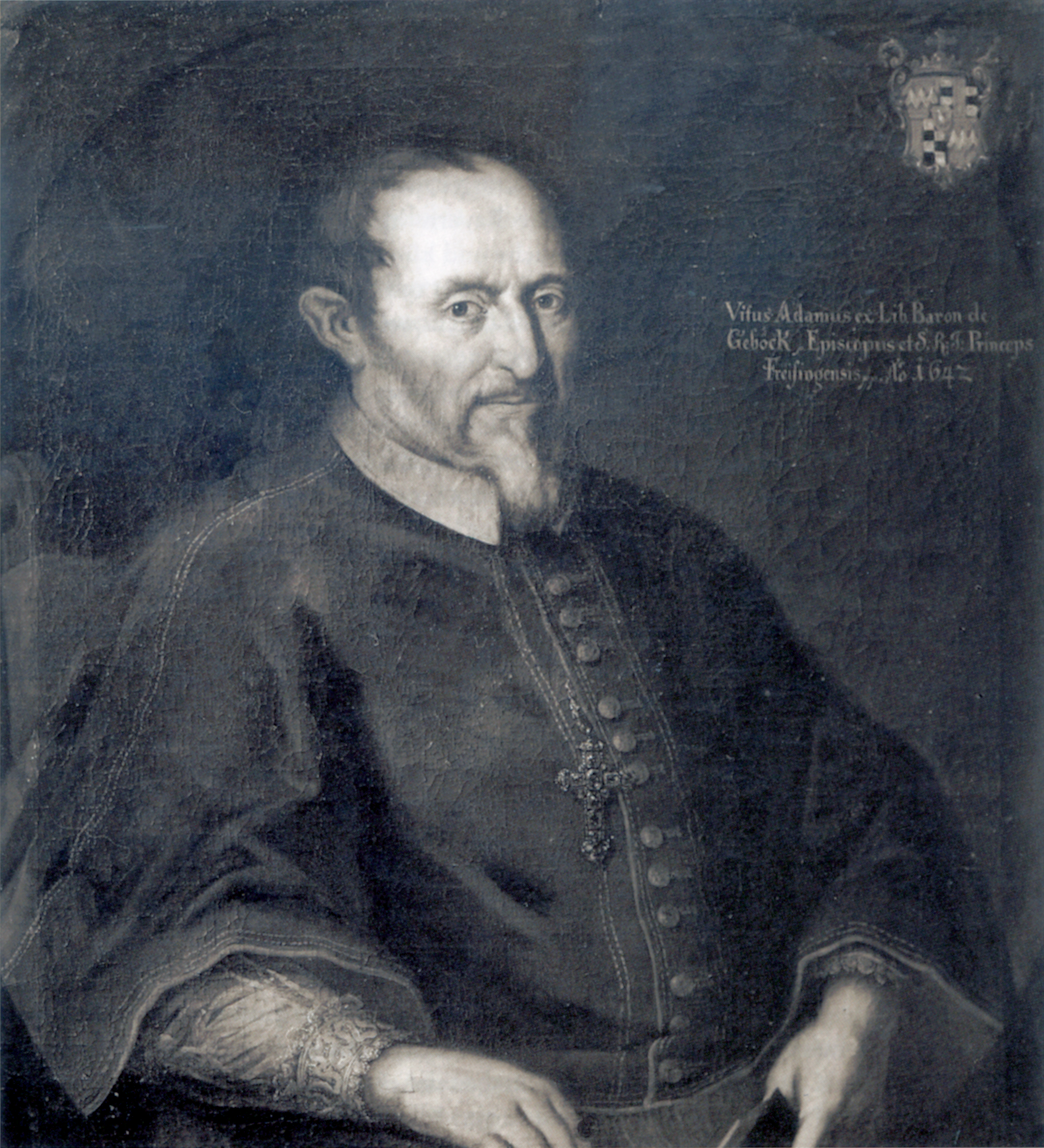
Bischof Veit Adam von Gepeckh

Bischof Veit Adam von Gepeckh war von 1618 bis zu seinem Tod 1651 Fürstbischof von Freising. Trotz des Widerstands des bayerischen Herzogs Maximilian I. und trotz moralischer Bedenken wegen seines angeblich „unkanonischen Vorlebens“ (mehrfache Vaterschaft) wurde Veit Adam 1618 vom Domkapitel zum Bischof gewählt und geweiht. 1619 bis 1622 wurde durch ihn der Freisinger Dom im Stile des Frühbarock umgestaltet. Bei Peter Paul Rubens in Antwerpen ließ er das große Hochaltarbild des Doms „Das Apokalyptische Weib“ in Auftrag geben. Er veranlasste auch den Umbau der fürstbischöflichen Residenz im Barockstil. Bischof Veit Adam führte Freising durch die schwere Zeit des Dreißigjährigen Krieges. 1632 wurde Freising durch den schwedischen König Gustav Adolf gebrandschatzt. Hunger und Pest wüteten auch, als die Schweden abermals 1646 in die von bayerischen Truppen verteidigte Stadt Freising einfielen.
Schon 1638 war dem Fürstbischof auf Druck des bayerischen Kurfürsten dessen Neffe Albrecht Sigismund von Bayern als Koadjutor „cum iure successionis“ zur Seite gestellt worden. Erst wenige Monate vor beider Tod kam es zum Ausgleich mit Kurfürst Maximilian I., seinem jahrzehntelangen Kontrahenten. Veit Adam von Gepeckh wurde in der sogenannten „Fürstenkapelle“ des Freisinger Domes begraben. Der Nachfolger des Bischofs, Albrecht Sigismund von Bayern, stiftete 1674 als Zeichen der überwundenen Pest die Mariensäule, die dem zentralen Platz in der Altstadt seinen Namen gab. Er ließ das äußere Domportal errichten und außerhalb der Stadtbefestigung im Norden der Altstadt einen Hofgarten anlegen.

### Blütezeit des Barock
Die Blütezeit des Barock in Freising brachte einen Höhepunkt kultureller Förderung durch einen der aktivsten Bischöfe mit sich. Andererseits war es auch ein Tiefpunkt der Kultur und der Kirchenpraxis, da es zu den letzten schlimmen Hexenprozessen kam. Auch Kinder blieben dabei nicht verschont.

#### Bischof Johann Franz Eckher von Kapfing

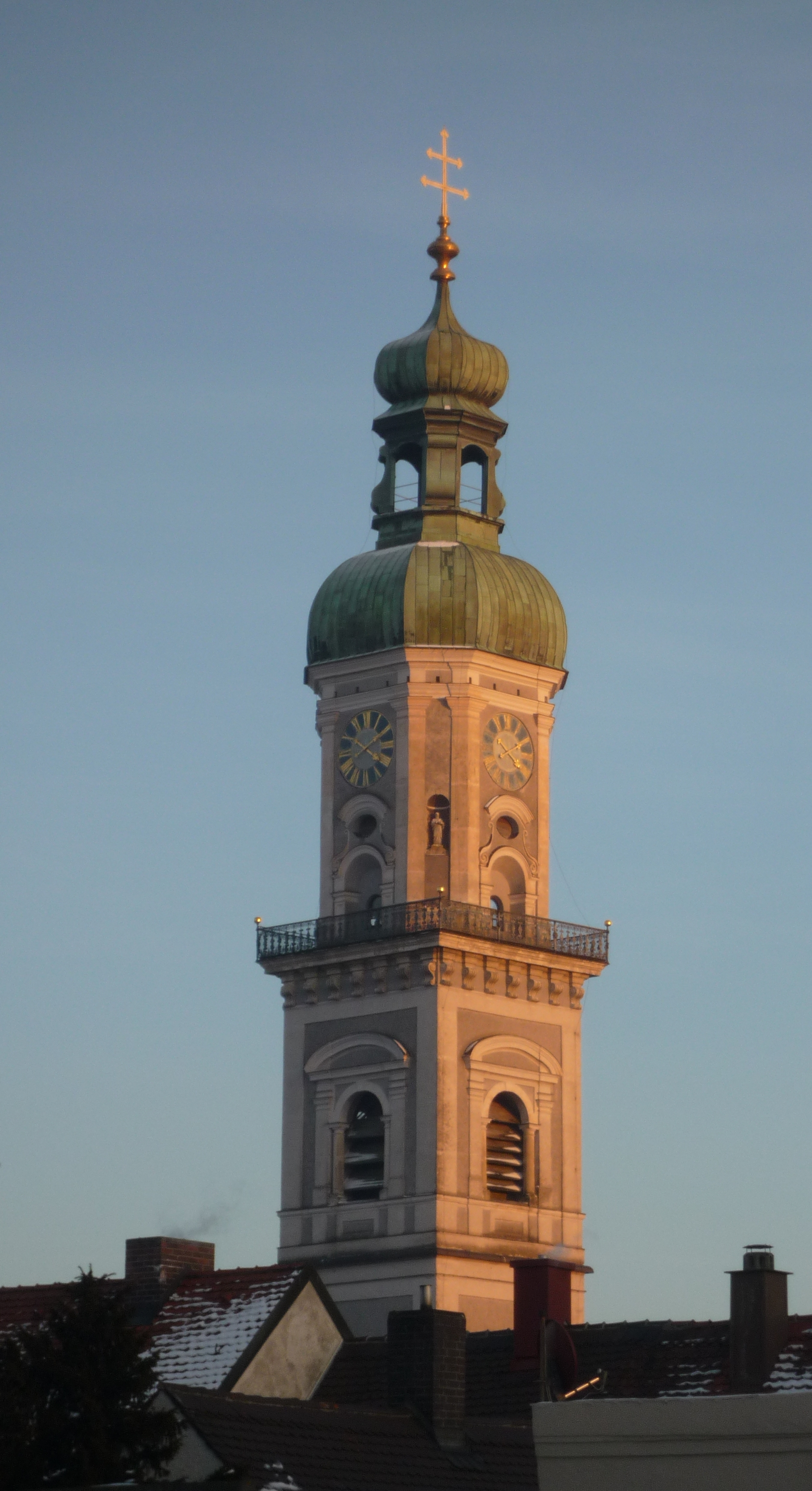
Turm der Stadtpfarrkirche St. Georg

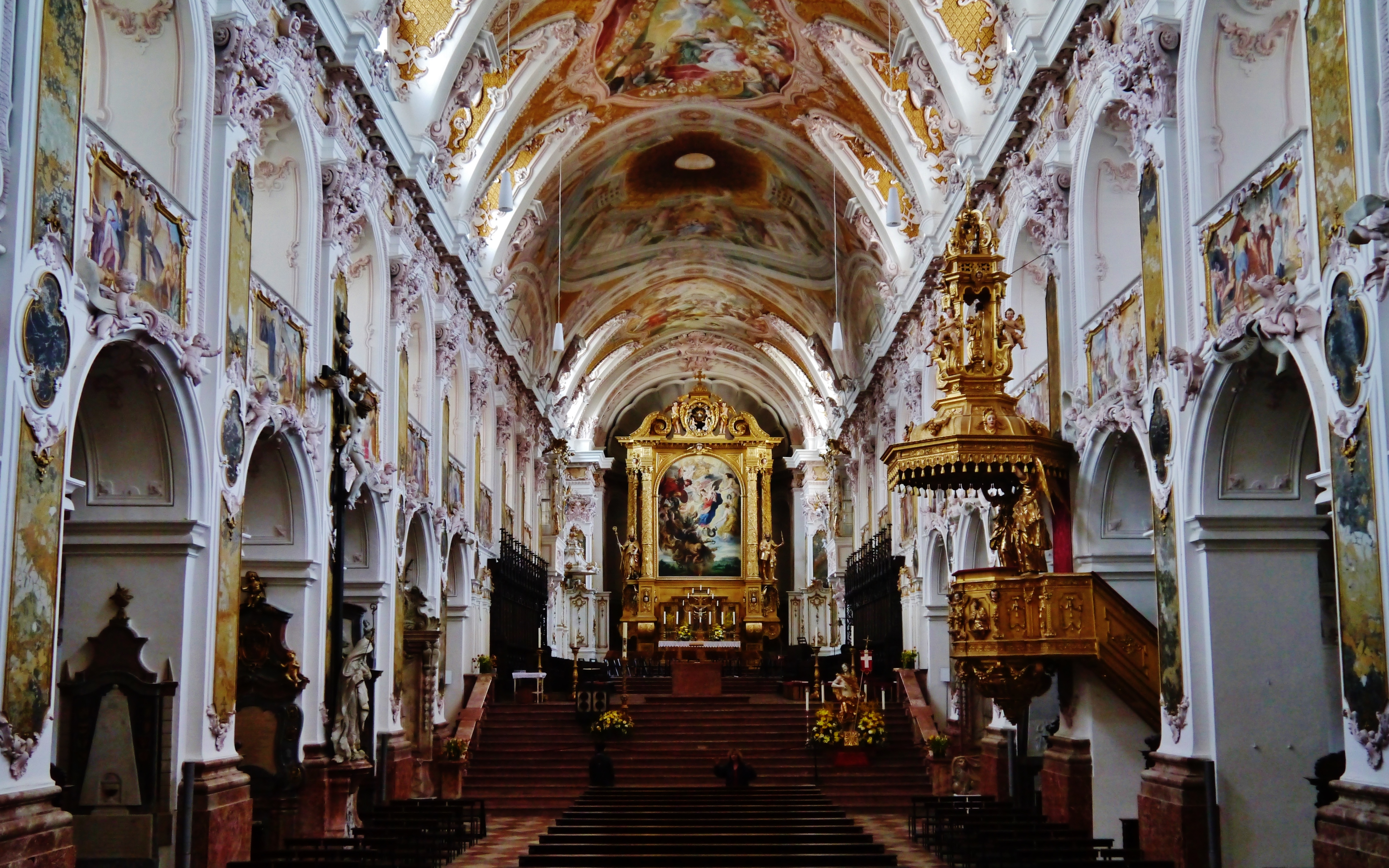
Die barocke Innendekoration im Dom zu Freising

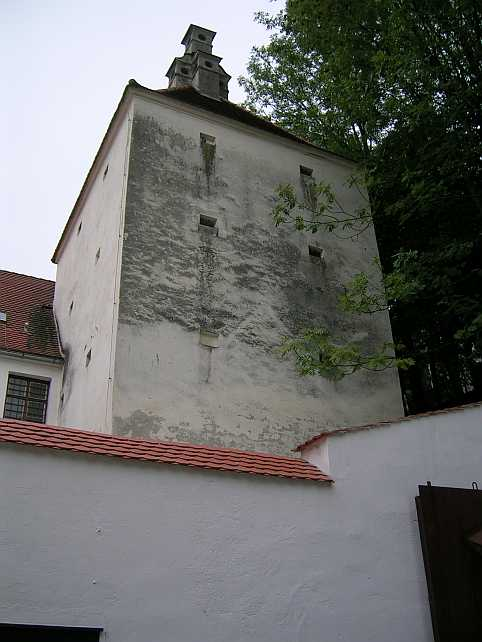
Im Verlauf der Hexenprozesse in Freising errichteter „Hexenturm“ (Altes Gefängnis).

Eine Blütezeit erlebte Freising unter Bischof Johann Franz Eckher von Kapfing und Liechteneck (1696–1727), der auch in seinem Bistum sehr aktiv war und viele Pfarr- und Filialkirchen umgestalten ließ und neu weihte. Dem Dom stiftete er die Maximilianskapelle, in der Annahme, der Heilige Maximilian hätte schon vor 1500 Jahren von Freising aus die Bayern christianisiert. Auf Bischof Eckher geht auch der Fürstengang zurück, eine Bildergalerie aller Freisinger Bischöfe und Ansichten der Freisinger Ländereien.
1697 gründete er die erste Freisinger Hochschule, das Lyzeum am Marienplatz, und ließ den barocken Turm der Stadtpfarrkirche St. Georg erbauen. Beide Gebäude gehören heute zu den Wahrzeichen und hervorragenden Denkmälern der Freisinger Altstadt. Das Lyzeum – das so genannte „Asamgebäude“ wird ab 2016 für über 50 Millionen Euro das erste Mal gründlich saniert und renoviert, damit es zum Vorzeigeobjekt der Stadt werden kann. Es nimmt dann als Kultur- und Bürgerzentrum das vergrößerte Stadtmuseum auf, wird den Asamsaal als Theater- und Konzertsaal viel besser zugänglich machen und in kultureller und touristischer Hinsicht das Zentrum Freisings sein.
Zum tausendjährigen Bistumsjubiläum (1724) betraute er die Gebrüder Asam mit einer umfassenden Renovierung der Bischofskirche. Außerdem beauftragte er den Benediktinerpater Karl Meichelbeck, eine neue Chronik zu verfassen. Das zweibändige Geschichtswerk Historia Frisingensis gilt als erstes quellenkritisches Geschichtswerk im deutschen Raum und führte die lange Tradition Freisinger Geschichtsschreibung fort.

#### Hexenprozesse
Ein dunkles Kapitel dieser Zeit waren die Kinderhexenprozesse in Freising, bei denen mehrere Kinder hingerichtet wurden. Die beiden Kinderhexenprozesse fanden gegen Ende der Hexenverfolgung von 1715 bis 1717 und von 1721 bis 1723 statt. Die Welle der Verhaftungen und Hinrichtungen nahm erst ein Ende, als Angehörige der oberen Schichten ins Visier gerieten und diese ihren Einfluss geltend machten.

## Säkularisation und Mediatisierung – Ende des Bischofssitzes

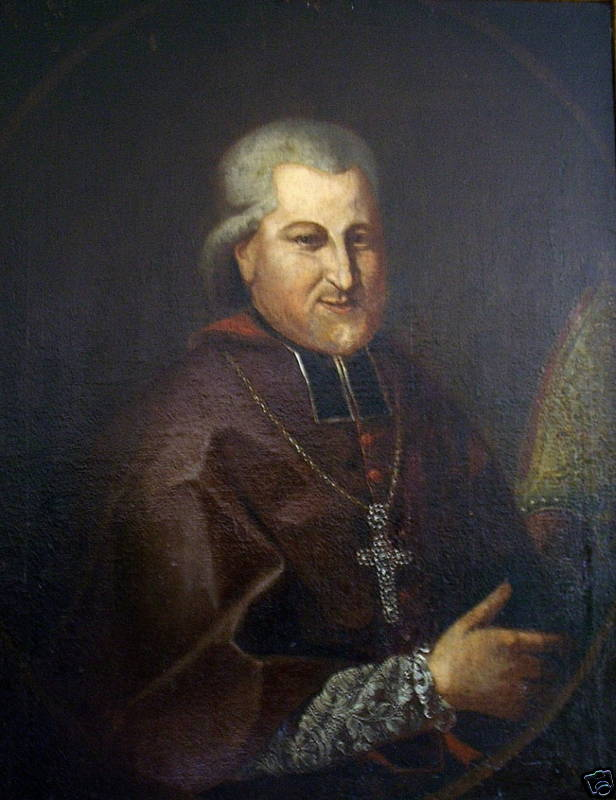
Joseph Konrad von Schroffenberg-Mös, der letzte Fürstbischof

Das Ende des Hochstifts durch die Mediatisierung und Eingliederung in das Kurfürstentum Bayern und die Beendigung der kirchlichen Besitzverhältnisse durch die Säkularisation stellten vor über 200 Jahren das abrupte Ende einer über 1000 Jahre dauernden Entwicklung dar. Dieser markante Einschnitt in die Lebens- und Arbeitsverhältnisse – eine Folge der Umwälzungen durch die Französische Revolution und die Napoleonischen Kriege – konnte von Freising nur deswegen verkraftet werden, weil die Zentralregierung in München einige Ausbildungs- und Verwaltungsaufgaben in Freising beließ und auch eine Garnison im Kloster Neustift einrichtete. Der Bischofssitz wurde trotz Protestes nach München verlegt, da der neue Erzbischof in der Residenzstadt des Königreichs Bayern seinen Platz bekommen sollte. Die Frauenkirche wurde der Münchner Dom, die altgestammte Freisinger Kathedrale wäre um ein Haar auf Abbruch verkauft und abgerissen worden. Erst am Ende des 20. Jahrhunderts bekam sie den Titel „Konkathedrale“, in der weiterhin traditionell die Neupriester des Erzbistums geweiht werden.

### Aufhebung der Eigenständigkeit

#### Hochstift und Freising werden bayerisch

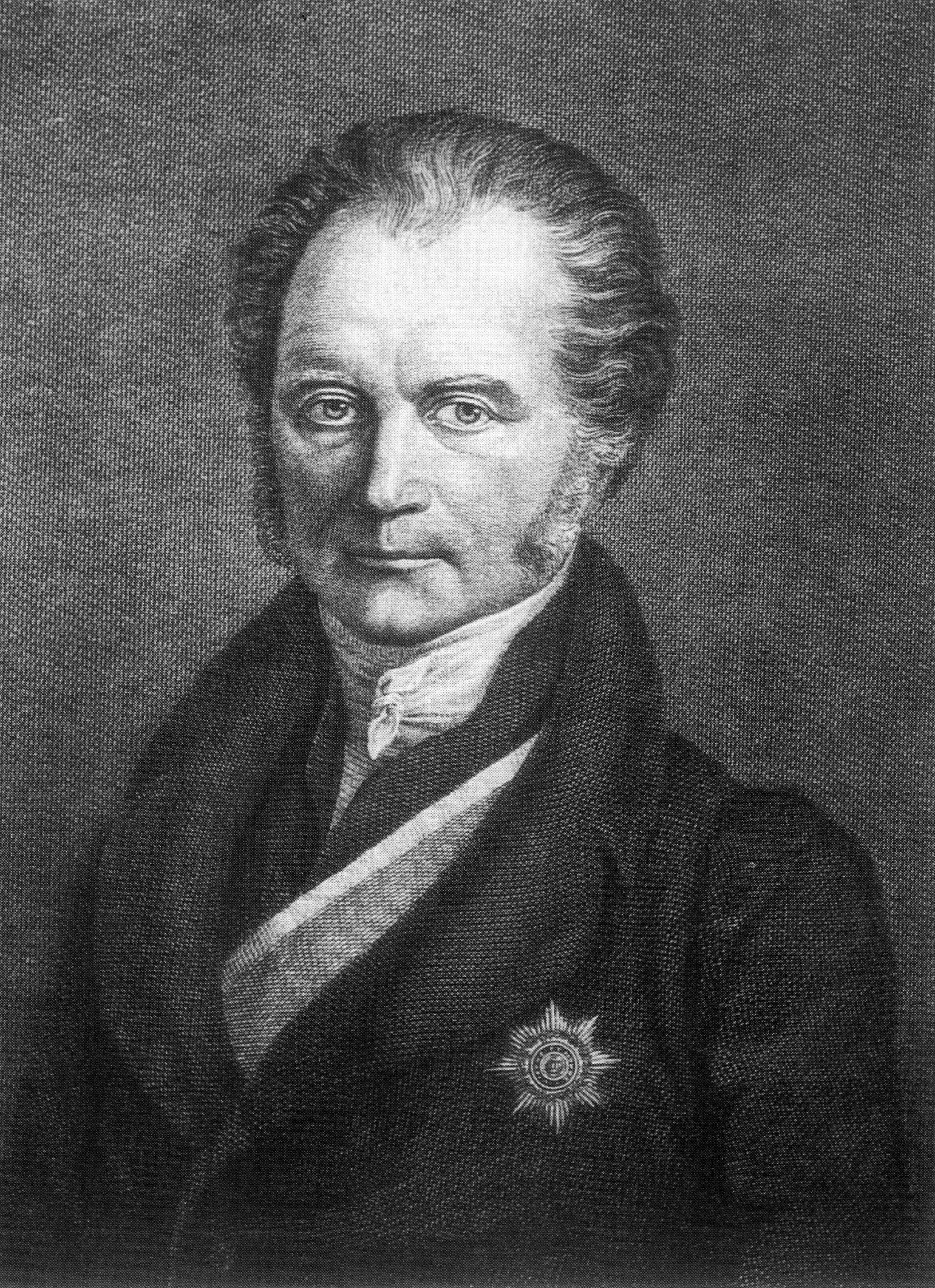
Johann Adam Freiherr von Aretin

Die Säkularisation und Mediatisierung im Jahr 1802/03 bedeutete die Aufhebung des mehr als tausend Jahre alten Hochstifts Freising und damit das Ende der geistlichen Herrschaft der Freisinger Fürstbischöfe. Am 23. August 1802 wurde die Stadt militärisch besetzt. Ab 27. November 1802 verwaltete der Zivilbesitzergreifungskommissär Freiherr Johann Adam von Aretin die Stadt. Er veranlasste die Auflösung des Hochstifts, die Übernahme der Güter und entließ die Dom- und Stiftskollegien mit ihrem Hofstaat aus den Ämtern. Die ehemalige Residenzstadt wurde in das Kurfürstentum Bayern einverleibt. Der Sitz des neu gegründeten Erzbistums München und Freising wurde nach einem neu geschlossenen Konkordat im Jahr 1821 nach München verlegt. Der Säkularisation fielen auch alle Klöster und viele Kirchen der Stadt zum Opfer. Entweder wurden sie geplündert und abgebrochen oder profaniert und anderen Verwendungen zugeführt.

#### Verluste durch Säkularisation und Mediatisierung
Die Stiftskirchen und Klöster von St. Andreas auf dem Domberg und St. Veit auf einem weiteren Hügel zwischen Weihenstephaner Berg und Domberg wurden vollständig, Kloster Weihenstephan größtenteils zerstört. Selbst die Domkirche und ihre frühgotischen Nebenkirchen (Johannis- und Benediktuskirche) sollten abgerissen werden. Dies verhinderte jedoch der französische General Duverdien, der das Gotteshaus als Festsaal für die Geburtstagsfeier Napoleon Bonapartes benutzen wollte. Besonders schwerwiegend war der Verlust der Asamkapelle St. Korbinian über einer ehemals als Wallfahrtsort bekannten Quelle (Korbiniansbrünnlein) auf dem Weihenstephaner Berg. Die Ruine ist die einzige erhaltene Kirchenruine aus der Säkularisation in Bayern.

### Wirtschaftliche Krise und Neustart
Die Säkularisation und Mediatisierung traf die Residenzstadt des ehemaligen Hochstifts recht hart und war ein jäher Bruch ihrer jahrhundertelangen Stadttradition. Sie stellte die wirtschaftliche Existenz vieler Bewohner in Frage. Einige hundert Einwohner verließen die nun zur bayerischen Landstadt gewordene kleine Residenzstadt, so dass die Einwohnerzahl erheblich sank. Allerdings befand sich die Stadt nach Aufhebung der Grenzen nun mitten im großen Wirtschaftsraum Bayern.
Die Reformen Montgelas’ bedeuteten auch einen „Neustart in die moderne Zeit“ mit ungeahnten Entwicklungschancen des Aufstiegs in den Rang einer Mittelstadt. Man beklagte den Verlust vieler Kirchengüter; durch den Wegfall des bischöflichen Hofstaats und des zu versorgenden Klerus von sieben Klöstern war ein Großteil der Freisinger Bevölkerung plötzlich arbeits- und brotlos. Es dauerte über ein Jahrzehnt, bis sich die Stadt etwas von diesem Schlag erholt hatte. Aber schon vor der Eingliederung ins Königreich Bayern war das Hochstift schlecht verwaltet und hoch verschuldet gewesen. Das benachbarte Kloster Weihenstephan, das nun wie Neustift nicht mehr im bayerischen Ausland lag, war schon vor 1802 bankrott und damit am Ende gewesen. Das seit dem Mittelalter reiche Freisinger Zunftleben mit seltenen Handwerksberufen wie Instrumentenbauer und Goldschmied kam zwar fast zum Erliegen, aber die neue Gewerbefreiheit und Freizügigkeit eröffneten nun ungeahnte Chancen der Entwicklung. Und bald zeigte sich neues Wachstum, das sich aus kleinen Anfängen ergab. Denn die leer stehenden Gebäude wurden nicht alle abgerissen, sondern auch neuen Nutzungen zugeführt. Dafür zwei Beispiele:

### Klöster mit neuer Nutzung

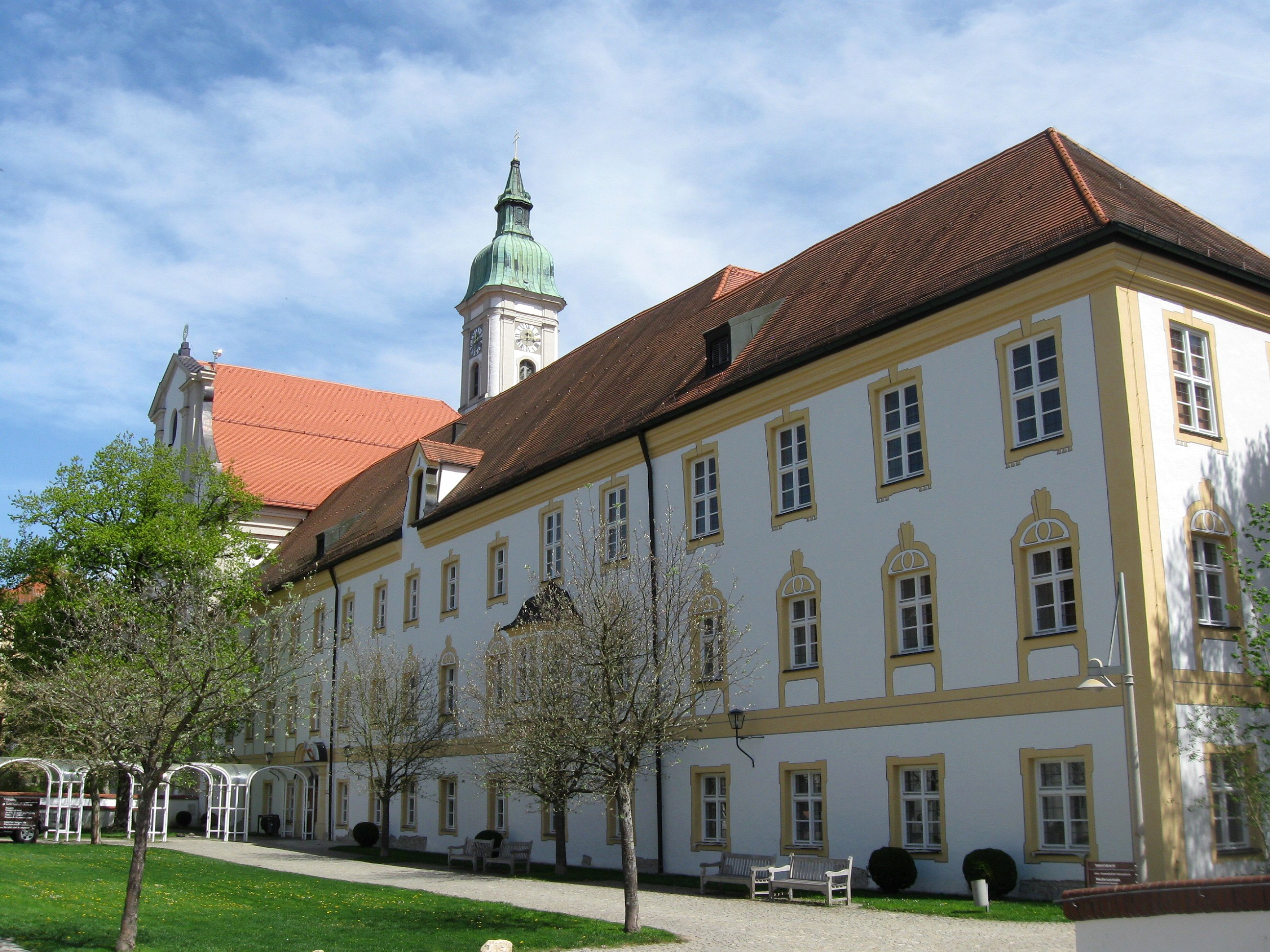
Das Kloster Neustift ist heute Landratsamt, die Klosterkirche wurde Pfarrkirche

Die Gebäude des Prämonstratenserklosters Neustift (die Eingemeindung des Ortsteils erfolgte 1905) blieben erhalten und die ehemalige Klosterkirche präsentiert sich heute als Juwel des bayerischen Rokoko. Zuerst wurden sie als Kaserne und dann zu Beginn des 20. Jahrhunderts als Tuchfabrik genutzt, heute beherbergen sie das Freisinger Landratsamt. Die Klosterkirche ist die Pfarrkirche St. Peter und Paul des Stadtteils Neustift geworden.
Die 1020 gegründete Benediktinerabtei Weihenstephan blieb in Resten als Brauerei und landwirtschaftlicher Musterbetrieb erhalten. Nach langer und wechselvoller Entwicklung und nach vielfältigen Ausbaumaßnahmen wurde daraus der Sitz der Hochschule Weihenstephan-Triesdorf und des Wissenschaftszentrums Weihenstephan. Aus den ersten Anfängen vor rund 200 Jahren wurde ein wichtiger Hochschul-Campus. Der Campus Freising-Weihenstephan ist als „Center of Life Sciences“ in den letzten Jahrzehnten weltbekannt geworden. Tausende von Studierenden studieren in Freising an diesen beiden Hochschulen.

## Landstadt im Königreich Bayern
Über Jahrzehnte hinweg stagnierte die Entwicklung in der kleinen, alten Stadt an der Isar mit ihrer langen kirchlichen und herrschaftlichen Tradition. Erst die Entwicklung des Eisenbahnwesens und die beginnende Industrialisierung haben die Kleinstadt anwachsen und aufblühen lassen. Aber sie behielt bis zum Ende des Königreichs im Jahr 1918 den Charakter einer kleinen, ländlichen Schul-, Verwaltungs- und Universitätsstadt mit einer Garnison von Soldaten.

### Die Meisterung der Krise

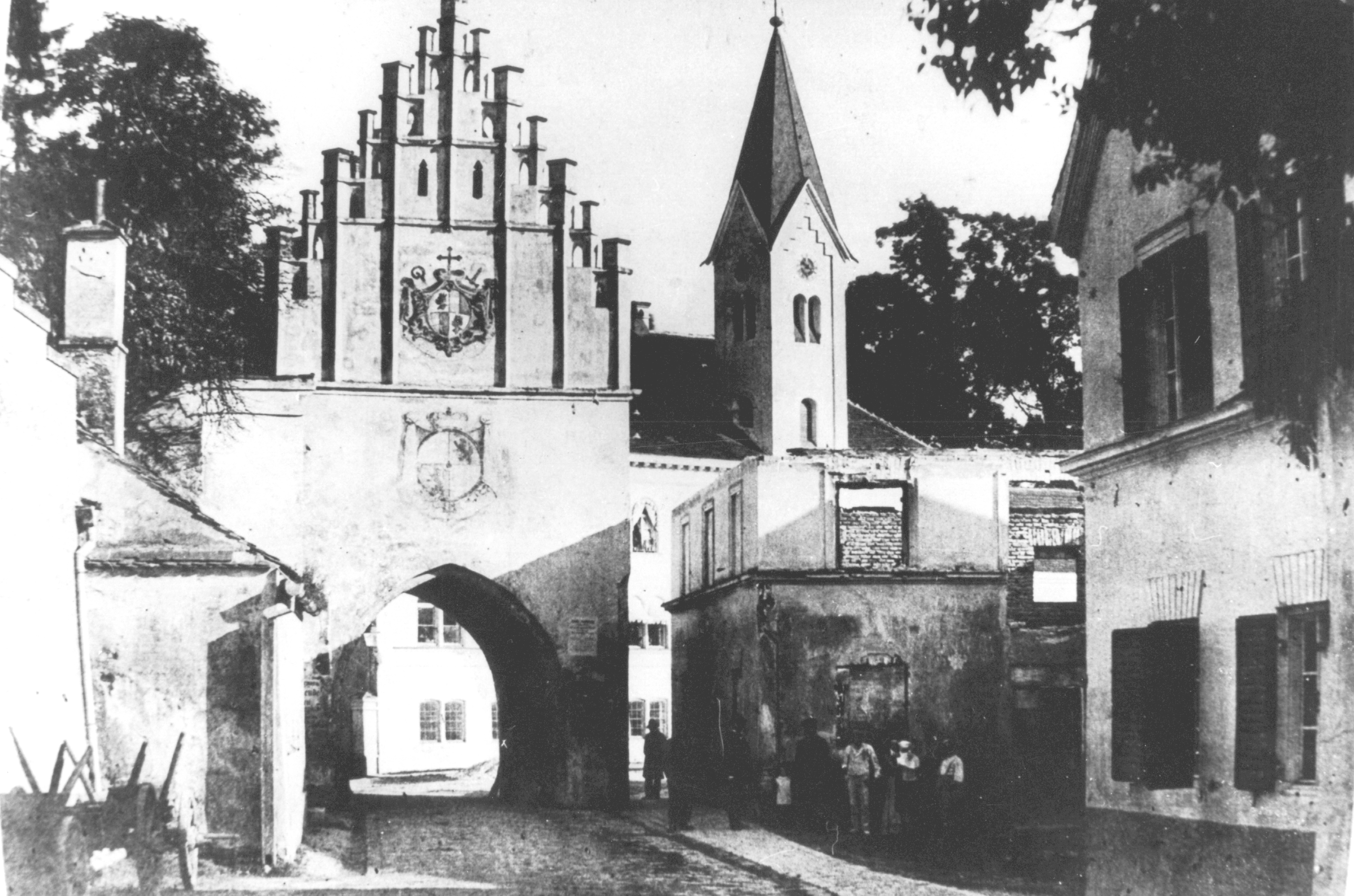
Im 19. Jahrhundert wurden alle Freisinger Stadttore abgerissen. Hier ist das Münchener Tor abgebildet (vor 1870)

Von dem schweren Schlag des Verlustes von Bischof, Domkapitel und einiger Klöster – mit all ihren Aufträgen und Verdienstmöglichkeiten für die Freisinger – konnte sich die bayerische Landstadt nur allmählich erholen. Entscheidend wurde die Wiederbelebung des Dombergs durch das Katholische Priesterseminar, das neu erbaute Knabenseminar und das Domgymnasium, die Nutzung der Klostergebäude in Weihenstephan und Neustift durch den bayerischen Staat für das Militär und die wissenschaftliche Ausbildung und schließlich der Bau der Eisenbahnstrecke München – Regensburg. Diese Anbindung nach München und Landshut war der entscheidende Schritt in die moderne Zeit und in die Industriegesellschaft, die sich auch in Bayern langsam entwickelte.
Zwischen 1817 und 1819 wurde der Nierenbach, eine Abzweigung der Stadtmoosach, in der Hauptstraße und der Heiliggeistgasse überwölbt. Diese Stadtbäche dienten vielfältigen Zwecken, waren aber auch ein Verkehrshindernis. Auch andere Verkehrshindernisse wie die engen Stadttore mussten nach und nach dem wachsenden Verkehr weichen. Und die nun überflüssig gewordene Ummauerung der Altstadt verschwand bis auf zwei Turmreste ebenfalls im Laufe des 19. Jahrhunderts. Einzig der sogenannte Bürgerturm kündet noch von der Stadtmauer. Aber die Altstadt ist durch ihre Straßenführung, Grundstückseinteilung und die Enge der Bebauung auf jedem Stadtplan sofort zu erkennen.
Eine wichtige Rolle für die Meisterung der Krise spielten seit 1802/3 die Bürgermeister der Stadt. Ignaz Zehetmayr (1802–1813) folgten Thomas Heigl (1813–1825) und Johann Nepomuk Einsele (1825–1832), später Johann Nepomuk Götzl (1833–1839), Joseph Albin Parth (1839–1842), Philipp Stauber (1842–1848) und Franz Sporrer (1848–1853).

### Erfolgreiche Bürgermeister seit 1853
- Mit Franz Paul Krumbach, einem bayerischen Juristen und Politiker, begann 1853 eine Reihe langjähriger und auch erfolgreicher Bürgermeister, die durch ihr kommunalpolitisches Wirken und ihren überregionalen Einfluss viel für die Stadt Freising erreicht haben. Krumbach war von 1853 bis 1869 der erste sogenannte rechtskundige Bürgermeister der Stadt Freising. Von 1859 bis 1969 gehörte er der Kammer der Abgeordneten des Bayerischen Landtags an. Bei seinem Ausscheiden aus dem Amt wurde er 1869 zum ersten Ehrenbürger von Freising ernannt.
- Martin Mauermayr war von 1869 bis 1899 Bürgermeister von Freising. Nach seiner Pensionierung wurde ihm der Titel eines Hofrats verliehen und er wurde ebenfalls zum Ehrenbürger der Stadt Freising ernannt. Auch er war ein Jurist und fing beruflich als Rechtsanwalt in Freising an. In seiner Amtszeit zeichnete er für zahlreiche infrastrukturelle Maßnahmen verantwortlich. So wurde unter anderem das städtische Waisenhaus, der Schlachthof und die zentrale Wasserversorgung der Stadt gebaut. Mauermayr schied erst nach 30 Jahren Dienstzeit aus seinem Amt. Die Bayerische Staatsregierung verlieh ihm für seine Verdienste den Titel eines Hofrats.

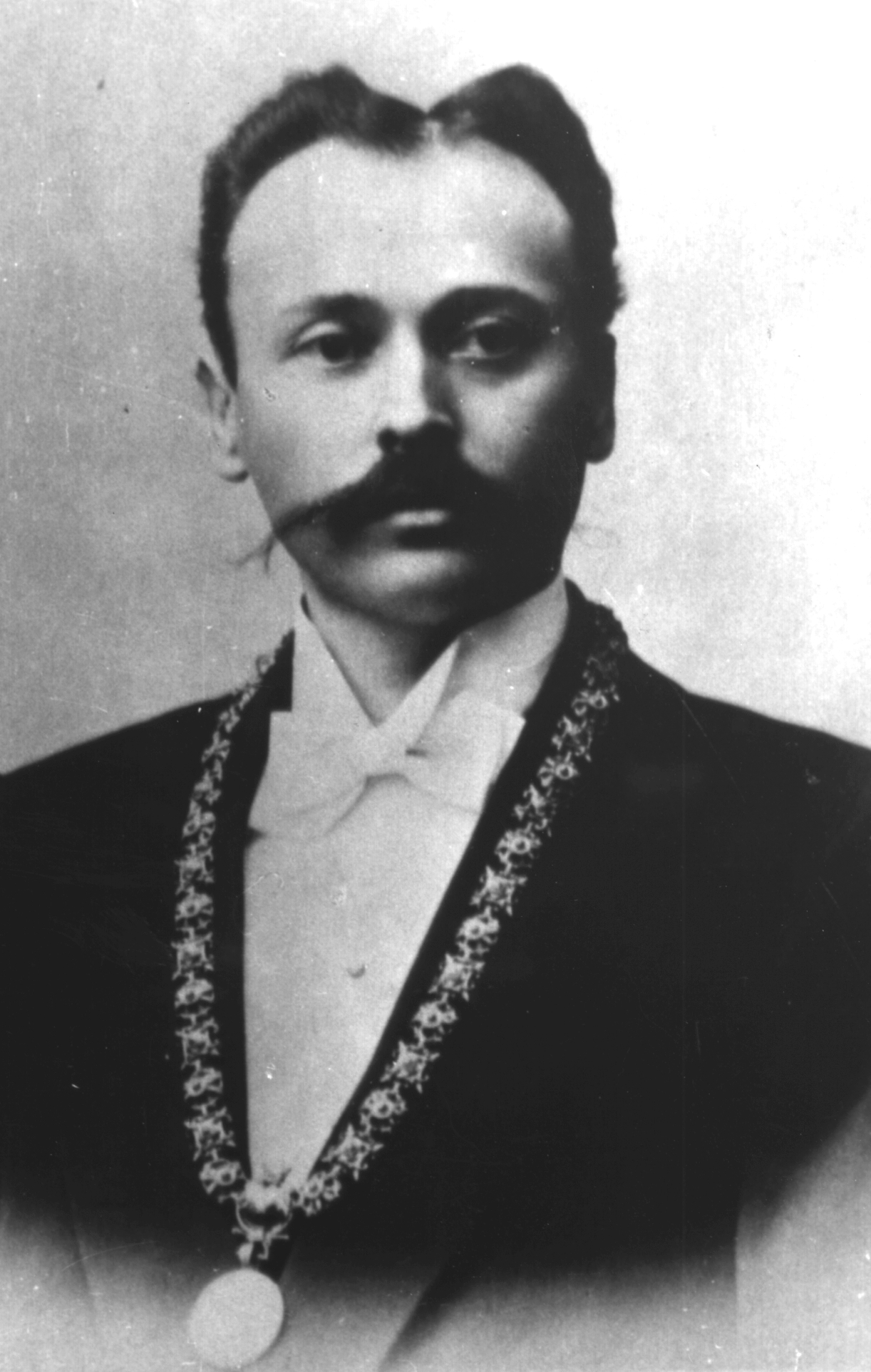
Oberbürgermeister Bierner musste 1933 der braunen Gewaltherrschaft weichen

- Stefan Bierner war als Nachfolger von Mauermayr bis zu seiner Absetzung durch die Nazis im Jahre 1933 im Amt. Die Stadt Freising erlebte in seiner Amtszeit einen Aufschwung. Es gelang, die Tuchfabrik Feller in der vormaligen Neustifter Kaserne und die Motorenfabrik Schlüter an der Münchner Straße anzusiedeln. Die Stadtbevölkerung wuchs stetig, so dass es zum Bau neuer Siedlungen kam: Beispiele sind das Villenviertel an der Prinz-Ludwig-Straße, die Siedlung am Lankesberg und die Siedlung Goldberg. Er veranlasste den Bau mehrerer öffentlicher Gebäude, darunter sind das städtische Schwimmbad im Stadtteil Lerchenfeld (1902), das neue Rathaus (1904/05) und der Wasserturm an der Prinz-Ludwig-Straße (1906).[12]

### Keime neuer Entwicklung

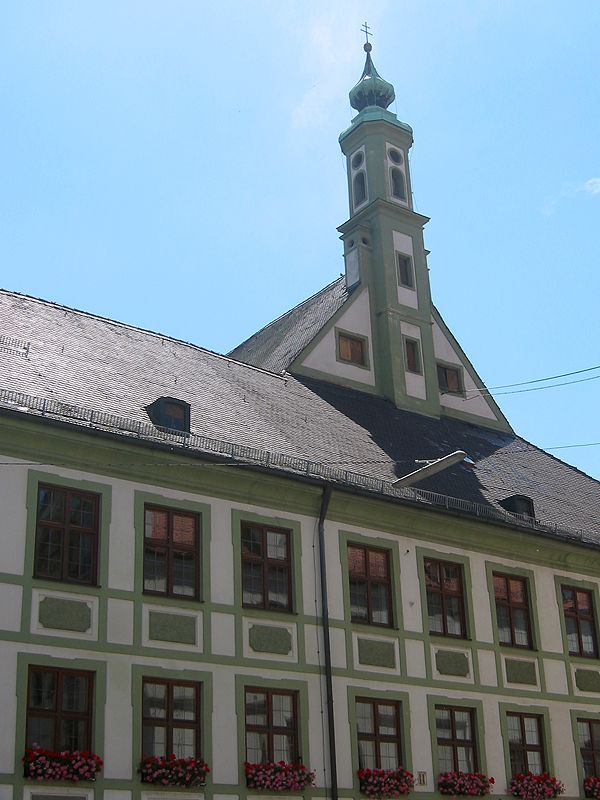
Das Lyzeum mit dem Asamsaal

Anlässlich der Jubelfeiern zur 25-jährigen Regentschaft des bayerischen Königs Maximilian Joseph wurde 1824 in Freising der Königsstein aufgestellt. Dieser stand zuerst im Schulgarten nahe dem Heiliggeistspital und wurde 1853 auf den Fürstendamm versetzt. Der König hatte zwar nicht verhindert, dass der Sitz des neugeschaffenen Erzbischofes der Diözese München und Freising nach München verlegt wurde und Freising ohne Bischof und Domkapitel blieb, aber dennoch waren die Bürger dankbar für die vielen Entwicklungsmaßnahmen der königlichen Regierung.
1834 wurde das Lyzeum als Theologische Hochschule wieder eingerichtet, aus der sich 1923 die bis 1969 bestehende Philosophisch-theologische Hochschule Freising entwickelte. Sie knüpfte an das erste Lyzeum von 1697 bis 1803 an. Das war ein wichtiger Schritt zur Wiederbelebung der Stadt und zur Schaffung neuer Arbeitsplätze. Nach der Verlegung der Priesterausbildung nach München haben der Domberg und das Lyzeum vielfältige andere Funktionen bekommen. Die barocken Gebäude des Lyzeums besitzen im Asamsaal einen wichtigen Veranstaltungsraum und haben auch das Stadtmuseum und einige Verwaltungsstellen der Stadt aufgenommen. Der wichtigste Gebäudetrakt der Bürgerstadt Freising wird ab 2017 zum modernen Kulturzentrum ausgebaut.
Die Fürstbischöfliche Residenz hat ebenfalls eine wechselvolle Geschichte der Weiternutzung hinter sich, sie musste umgebaut und erweitert werden, um den Bedürfnissen der jeweiligen Zeit zu entsprechen. Auch in der Zukunft wird sie der Kern eines Bildungszentrums der Erzdiözese bleiben. Eine gewisse Zeit war in einem Teil der ehemaligen Gebäude des alten Domgymnasiums auf dem Domberg die Dombibliothek untergebracht, die mit über 322.000 Bänden zu den größten kirchlichen Bibliotheken Deutschlands zählt. Ihr Weiterbestehen auf dem Domberg ist auch 2025 noch nicht gesichert.

### Eisenbahnbau und Entfestigung

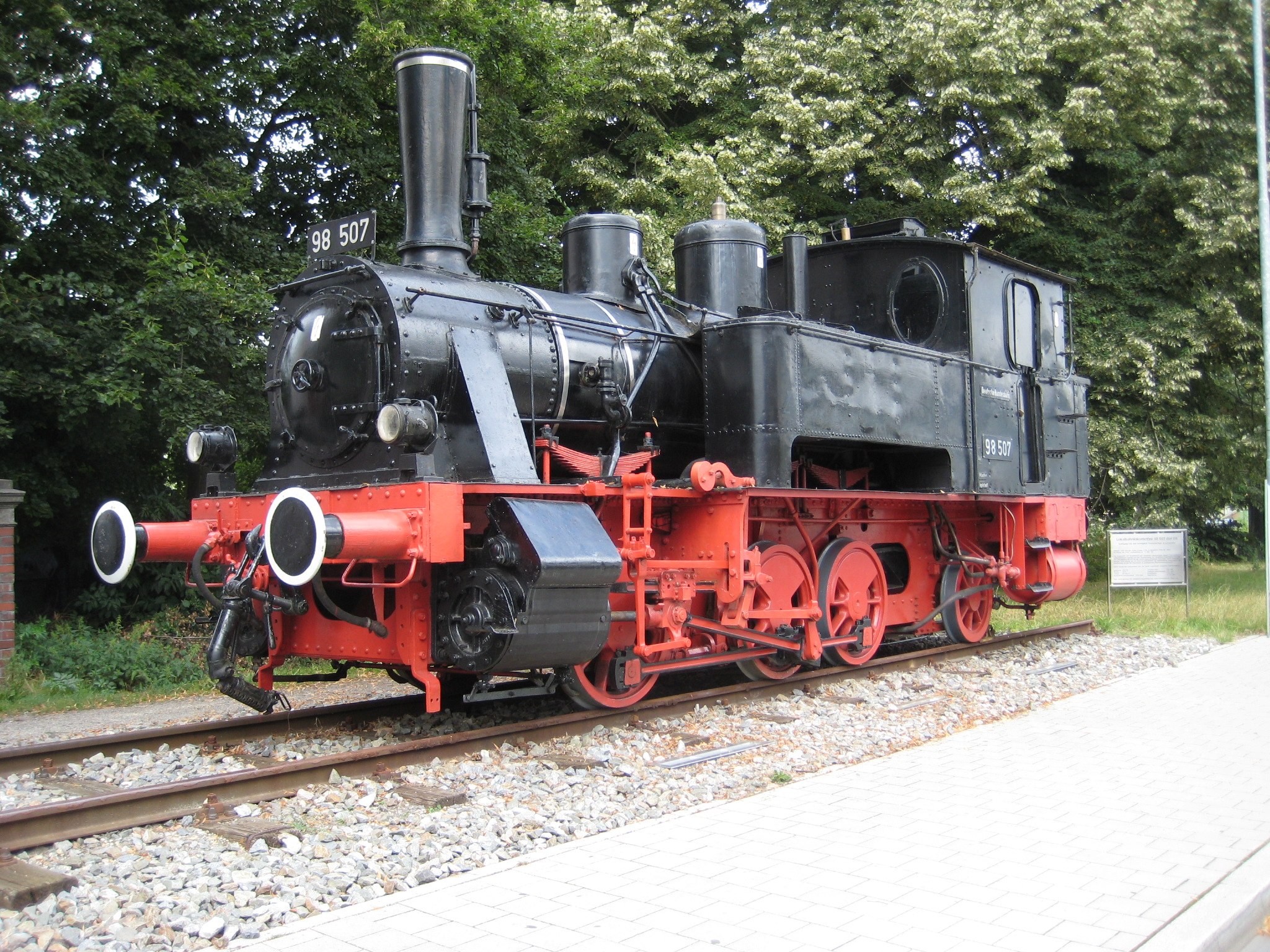
Mit diesen Dampflokomotiven fuhr man im Königreich Bayern – Denkmal in Ingolstadt

1858 gab die AG der Bayerischen Ostbahnen die erste Eisenbahnstrecke von München über Freising und Landshut nach Regensburg für den Personen- und Güterverkehr frei. Der Bahnhof wurde südlich der Stadt errichtet; die Strecke außerhalb der Innenstadt zwischen Isar und Domberg geführt. Der Bau des Eisenbahndammes und der später gebauten Hochwasser-Schutzdämme trug entscheidend dazu bei, die Sicherheit der Stadt bei Isar-Hochwässern zu verbessern.
Wegen des erhöhten Verkehrsaufkommens und der zu niedrigen Durchfahrtshöhen wurden im 19. Jahrhundert alle mittelalterlichen Stadttore abgetragen. Von der Freisinger Stadtbefestigung stehen nur noch der Bürgerturm, in dem sich ein kleines Museum befindet, und der Karlsturm, der aber in ein Gebäude integriert ist. Erhalten blieben dagegen die Tore an den Auffahrten zum Domberg.

### Schul- und Garnisonsstadt

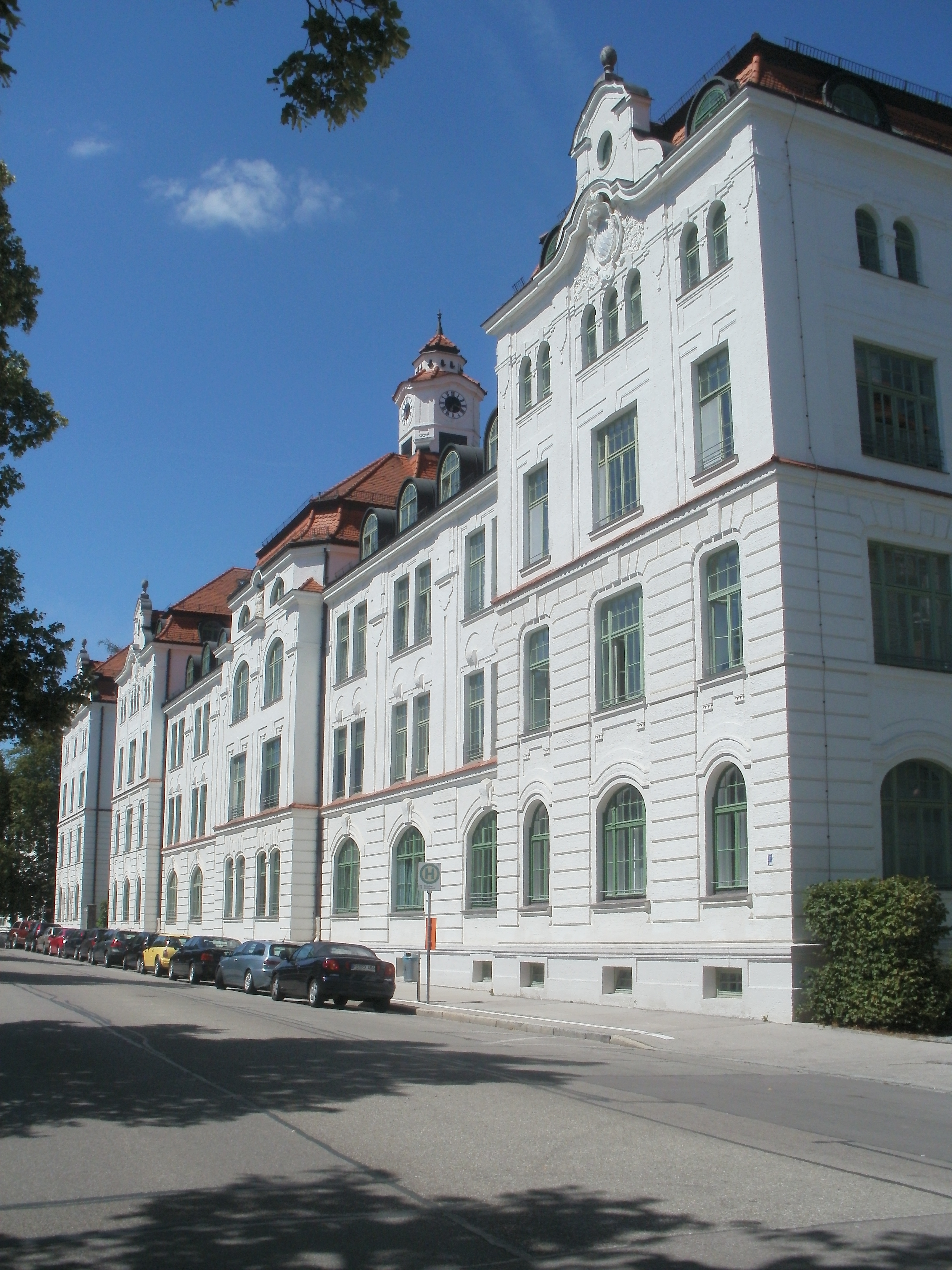
Die Vimy-Kaserne ist heute eine Wohnanlage

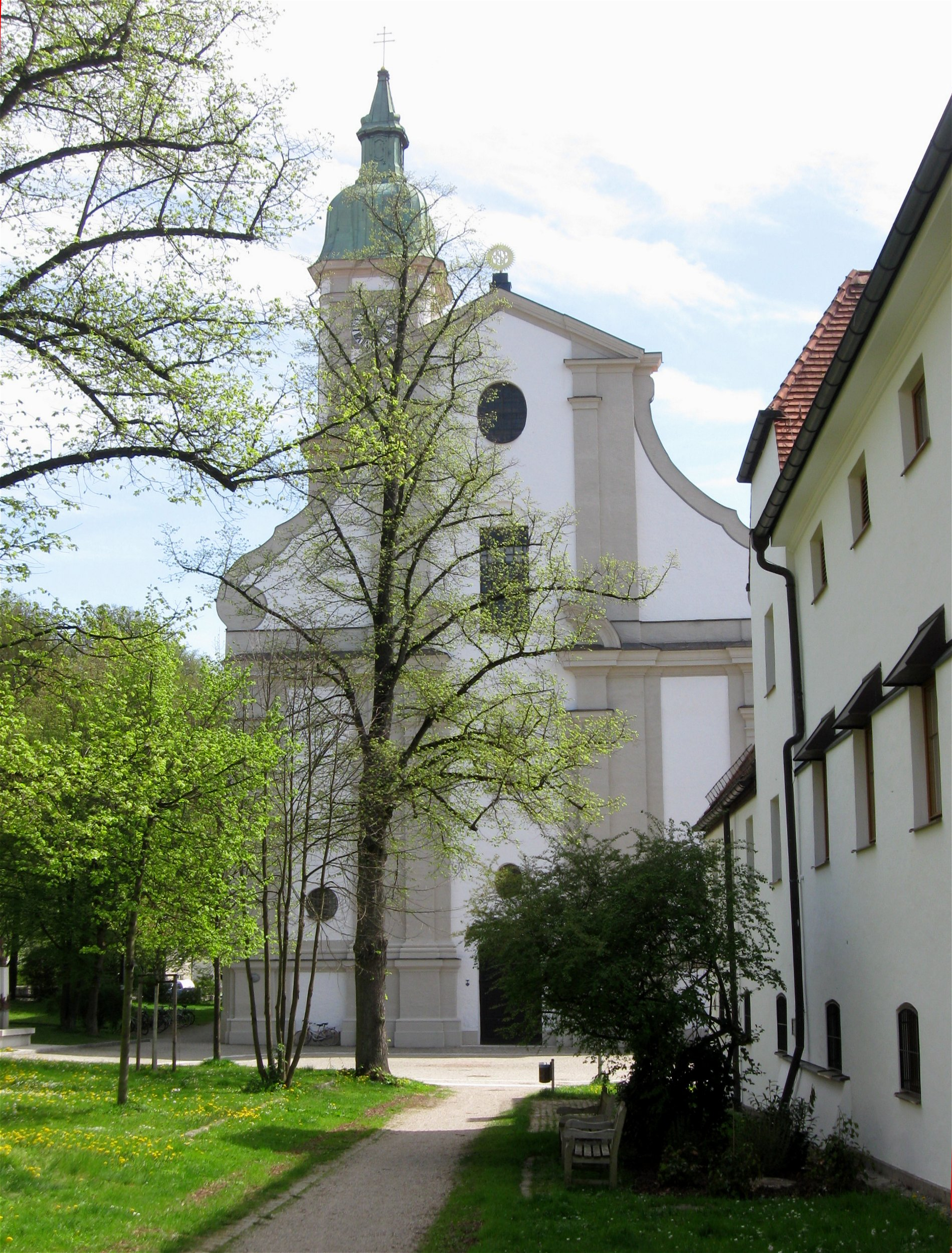
Klosterkirche wurde Garnisonskirche

Auf dem Gelände der Dechantei von St. Andreas auf dem Domberg wurde zwischen 1868 und 1870 ein von Matthias Berger entworfenes Gebäude für das Erzbischöflichen Knabenseminar gebaut, in dem sich heute das Dombergmuseum befindet. Dieses Knabenseminar diente in Verbindung mit dem 1828 neu begründeten Domgymnasium der Erziehung und Heranführung von begabten Knaben aus der Diözese für den Priesterberuf. Auch andere schulische Einrichtungen fanden vorübergehend ihren Platz in den Gebäuden auf dem Domberg, so dass der Charakter einer Schulstadt nicht verloren ging.
In die leer stehenden Gebäude des Prämonstratenserklosters Neustift bei Freising war Militär einquartiert worden und brachte auch Freising einigen Nutzen. Da die Garnison in Neustift (im ehemaligen Kloster Neustift) nach Freising verlegt werden sollte, begannen am 7. Dezember 1904 die Bauarbeiten für die Prinz-Arnulf-Kaserne (später Vimy-Kaserne). Die Gemeinde Neustift verlor damit einen wichtigen Wirtschaftsfaktor, deshalb beantragte sie als Entschädigung die Eingemeindung nach Freising, die am 1. Januar 1905 vollzogen wurde.
Am Domberg erhielt zwischen 1900 und 1902 die als Priesterseminar genutzte Residenz einen Anbau. Architekt des Gebäudes auf dem Gelände der früheren Kirche St. Andreas war Gabriel von Seidl. In den Jahren 1904/05 wurde am Marienplatz das neue Freisinger Rathaus errichtet, das der Münchner Architekt Günther Blumentritt geplant hatte. 1908 wurde der überwölbte Nierenbach in der Innenstadt beim Bau von Abwasserkanälen trockengelegt.

## Revolution, Weimarer Republik und Nationalsozialismus

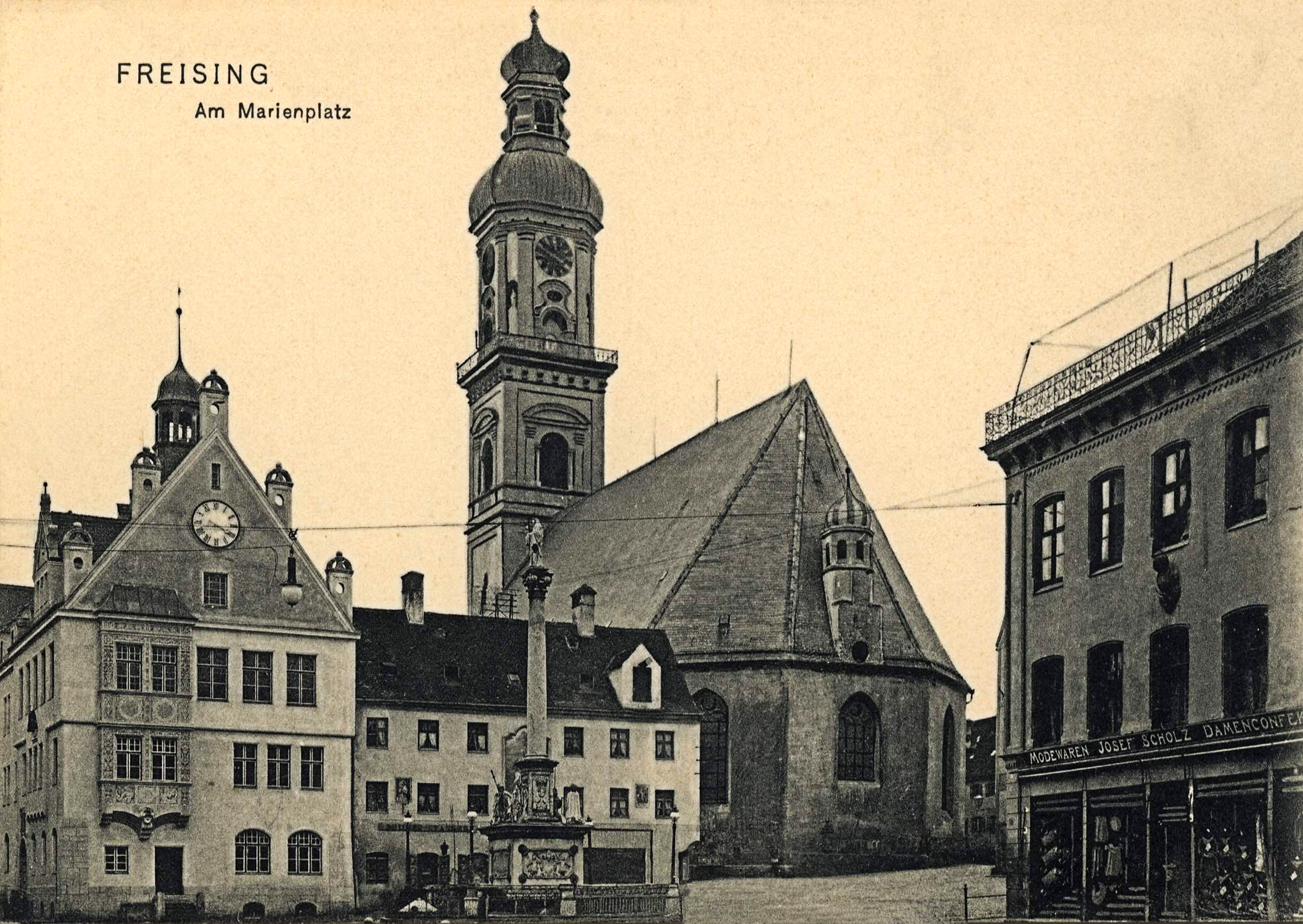
Freisinger Marienplatz nach 1900 mit neuem Rathaus

Diese kurze, nicht einmal 30 Jahre währende Epoche der Stadtgeschichte hat auch in Freising Umwälzungen und Ereignisse mit sich gebracht, die die Bürger in große Konflikte stürzten. Mit der Katastrophe des Bombenangriffs am 18. April 1945, mit hohen Verlusten an Gefallenen und Vermissten und mit der Ungewissheit, was das Kriegsende und die amerikanische Besatzung ab Mai 1945 für Folgen haben würden, endete dieser ereignisreiche Zeitabschnitt.

### Novemberrevolution und Weimarer Republik
1918 wurde mit der Novemberrevolution in Bayern die Monarchie abgeschafft und Kurt Eisner rief die Republik aus. Auch in Freising wurde ein Arbeiter-, Soldaten- und Bauernrat gegründet. Die kommunale Verwaltung um Bürgermeister Stephan Bierner blieb jedoch im Amt und arbeitete weiter. Aus der Landtagswahl am 20. Januar 1919 gingen die Bayerische Volkspartei und die SPD in Freising mit 48 bzw. 39 Prozent als klare Sieger hervor. Im Kabinett von Kurt Eisner war mit Hans Unterleitner als Sozialminister ein gebürtiger Freisinger vertreten.

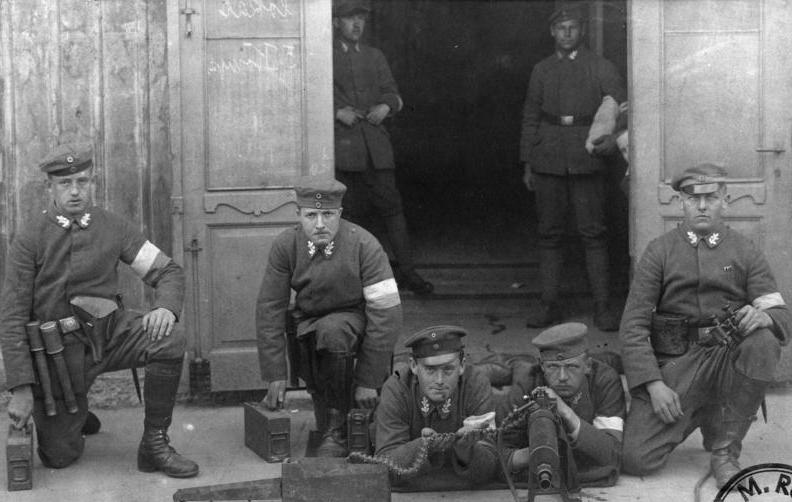
Bild aus dem Bundesarchiv: Kämpfer in Bayern mit MG

Wenige Tage nach der Ermordung von Eisner wurde am 7. April 1919 in Freising wie in München die Räterepublik ausgerufen. Gegenüber der kommunistischen Räterepublik einige Tage danach verhielt sich Freising neutral, wenn auch die Freisinger Garnison vermutlich auf deren Seite gestanden hatte. Am 26. April 1919 rückten die Truppen der Regierung im Bamberger Exil, von Regensburg kommend, nach Freising ein, gegen die es keinen Widerstand gab. Die Stadt bekannte sich zur parlamentarischen Regierung, erklärte jedoch, die Anhänger der Räterepublik unter ihren Bürgern zu schützen und sie nicht zu verraten. Am 30. April zogen die Truppen weiter nach München und schlugen in den folgenden Tagen die Herrschaft der Räte gewaltsam nieder.
Am 7. September 1922 wurde die Freisinger NSDAP-Ortsgruppe gegründet. 1924 feierte Freising eine Woche lang das 1200-jährige Bestehen des Bistums. Zu Gottesdiensten, Vorträgen und Prozessionen kamen etwa 50.000 Besucher. 1925 wurde die Bahnstrecke München–Landshut elektrifiziert, am 14. September 1930 das Missionsseminar der Pallottiner eröffnet und die dazugehörige Pallottinerkirche St. Johannes der Täufer im Norden der Stadt geweiht.

### Nazi-Ära und Judenverfolgung

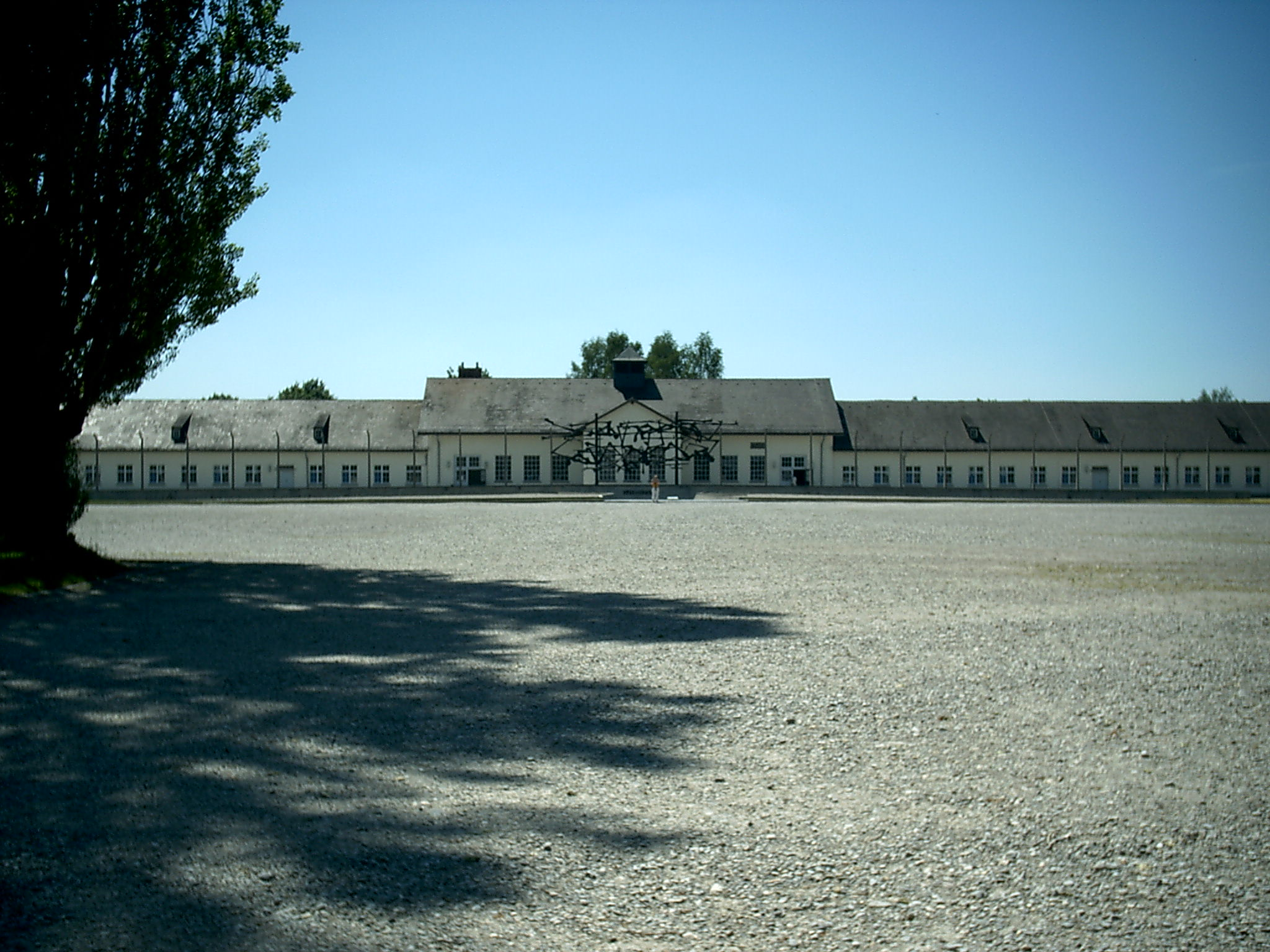
Ab 1933 fürchtete man sich auch in Freising vor dem KZ Dachau und seinem Appellplatz

1933 trat Oberbürgermeister Stephan Bierner zurück, der mehr als 30 Jahren im Amt gewesen war, nachdem der Sonderkommissar für Stadt und Bezirk Freising Hans Lechner und der NSDAP-Ortsgruppenleiter Georg Preiser seinen Rücktritt gefordert hatten. Der Bürgermeister bestritt allerdings in einer Rede, dass er zum Rücktritt gezwungen worden sei. Er sei zwar kein Nationalsozialist, aber von jeher ein national und deutsch gesinnter Mann gewesen. Sein kommissarischer Nachfolger war der Regierungsbaurat Gottlieb Schwemmer, später wurde Karl Lederer eingesetzt. Am 1. April 1937 kamen Gebietsteile der Gemeinde Vötting zur Stadt, die am 22. Mai 1940 in den Landkreis Freising eingegliedert wurde.
Zusätzlich zur Vimy-Kaserne wurden in den 1930er Jahren zwei weitere Kasernen in Freising erbaut. Zwischen 1933 und 1936 entstand an der Haindlfinger Straße die sogenannte Ersatz-Kaserne (E-Kaserne), die zuerst noch als SA-Sportschule getarnt wurde, und 1936/37 die General-von-Stein-Kaserne am Mainburger Berg. Sie wurde im 21. Jahrhundert zwischen 2008 und 2012 bis auf das Stabsgebäude abgerissen und wird nach und nach zu einem kleinen neuen Stadtviertel (Steinviertel) mit eigenem Einkaufszentrum ausgebaut. Nur das Stabsgebäude bleibt als geschütztes Baudenkmal erhalten.

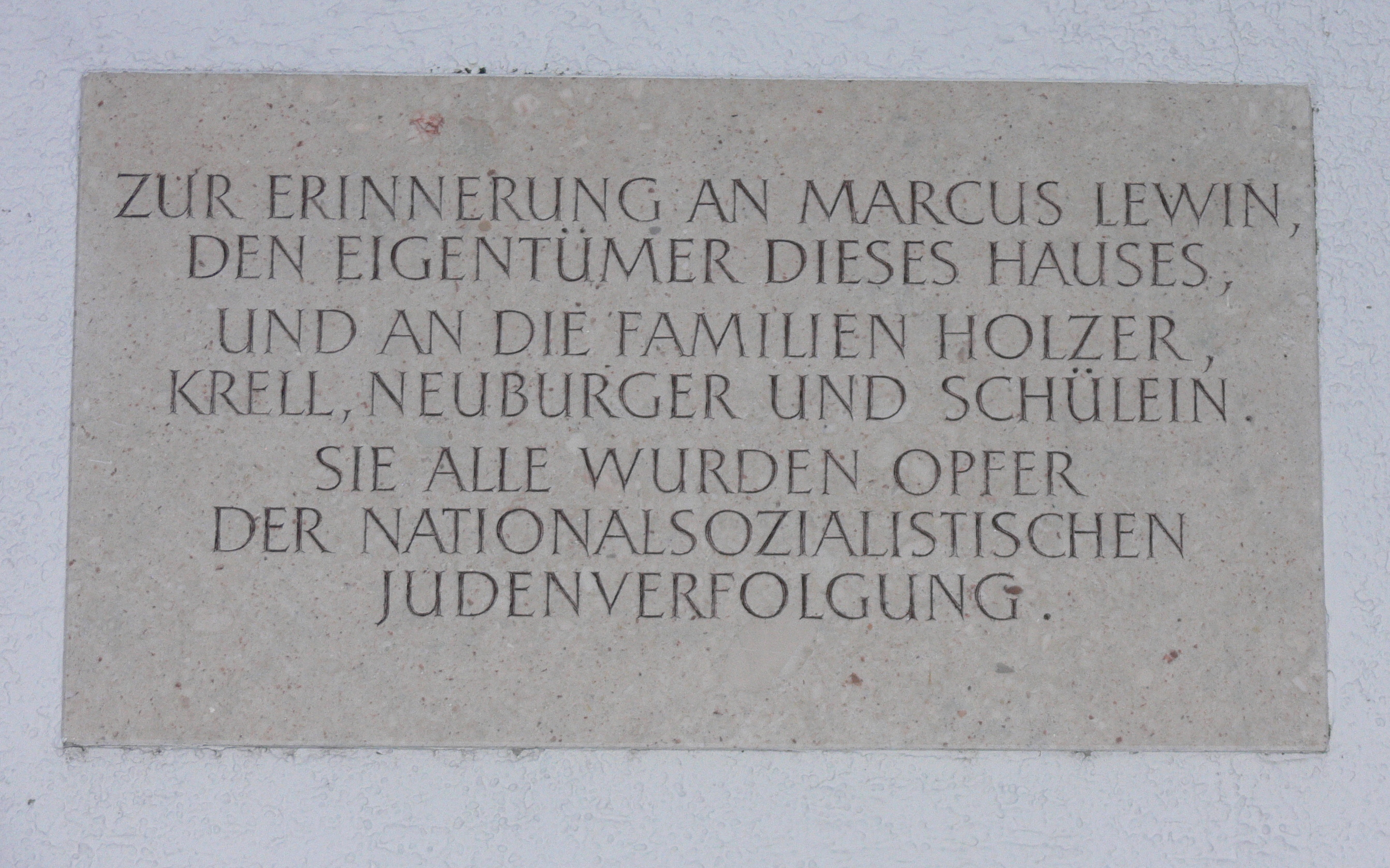
Gedenktafel für die verfolgten Juden Freisings

In der Reichspogromnacht 1938 gab es auch in Freising Ausschreitungen. Eine etwa 3000 Personen umfassende Menschenmenge zog durch die Innenstadt und forderte die jüdischen Einwohner auf, die Stadt zu verlassen. Die Tochter eines Kaufhausbesitzers wurde, nachdem sie auf die Straße gekommen war, zum Anschauen herumgeführt und anschließend wie ihr Vater in Schutzhaft genommen. Ein weiteres Opfer der Ausschreitungen war der Anwalt und spätere Oberbürgermeister der Stadt Max Lehner. Obwohl er kein Jude war, wurde er verprügelt und mit einem Schild mit der Aufschrift Juda verrecke durch die Stadt getrieben. Man warf ihm vor, judenhörig zu sein und Juden vor Gericht zu vertreten. Von den 16 Freisinger Juden des Jahres 1933 lebten 1945 nur noch zwei, die nach England oder Palästina geflohen waren. Sie kehrten zwar nach Deutschland, aber nicht nach Freising zurück. Einige Stolpersteine vor den ehemaligen Wohn- und Kaufhäusern erinnern an die Personen und ihren letzten Wohnort in Freising.

### Bombardierung und Kriegsende

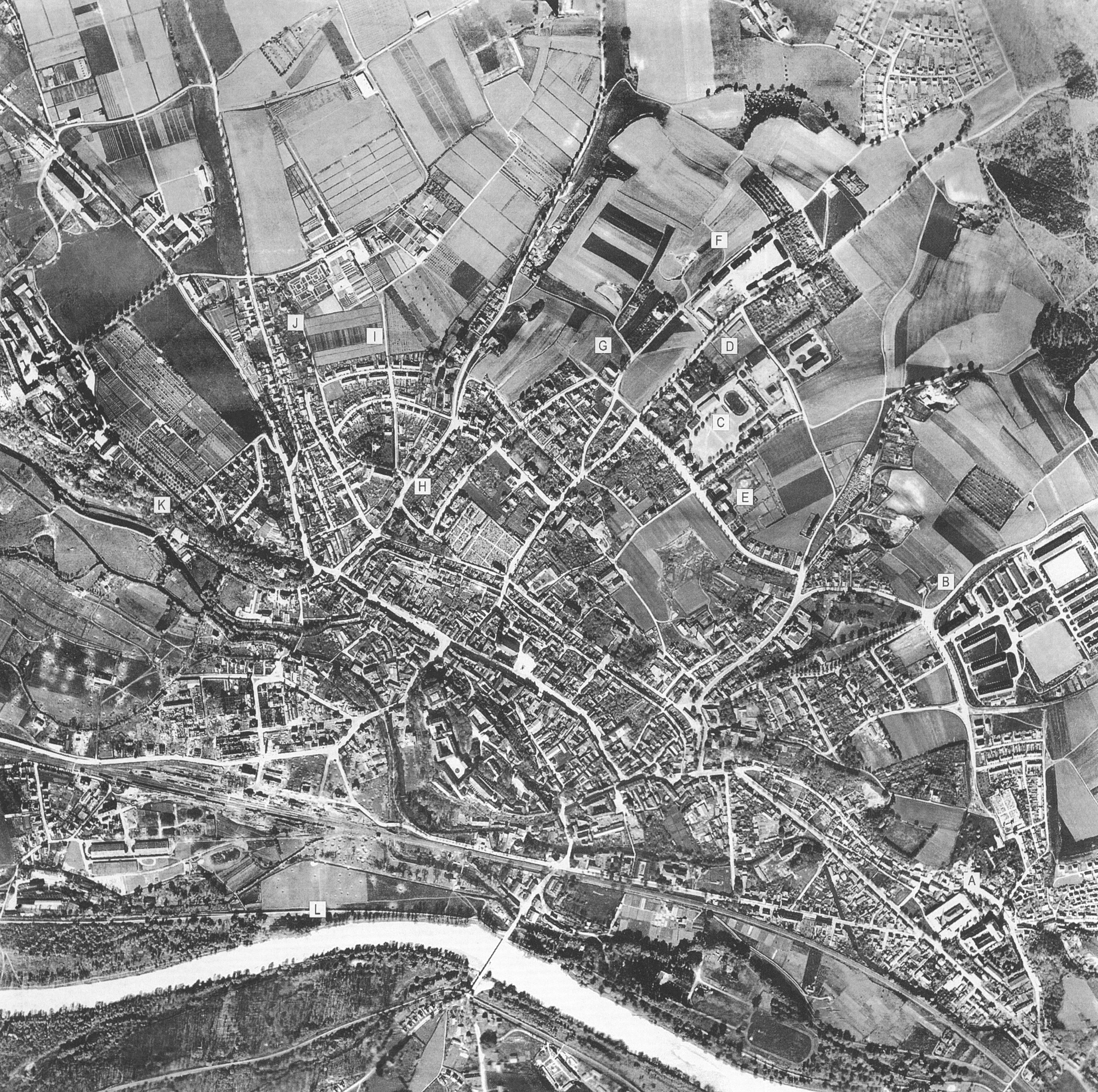
Luftaufnahme vom 25. April 1945. Deutlich zu sehen sind die Schäden des Luftangriffs vom 18. April im Bahnhofsgebiet. Zu erkennen sind auch die General-von-Stein-Kaserne (B), die Vimy-Kaserne (C) und die Ersatz-Kaserne (F).

Bis kurz vor Kriegsende war die Stadt nicht direkt vom Krieg betroffen. Sie galt, da kaum kriegswichtige Industrie vorhanden war und auf dem Domberg ein Lazarett für ausländische Offiziere lag, bei Bevölkerung und Behörden als sicher vor Bombenangriffen. Der einzige schwere Fliegerangriff auf Freising fand am 18. April 1945 statt und forderte 224 Todesopfer. Ziel des Angriffs mit 61 Boeing B-17 war der Bahnhof. Das Gebiet um den Bahnhof mit den Fabriken von Steinecker und Schlüter war so am stärksten betroffen. Dabei wurde auch die Christi-Himmelfahrts-Kirche zerstört. Das Gebiet am Wörth und die Gegend um die Kochbäckergasse wurden stärker getroffen. Auch eine kleine Kapelle am Dombergsüdhang und ein Gebäude auf dem Domberg wurden zerstört. Die Opfer wurden in Massengräbern auf dem Friedhof in Neustift begraben.
Am 29. April 1945 näherten sich amerikanische Truppen der Stadt. Am frühen Nachmittag wurde sie von Artillerie beschossen. Betroffen war vor allem der nördliche Teil der Stadt. Einige Geschäftsleute, darunter der Hotelier Dettenhofer (Hotel Bayerischer Hof), versuchten, den Stadtkommandanten zur Aufgabe zu überreden. Am Kirchturm der Stadtpfarrkirche St. Georg hatten sie die weiße Fahne gehisst, die wieder eingeholt werden musste. Auch ein zweiter Versuch Dettenhofers, den Kommandanten in dessen Gefechtsstand zur Aufgabe zu bringen, brachte keinen Erfolg, weil dieser die SS in der Stadt fürchtete. Da die amerikanischen Truppen mittlerweile den Stadtrand erreicht hatten, begab sich Dettenhofer mit dem Bürgermeister und dem Pfarrer von St. Georg zu ihnen. Sie erreichten eine Feuereinstellung, um Verhandlungen zur Übergabe der Stadt führen zu können. Ein amerikanischer Offizier begleitete sie zurück zum Kommandostand. Die SS war inzwischen abgezogen und der Kommandant stimmte einer Übergabe der Stadt zu. Am selben Tag gegen 18 Uhr wurde die Korbinianbrücke über die Isar von der SS gesprengt, um den amerikanischen Vormarsch zu behindern. Schon am nächsten Tag wurde eine Pontonbrücke errichtet, die jedoch bis auf wenige Ausnahmen vorerst nur vom Militär benutzt werden durfte. Innerhalb von fünf Tagen wurde bei der gesprengten Brücke ein Fußgängersteg aus Holz und bis zum 2. Juni eine für schwerere Fahrzeuge befahrbare Brücke von Freisinger Firmen gebaut. Die Korbinianbrücke wurde in etwas veränderter Form bis 1948 wieder errichtet.

## Mittelstadt mit bedeutendem Hochschul-Campus Freising-Weihenstephan

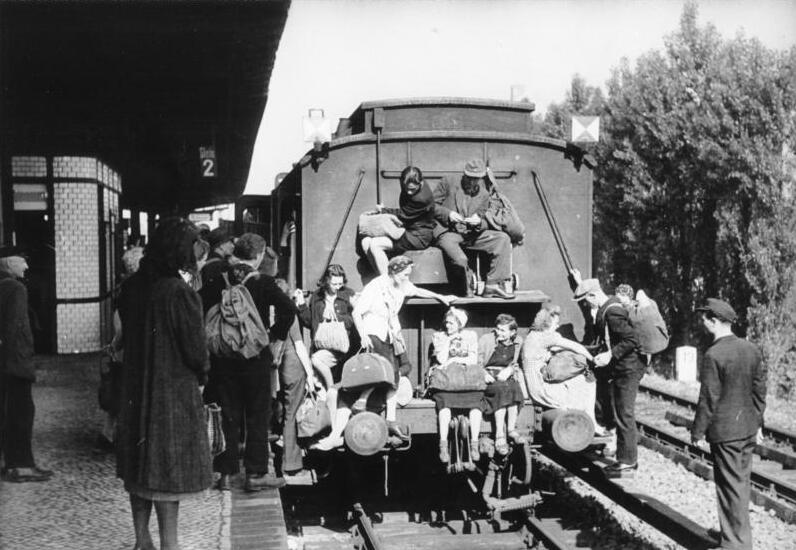
So reiste man in den Hungerjahren nach 1945

Nach den schwierigen Anfangsjahren der Nachkriegszeit, die mit Kriegsende im Mai 1945 begann, konnte sich Freising unter den Oberbürgermeistern Max Lehner, Adolf Schäfer und Dieter Thalhammer, die alle drei mehrere Amtsperioden lang an der Spitze der Stadt standen, zu einer Mittelstadt mit fast 50.000 Einwohnern entwickeln, die sogar Funktionen eines möglichen Oberzentrums besitzt und den Charakter der früheren „Geistlichen Stadt“ fast vollkommen eingebüßt hat. Sie hat sich mit dem Nordteil der Münchner Region weiterentwickelt und den vielfältigen Charakter einer Verwaltungs-, Schul- und Universitätsstadt angenommen, die auch einige moderne Industriebetriebe und Dienstleistungsunternehmen aufweist.
Am 1. Juli 1972 wurde die Stadt mit der Gebietsreform in Bayern wieder ein Teil des Landkreises. Zum gleichen Zeitpunkt wurden die bis dahin selbstständigen Gemeinden Haindlfing, Itzling (teilweise), Sünzhausen und Tüntenhausen und am 1. Mai 1978 die Gemeinden Pulling und Attaching in die Stadt Freising eingemeindet. Dieser Gebiets- und Bevölkerungszuwachs gab weitere Impulse für die Entwicklung. Denn der Norden der Region München wurde entscheidend durch den Autobahn- und Straßenausbau, die Industrie- und Gewerbeansiedlung und seit 1992 durch den Großflughafen München in der Entwicklung beeinflusst und aufgewertet. Aber ebenfalls sehr wichtig ist der Ausbau des Campus Freising-Weihenstephan, der zwar im Westen der Stadt eine Siedlungsentwicklung weitgehend blockiert, aber durch die fortschreitende Modernisierung und seinen Ausbau zum Grünen Zentrum Bayerns der Stadt entscheidende Impulse in wissenschaftlicher Hinsicht gibt.

### Nachkriegsprobleme, Amerikaner und Bundeswehr
Als provisorischer Bürgermeister wurde am 30. April der Polizeikommissar Hubert Rasch von den Amerikanern eingesetzt. Schon am 2. Mai löste ihn Emil Berg in diesem Amt ab, der aber als Zugezogener von München in Freising nicht populär war. Am 8. März 1946 wurde die Stadt wieder aus dem Kreis Freising herausgenommen und erhielt ihre Kreisunmittelbarkeit zurück.
Am 26. Mai 1946 fanden die ersten Gemeindewahlen statt, aus der die CSU als Sieger hervorging. Der Stadtrat wählte Karl Wiebel zum neuen Oberbürgermeister. Als Nicht-Freisinger wurde er in den Jahren, als viele Flüchtlinge und Heimatvertriebene unterzubringen waren und die Alltagsnot nur schwer gelindert werden konnte, nicht populär. Natürlich konnte man in der schweren Zeit vor der Währungsreform und der Gründung der Bundesrepublik den Einheimischen und vielen Zugezogenen und Heimatvertriebenen recht wenig helfen, denn der eigentliche Aufschwung setzte erst mit Einführung der D-Mark 1948 und mit der Gründung der Bundesrepublik im Jahr 1949 ein.

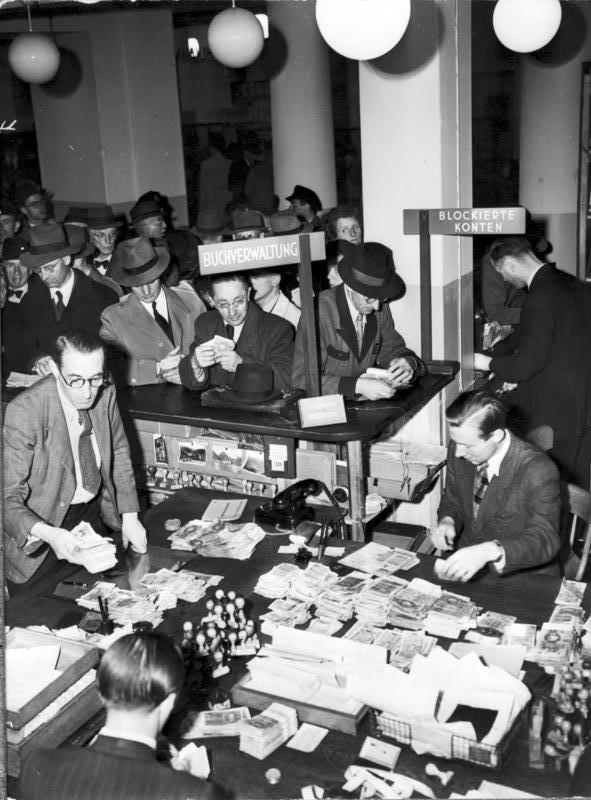
So wurde die neue Deutsche Mark eingetauscht – Ende des Schwarzmarkts und des Hamsterns

### Die gewählten Oberbürgermeister der Nachkriegszeit

#### Oberbürgermeister Lehner – Bau von Wohnungen und Schulen
Karl Wiebel musste dem stadtbekannten Rechtsanwalt Max Lehner nach den Kommunalwahlen von 1948 weichen. Bis 1970 blieb dieser im Amt und stellte in seiner Zeit die Weichen für zukunftsweisende Entwicklungen. Vor allem hatte er das große Wohnungsproblem in der mit Zugezogenen und Vertriebenen überfüllten Stadt zu lösen. Um staatliche Zuschüsse für den Wohnungsbau zu bekommen, strengte er sogar einen Prozess gegen den bayrischen Staat an. Durch den Bau vieler städtischer Wohnungen konnte er die Barackenlager und Notunterkünfte der Heimatvertriebenen und Evakuierten frühzeitig auflösen. Er ließ auch die Schulen bauen, die für die wachsende Einwohnerzahl dringend erforderlich geworden waren.
Als am 15. Januar 1952 der letzte Resident-Officer der amerikanischen Besatzungstruppen die Stadt verließ, war die Stadt wieder eigenständig. Damit hatten sich die Amerikaner aus der Politik der Stadt Freising zurückgezogen. Anfang 1957 kamen die ersten 300 Bundeswehr-Soldaten nach Freising als Teil der Transport-Kompanie des Luftwaffenversorgungsregiments Erding I und wurden vorerst in der Artilleriekaserne (General-von-Stein-Kaserne) untergebracht, in der zu dieser Zeit auch noch amerikanische Truppen einquartiert waren. Am 18. Juli ging die Kaserne in deutsche Hände über.
1959 wurden Gas-, Wasser- und Stromversorgung der Stadt unter dem Dach der neu gegründeten Stadtwerke Freising vereinigt. Und am 8. September des Jahres wurde eine neue Kläranlage in Betrieb genommen. Dagegen wurde am 30. September 1965 das Freisinger Gefängnis in der Fischergasse geschlossen und verwahrloste jahrzehntelang.
Im Jahr 1966 wurde die letzte der drei Freisinger Kasernen von den Amerikanern der Bundeswehr übergeben und nach 21 Jahren verließen die letzten amerikanischen Truppenteile Freising. Damit war die Besatzungs- und Nachkriegszeit endgültig zu Ende.
Mit der Ansiedlung der Europa-Zentrale der Firma Texas Instruments wurde ein wichtiger Arbeitgeber gewonnen. Er ist bis heute der größte Arbeitgeber, der sich innerhalb des Stadtgebietes befindet. Obwohl 1969 die Philosophisch-theologische Hochschule Freising geschlossen und nach München an die Ludwig-Maximilians-Universität verlegt wurde, blieb der Domberg mit dem Bildungszentrum der Erzdiözese im Kardinal-Döpfner-Haus und dem neugeschaffenen Dommuseum ein wichtiges Bildungszentrum. Auch das Domgymnasium behielt in der Folgezeit seinen Standort auf dem Domberg und bekam einen repräsentativen Neubau an der Stelle des alten Philippsschlosses. Später sollte der Domberg noch weitere weltliche Funktionen übernehmen.

#### Oberbürgermeister Dr. Schäfer – Abwehrkampf gegen Großflughafen

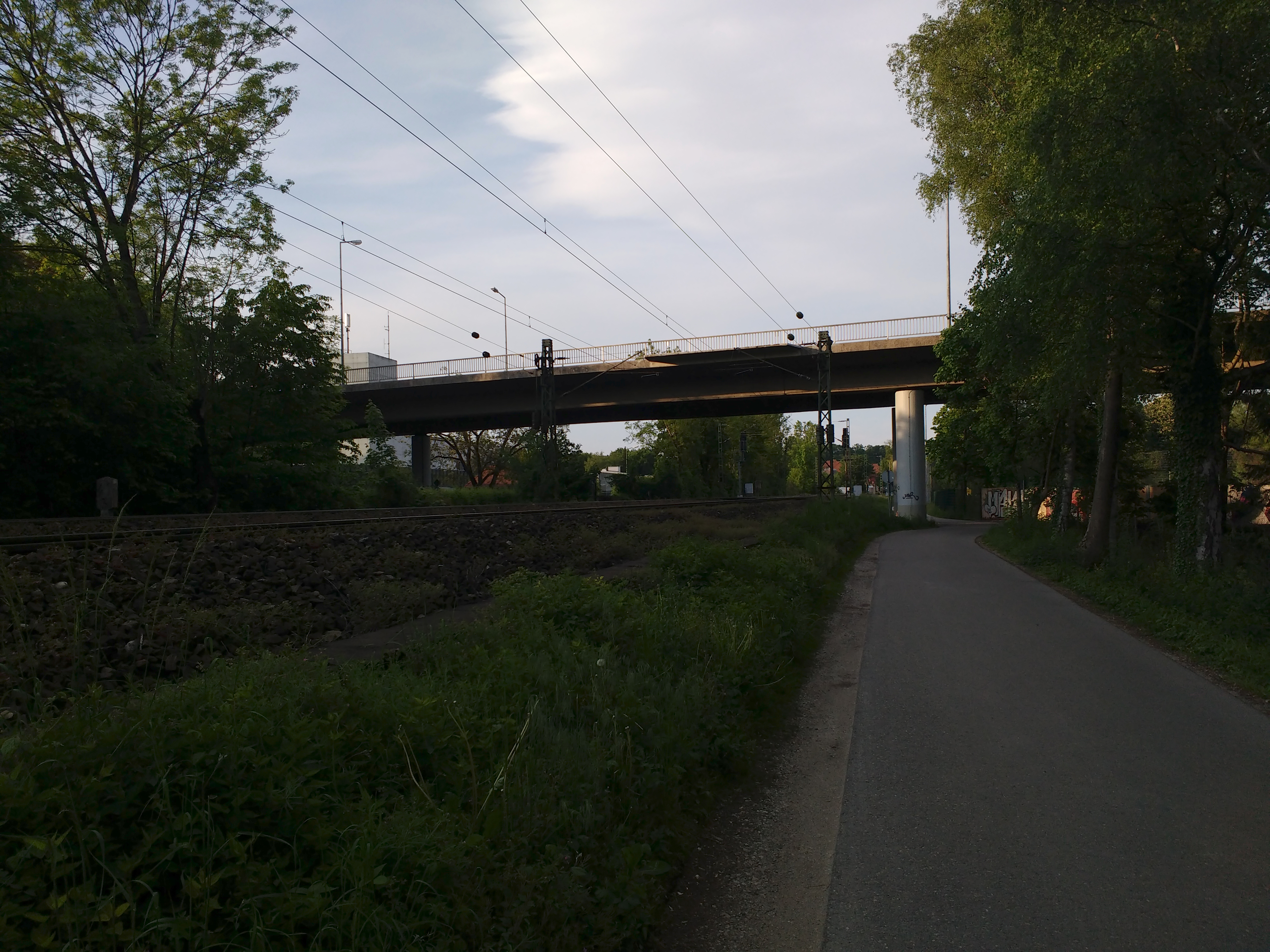
Hochtrasse über Bahnlinie und Isar

Im Jahr 1970 wurde der junge Rechtsanwalt Adolf Schäfer zum neuen OB von Freising gewählt. Er hatte ebenfalls eine lange Amtsperiode bis 1994, in der viele entscheidende Weichen für die Entwicklung der Stadt gestellt wurden. Trotz des von ihm angeführten „Abwehrkampfes“ gegen den Münchner Großflughafen, der 5 km entfernt „vor der Haustür Freisings“ platziert und in großem Stil geplant wurde, kam dieses Großprojekt doch und veränderte große Teile der Stadt entscheidend. Aber er brachte einen ungeahnten Wachstumsschub für die Entwicklung Freisings zur Mittelstadt und zur modernen Universitätsstadt. Viele Verkehrsprobleme wurden in Dr. Schäfers Amtszeit angegangen und teilweise gelöst. Die Hochtrasse über die Bahnlinie zur neuen Isarbrücke ist ein Beispiel, sie war maßgeblich verantwortlich für die Auflösung des innerstädtischen Verkehrsstaus auf der B 11.
Aufsehen erregte in Freising 1976 der Entführungsfall Richard Oetker. Der Industriellensohn wurde am 14. Dezember auf dem Parkplatz der Technischen Universität München in Weihenstephan entführt. Zwei Tage später und nach Zahlung von 21 Millionen DM Lösegeld wurde er in der Umgebung freigelassen.
Schul- und Universitätsstadt, Wandel in Gewerbe und Industrie
In den 1960er- und 1970er-Jahren, also vor allem in der Ära Schäfer begann die Entwicklung der Kreisstadt zu einer ausgesprochenen Schul- und Universitätsstadt. Die drei Freisinger Gymnasien bekamen neue Standorte und moderne Schulgebäude. In der Wippenhauser Straße – also im Freisinger Norden – entstand eine Konzentration von Schulen mit der Wirtschafts-, Berufs- und Fachoberschule, der DEULA und dem Camerloher-Gymnasium.
1972 wurde die Turnhalle in der Luitpoldanlage eröffnet, sie stand auch dem Schulsport zur Verfügung.
Zwischen 1975 und 1980 erhielt das Dom-Gymnasium ein neues Gebäude auf dem Domberg. Dazu wurden das sogenannte Phillipsschloss umgebaut und zwei Domherrenhöfe durch Neubauten ersetzt.
Zwischen 1988 und 1995 wurde das zwischen zwei Moosacharmen direkt an der Altstadt liegende Gebiet „Am Wörth“ grundlegend umgestaltet. Auf den durch Verlegung der Stadtgärtnerei freigewordenen Flächen und einem Parkplatz wurden Neubauten und ein Parkhaus errichtet. Und im Freisinger Süden jenseits der Isar entwickelte sich der Stadtteil Lerchenfeld zum bevölkerungsreichsten Stadtgebiet. Im Jahre 1860 war in diesem ehemaligen Moos-, Weide- und Waldgebiet das erste Haus gebaut worden.

#### Oberbürgermeister Thalhammer – Kampf gegen Dritte Startbahn
Der dritte Oberbürgermeister der Nachkriegszeit mit langer Amtszeit war bis 2012 Dieter Thalhammer. In diesen 18 Jahren wurde die Entwicklung der Stadt durch das starke Wachstum im Stadtteil Lerchenfeld und durch die Dynamik des nahen Großflughafens bestimmt, der überall in den angrenzenden Gemeinden das Leben und Arbeiten stark veränderte und beträchtlichen Verkehrszuwachs auf den Straßen brachte. Die Stadt Freising beteiligte sich am Abwehrkampf gegen den Bau der dritten Startbahn im Norden des Münchner Großflughafens und kämpft weiterhin gegen die drohende Absiedlung eines Teils von Attaching, des an den Flughafen angrenzenden Freisinger Stadtteils.
Nach etwas mehr als 200 Jahren verließen 2004 die letzten Soldaten die Garnisonsstadt Freising. Als letzte wurde die General-von-Stein-Kaserne aufgelöst. Im Frühjahr des Jahres 2013 wurde der erste Bauabschnitt des Stein-Parks fertiggestellt und eröffnet; es ist der Einkaufskomplex, der dem Viertel und einem Teil des Freisinger Nordens als neues Versorgungszentrum dient. So entsteht nach und nach im Freisinger Norden an der Mainburger Straße ab 2012 ein kleines neues Stadtviertel. Alle drei Kasernengelände wurden oder werden gerade in Wohngebiete verwandelt, wobei Teile der Bebauung, die Baudenkmäler sind, erhalten bleiben. So endet die Geschichte der Garnisonsstadt Freising mit der wohl geglückten Konversion aller drei Kasernengebiete.

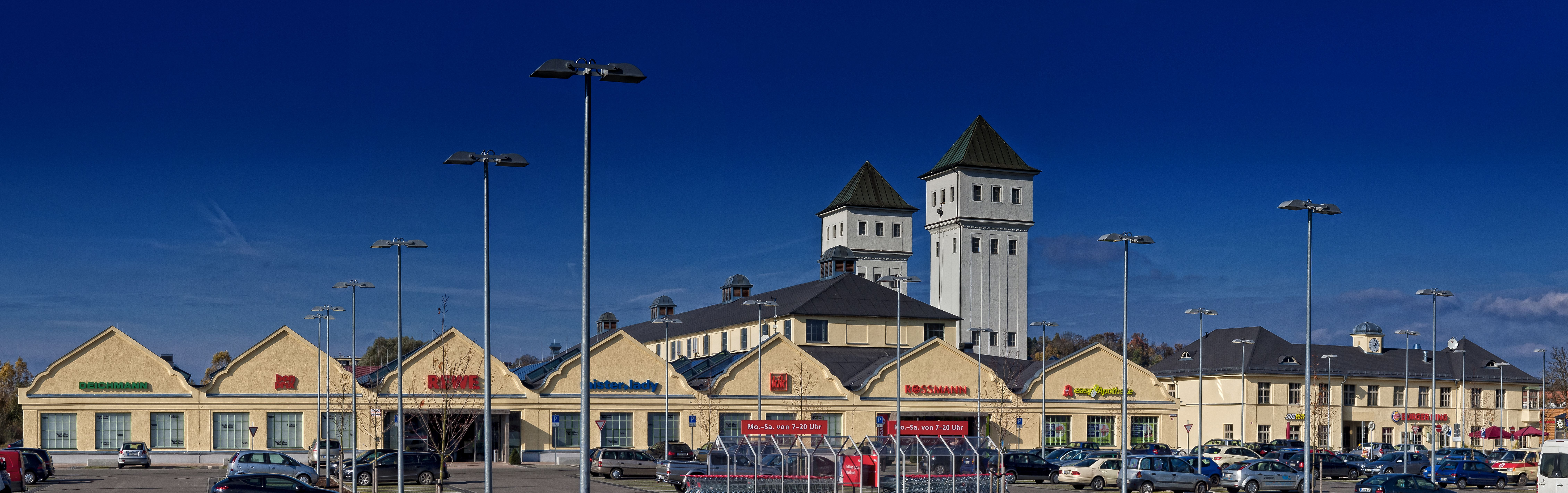
Die zum Einkaufszentrum umgewandelten Schlüterhallen

1993 schloss der Traktorenhersteller Schlüter sein Werk. Die aufgegebenen Gebäude waren mehr als 15 Jahre lang eine Art Industrieruine am westlichen Stadtrand und wurden 2009 zu einem Teil in ein Einkaufszentrum verwandelt, wobei die wesentlichen Gebäude ebenfalls als Baudenkmäler erhalten blieben. Dieses Gewerbegebiet, das an der künftigen Westtangente am Ortseingang von Freising liegt, wird noch weiter ausgebaut. Es soll dort ein weiteres Geschäftszentrum mit Kinos entstehen.
Auf das Gebiet des Schlüterguts wurde die Staatsmolkerei Weihenstephan ausgelagert und bekam dort eine moderne große Fabrikanlage. Inzwischen ist sie vom bayerischen Staat verkauft und somit privatisiert worden.
Ein aufsehenerregender Vorfall war der Amoklauf von Eching und Freising eines ehemaligen Schülers an der Wirtschaftsschule am 19. Februar 2002 (kurze Zeit vor dem Amoklauf von Erfurt). Dabei starb der Schulleiter; seine Frau und ein Religionslehrer wurden angeschossen. Zwei weitere Menschen wurden in der nahegelegenen Gemeinde Eching erschossen.

#### Oberbürgermeister Eschenbacher – Ausbau und Modernisierung
In der Amtszeit des jüngsten Oberbürgermeisters, Tobias Eschenbacher, der seit 2012 im Amt ist, wurde die überfällige Sanierung der Altstadt von Freising und des wichtigsten Gebäudes am Marienplatz angepackt. Die gesamte Altstadt wird bis zum Jahr 2024 umgebaut und bekam einen neuen Straßenbelag. Das Asam-Gebäude wird seit 2016 umgebaut und für mehr als 50 Millionen Euro im Kern saniert. Seit dem Jahr 2012 entwickelte sich die Altstadt zu einer Großbaustelle, wo an wechselnden Orten gebaut wurde.
Große Umbauten vollziehen sich auch an der Fürstbischöflichen Residenz, wo das Bildungszentrum der Erzdiözese wieder funktionsfähig gemacht und modern gestaltet werden soll. Die Westtangente Freising, die wichtigste Umgehungsstraße der Stadt Freising mit der Untertunnelung des Stadtteils Vötting, wurde am 10. Januar 2022 in Betrieb genommen. Zentrales Element der Neugestaltung der Freisinger Altstadt war 2022 bis 2023 die Freilegung der unterirdisch fließenden Moosach in der Oberen Hauptstraße. 2023 wurde auch die Nordostumfahrung Freising der B 301 eröffnet. 
Die Bayerische Landesausstellung 2024 Tassilo, Korbinian und der Bär – Bayern im frühen Mittelalter fand vom 7. Mai bis 3. November 2024 im Diözesanmuseum Freising statt. Für die Landesausstellung und zur zukünftigen barrierefreieren Erschließung des Dombergs wurde die Dombergbahn errichtet, die direkt südlich des Museums endet. Nach kleineren Verzögerungen wurden das Asamgebäude und der Asamsaal am 20. Juli 2024 mit einem Festakt wiedereröffnet. Am 21. Juli 2024 öffnete das das Stadtmuseum Freising zu einem Tag der offenen Tür.

### Hochschulen und Landesanstalten – Campus Freising-Weihenstephan

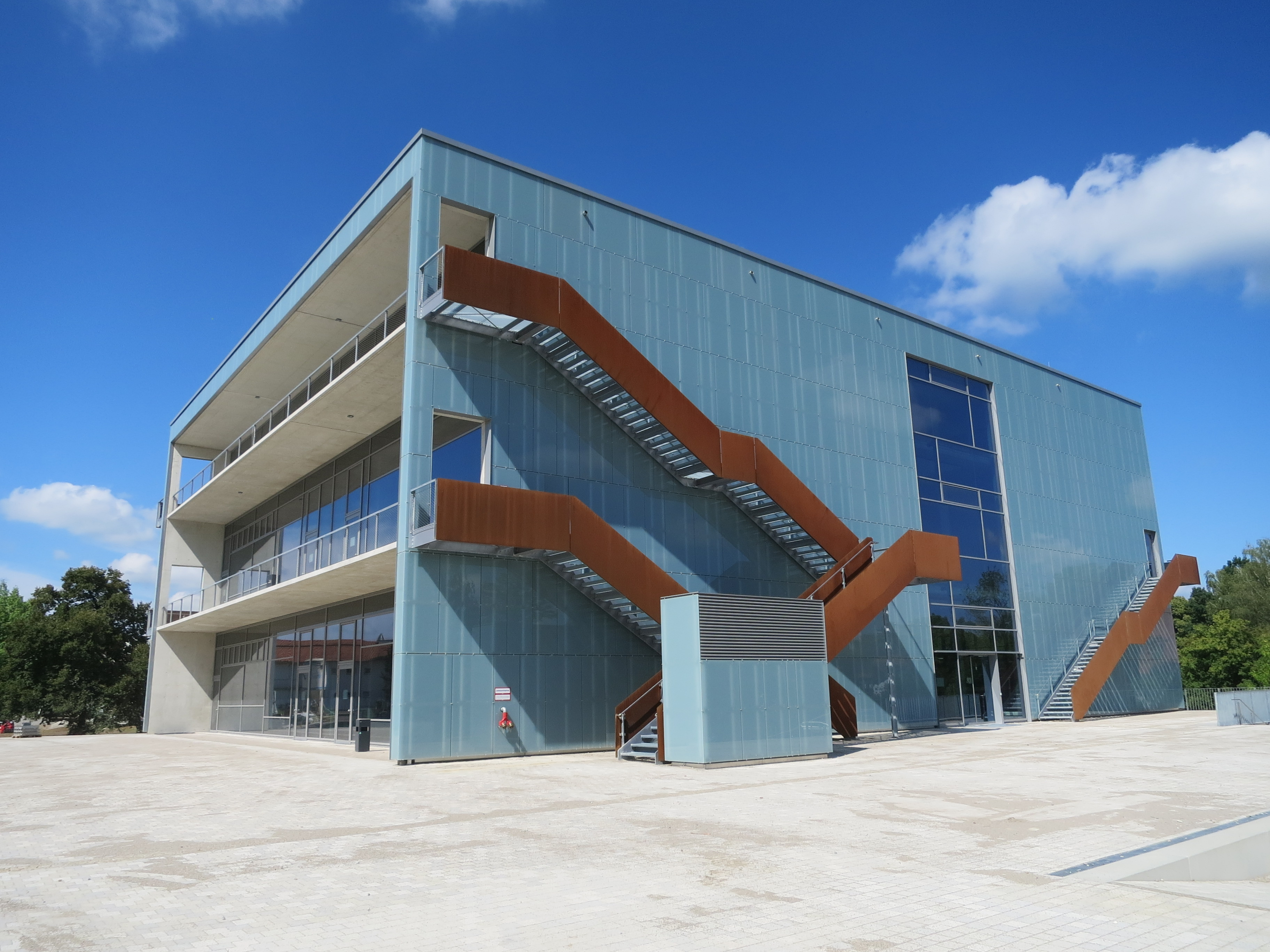
Neues „Zentrum naturwissenschaftliche Grundlagen“ der HSWT

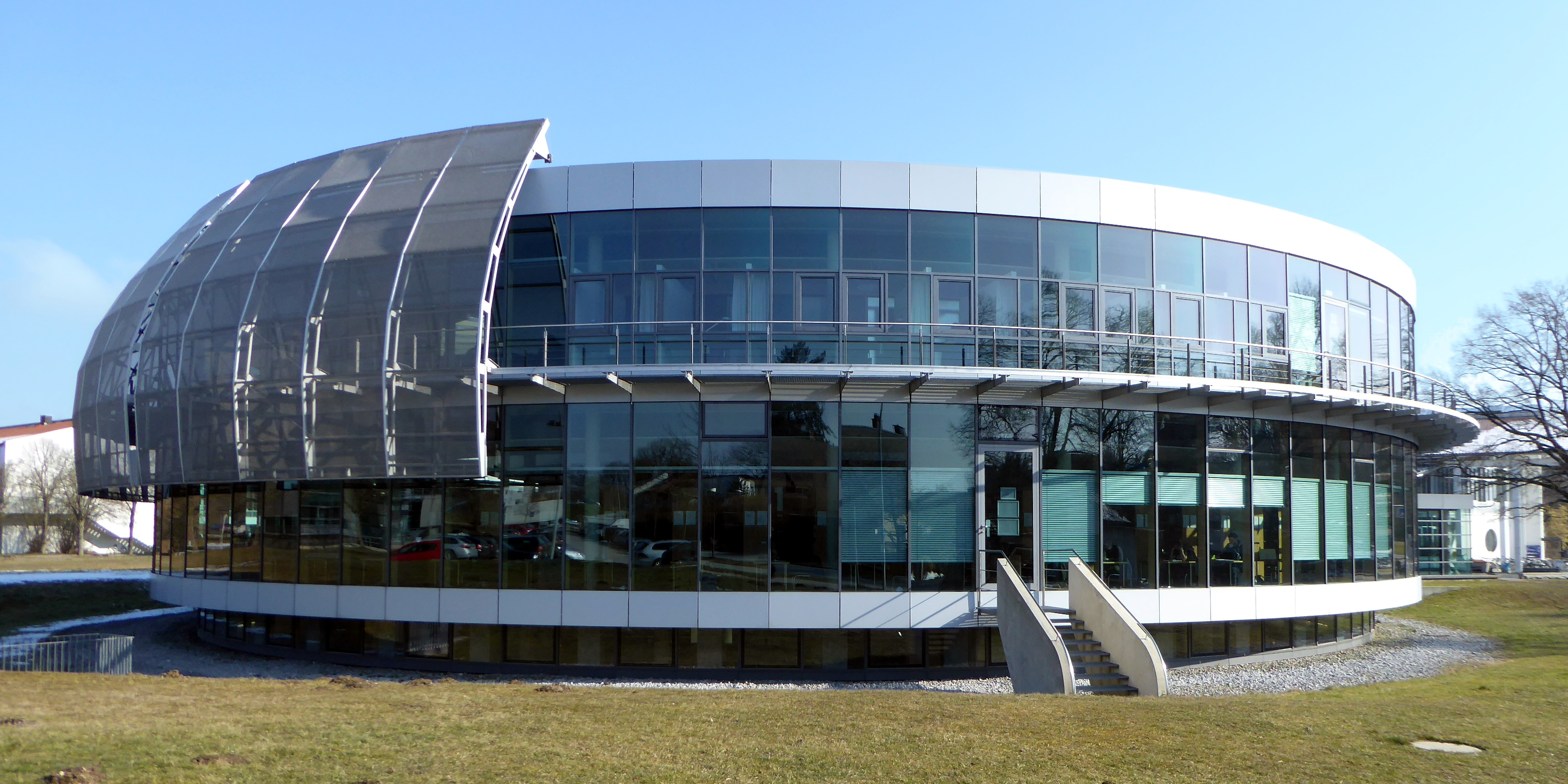
Bibliothek auf dem Campus Freising-Weihenstephan

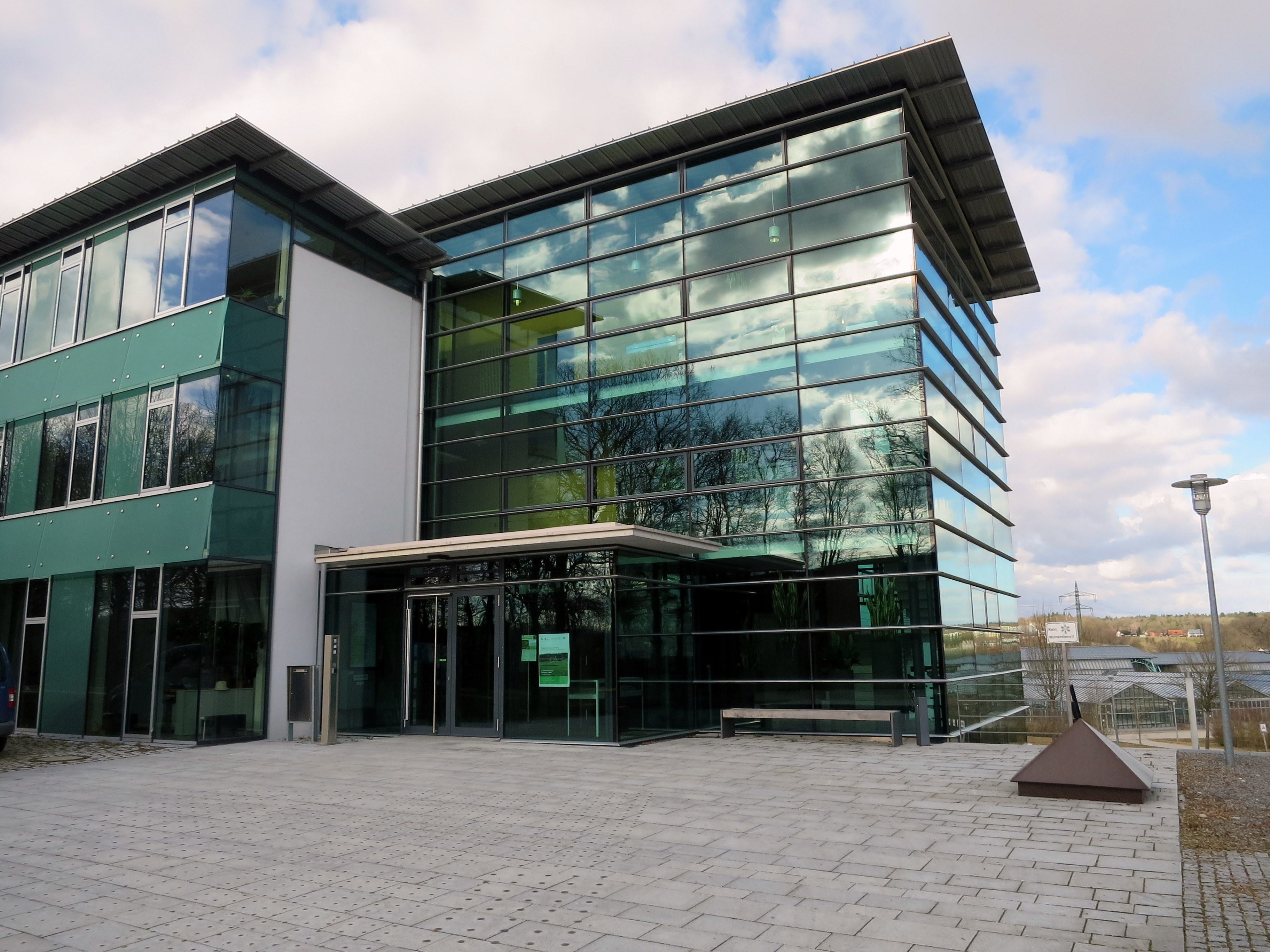
Institutsgebäude der LfL, Lange Point 12

Am 1. August 1971 wurde die Fachhochschule Weihenstephan gegründet, die sich zur „University of Applied Sciences“ (Hochschule Weihenstephan-Triesdorf (HSWt)) weiterentwickelt hat. Sie hat ihre Studierendenzahl in den letzten Jahren sehr gesteigert und wird weiter ausgebaut. Zusammen mit dem 1998 begründeten „Center of Life Sciences“ der Technischen Universität München bildet sie den Kern des neuen Weihenstephaner Campus, der mit all den Instituten der Landesanstalten – der Bayerischen Landesanstalt für Landwirtschaft und der Bayerischen Landesanstalt für Wald und Forstwirtschaft – und den dazu gehörigen Freilandeinrichtungen ein weiträumiges Gebiet im Westen Freisings beansprucht und die siedlungsmäßige Ausbreitung der Stadt in diese Richtung blockiert. 
Allerdings ist dieses Cluster aus Hochschuleinrichtungen, Instituten, Gärten, Gewächshäusern, Versuchsfeldern und sonstigen Einrichtungen auf dem Campus Freising-Weihenstephan für den weltweiten Ruf der Stadt entscheidend, denn diese Lebenswissenschaften (Life Sciences) spielen im 21. Jahrhundert eine wichtige Rolle. Mehrere tausend Studenten prägen die sich weiterentwickelnde Universitätsstadt Freising und bringen frischen Wind in das Kulturleben und sogar in die Planungen der Kommune, an denen sie manchmal in Projekten beteiligt werden. Freising hat sich durch die Entwicklung seines Hochschul- und Wissenschaftscampus' zum Grünen Zentrum Bayerns entwickelt.

### Verkehrszunahme und Ausbau der Verkehrseinrichtungen
1956 wurde der lange geplante Straßendurchbruch vom Johannisplatz zum Bahnhof begonnen und es entstand die heutige Johannisstraße, die über die „Karlwirt-Kreuzung“ einen wichtigen Teil des Verkehrs in Richtung Weihenstephan aufnehmen muss. Sie sollte in nächster Zeit durch die Westtangente, die mit einem Tunnel unter Vötting hindurch führt wird, entlastet werden. Der Baubeginn war allerdings erst im Jahr 2013.

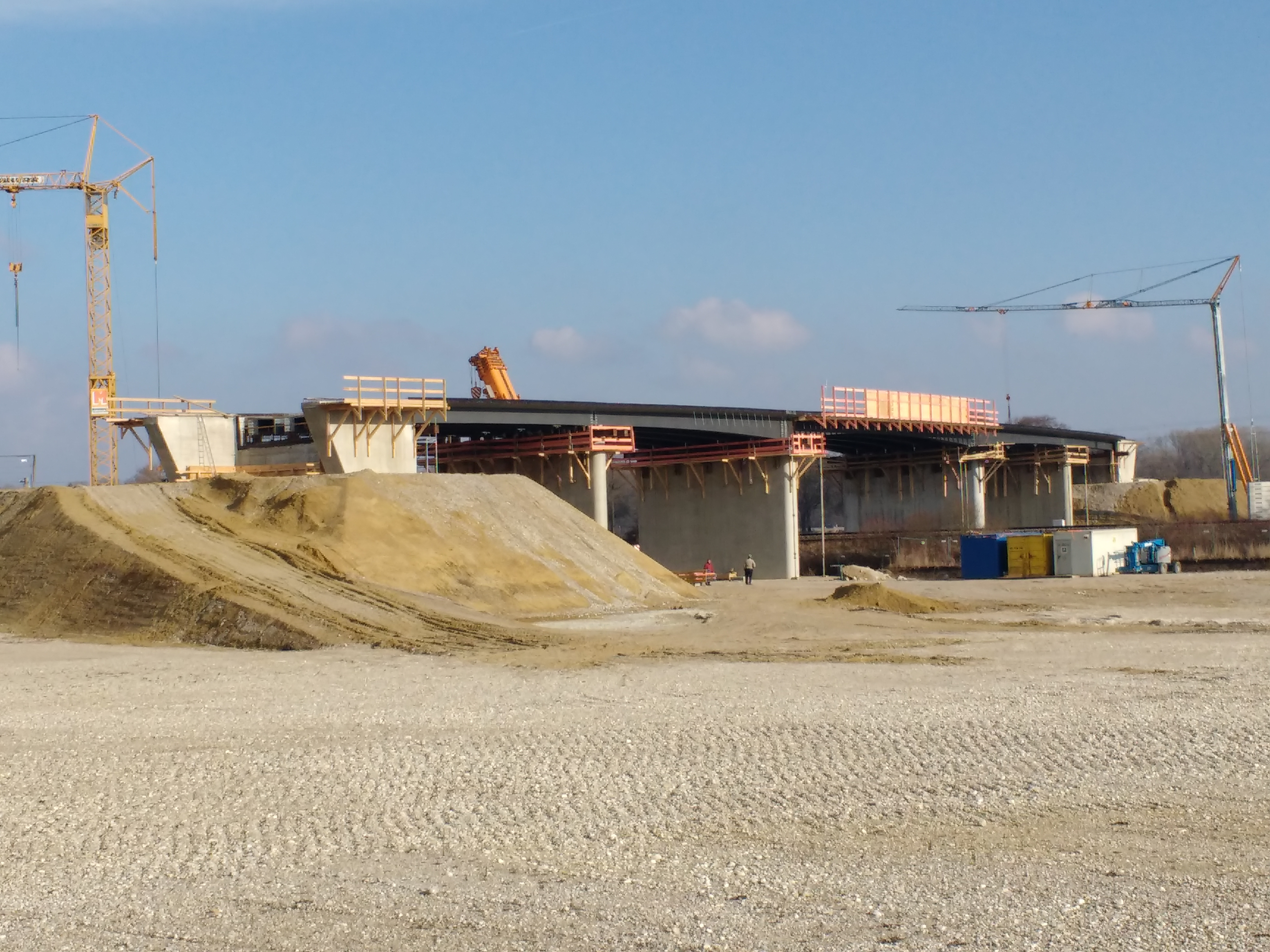
Die Brücke der Westtangente über die Bahnlinie, im Bau 2017

Um den steigenden Verkehr zu bewältigen und die Innenstadt zu entlasten, wurde 1974 die sogenannte Hochtrasse eröffnet. Diese neue Straßenführung überquert die Bahnlinie und die Moosach. Am 11. September des folgenden Jahres wurde die an die Hochtrasse anschließende neue Isarbrücke mit dem Namen Luitpoldbrücke für den Verkehr freigegeben. Das Bauwerk verbindet die nördlichen und südlichen Stadtteile miteinander. Bis dahin lief der Verkehr durch die Innenstadt über einen Bahnübergang mit Schranke und über die enge Korbinianbrücke. Dies war ein wichtiger Faktor für die Entwicklung des südlichen Stadtteils Lerchenfeld, der sich seitdem zum bevölkerungsreichsten Stadtteil entwickelt hat. Inzwischen gibt es noch eine dritte Brücke, die Schlüter-Brücke, zu der die Westtangente hingeführt wird. durch sie wird Lerchenfeld und die dort befindlichen Gewerbegebiete zusätzlich erschlossen und an den Norden angebunden. Zwei weitere kleinere Brücken für Fußgänger und Radfahrer sind im Bereich Luitpoldanlage und Savoyer Au geplant.
Auch die Bundesstraße 301, die Deutsche Hopfenstraße, wird auf andere Weise an die überörtlichen Straßen und die Autobahn angebunden und vermeidet dadurch die Einmündung in die Innenstadt Freisings. Als Nord-Ost-Umfahrung Freisings sollte die B 301 künftig östlich an Tüntenhausen und Freising vorbeiführen und wird westlich von Marzling an die Bundesstraßen 11/11 a angebunden. Damit sollte eine direkte Verbindung von der B 301 über die B 11a mit der Autobahn A 92 München – Deggendorf, Anschlussstelle Freising Ost und über das daran anschließende Staatsstraßennetz mit dem Flughafen München entstehen. Hierdurch war eine Entlastung des städtischen Straßennetzes von den regionalen und überregionalen Durchgangsverkehren angedacht.
Seit dem 26. Mai 1972 verkehrt die S-Bahn von Freising nach München, was eine noch bessere Möglichkeit für das berufliche Pendeln zwischen Freising und München eröffnete. Nach dem Bau des Flughafens wurde die Neufahrner Spange als zweite Anbindung der S-Bahn an den Airport geschaffen. Die Neufahrner Kurve schafft eine Verbindung zur nördlich weiterführenden Bahnstrecke nach Freising und Landshut. Durch den Ausbau dieser Kurve ist es ab 2019 möglich, dass normale Züge den Flughafen anfahren können, die – aus Niederbayern kommend – zuvor auch den Freisinger Bahnhof durchfahren haben.

### Flughafen München, Entwicklungsmotor und Problemobjekt

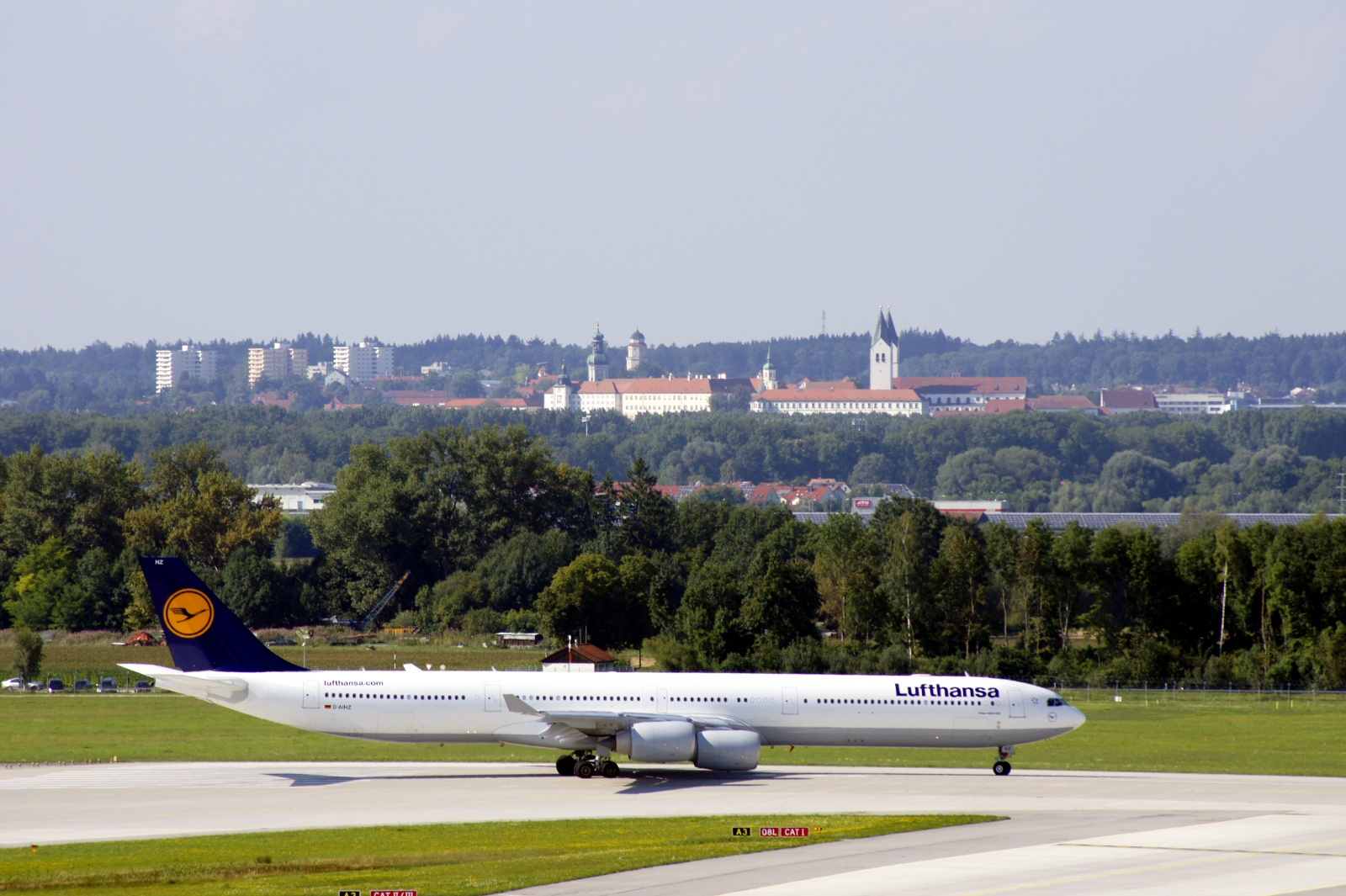
Der Flughafen München liegt seit 1992 vor den Toren der Stadt

1967 leitete die Staatsregierung für den Hofoldinger Forst und auch für das Erdinger Moos vor den Toren der Stadt Freising das Raumordnungsverfahren für den neuen Münchner Flughafen ein. Am 6. August 1969 fiel die Entscheidung für den Standort Erdinger Moos, was zu heftigen Protesten in Freising und anderen Gemeinden im Norden von München führte. Der Flughafen München wurde dennoch gebaut und am 17. Mai 1992 in Betrieb genommen; er ersetzte den alten Flughafen München-Riem, der wegen seiner Lage unweit der Innenstadt nicht mehr erweitert werden konnte. Seit 1992 hat sich das Passagieraufkommen des Flughafens fast vervierfacht: Wurden 1992 noch 12 Millionen Passagiere gezählt, starten und landen heute 44,6 Millionen Fluggäste in München (2017).
Große städtebauliche Veränderungen und einen massiven Zuwachs an Einwohnern hatte Freising seit dem Beginn des Baus des Flughafens München im Jahr 1980 und dessen Eröffnung im Jahr 1992. Der zum Teil auf der Gemarkung der Großen Kreisstadt liegende Flughafen ist nur 5 km vom Zentrum der Stadt und 3 km vom Stadtteil Lerchenfeld entfernt. Die Nähe zum Flughafen brachte auch weiterhin einen erheblichen Bevölkerungszuwachs mit sich, der sich am deutlichsten im südlichen Stadtteil Lerchenfeld zeigte. Er ist zum größten Stadtteil geworden. Am Ende des 19. Jahrhunderts befanden sich außer einigen Krautäckern und Moorwiesen nur ein paar Gebäude in dieser Gegend, die jahrhundertelang nur aus feuchtem Moosgelände und Waldstücken bestand und vom fürstbischöflichen Hof bejagt wurde.
Der geplante Bau der 3. Start- und Landebahn, die von der Flughafengesellschaft gefordert wird und den Flughafen noch näher an die Stadt heranführen würde, wird in Freising sehr kritisch gesehen. Der Ortsteil Attaching wäre davon stark betroffen, da ein Teil davon in niedriger Höhe überflogen werden würde und deswegen abgesiedelt werden müsste.  Das jahrelange Tauziehen um die 3. Startbahn, die „bereits schon in den ursprünglichen Bauplänen des neuen Münchner Flughafens im Erdinger Moos im Jahr 1969“ eingetragen war, veranlasst den Münchner Merkur im Jahr 2020 eine Chronologie über die Entwicklungen zu veröffentlichen. Im Entwurf zur Teilfortschreibung des Landesentwicklungsprogramms 2035, der vom Bayerischen Ministerrat im November 2022 vorgelegt wurde, ist der Bau der dritten Startbahn weiterhin vorgesehen. Dies stieß auf Kritik der Umfeldkommunen und örtlicher Politiker.

### Funktionswandel des Dombergs und Papstbesuch

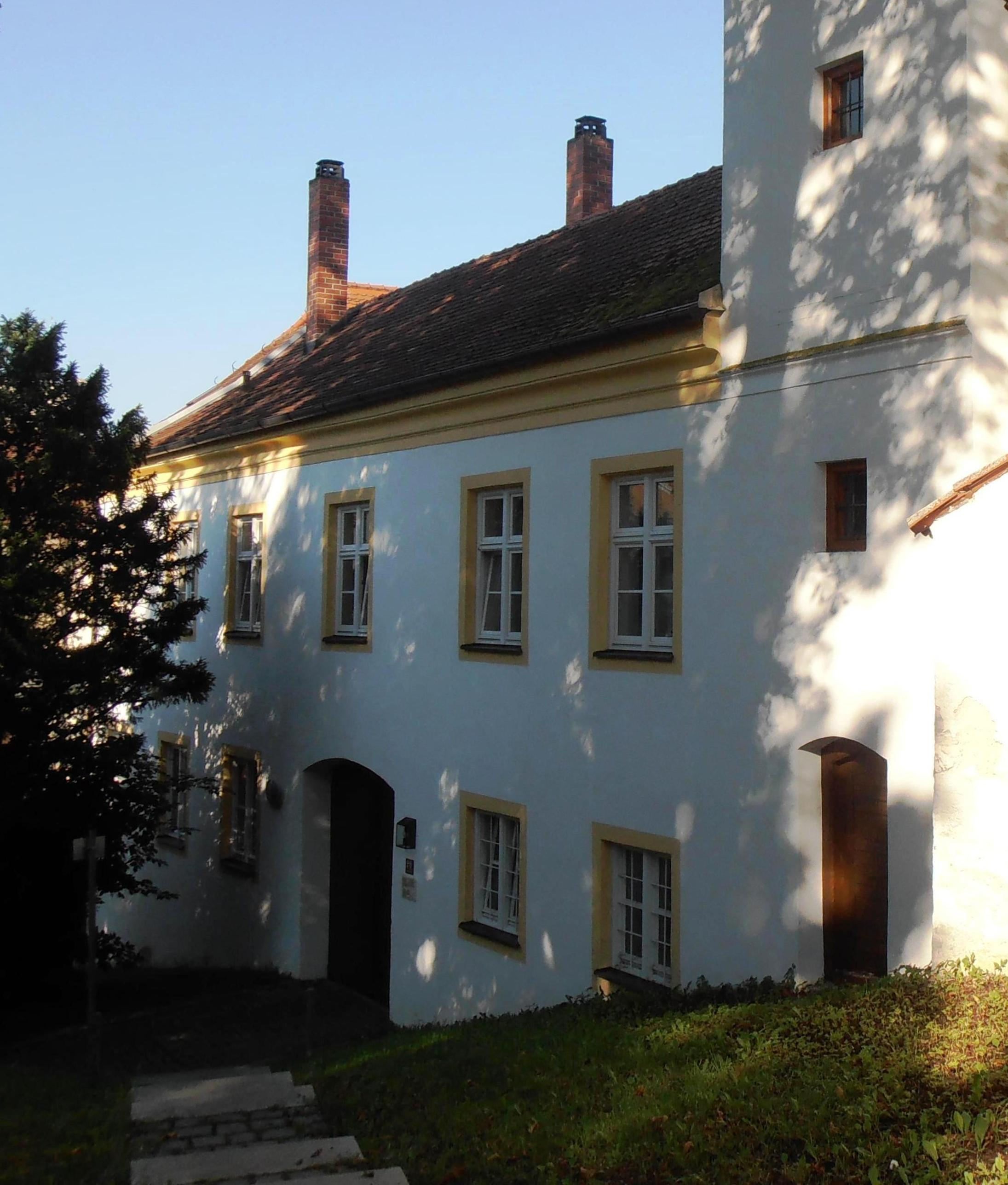
Hinter diesen Mauern wohnte Papst Benedikt XVI. als Professor auf dem Domberg Freising

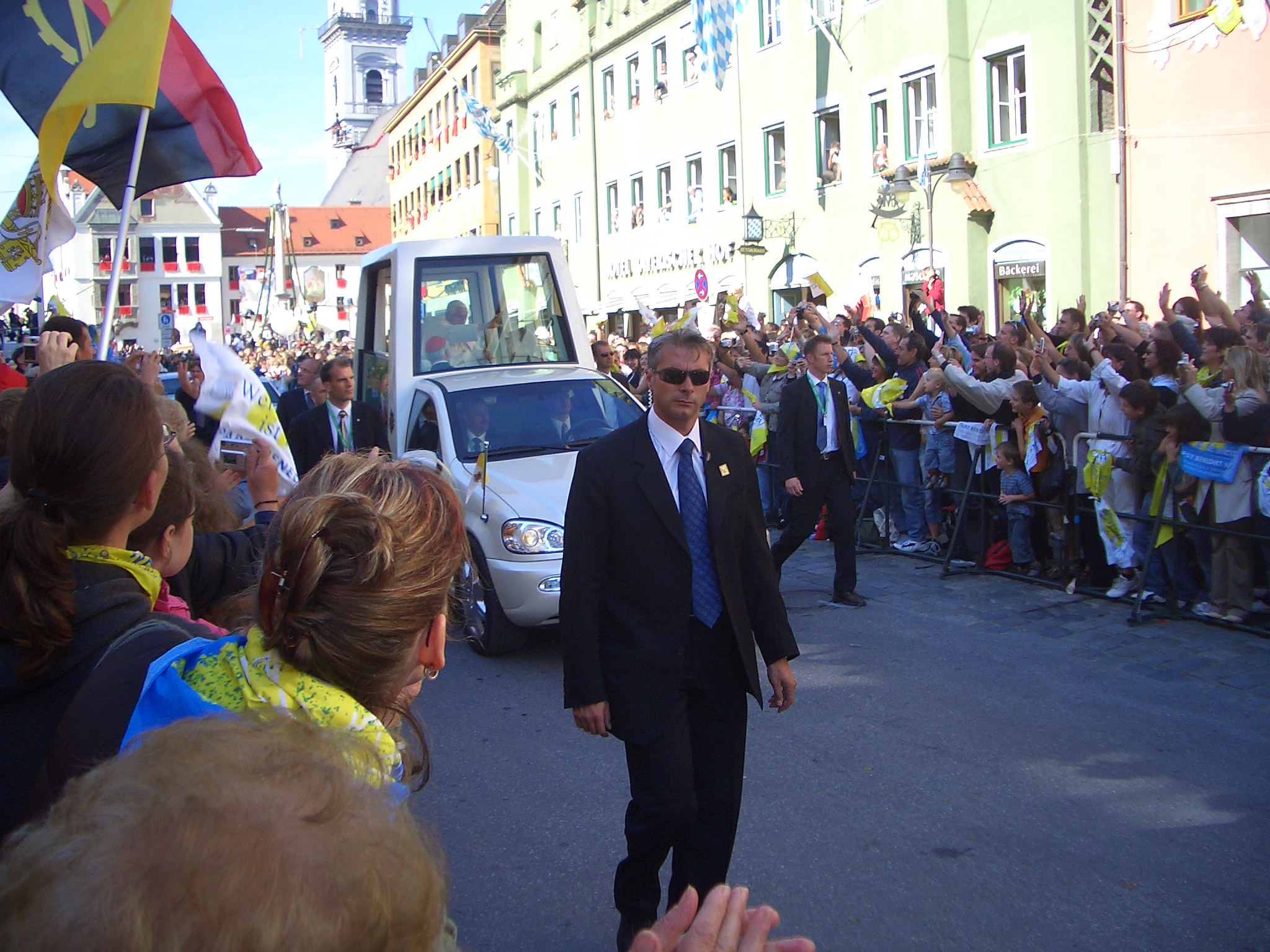
Papst Benedikt bei der Fahrt durch Freising

1989 feierte Freising das Jubiläum 1250 Jahre Geistliche Stadt und 1996 1000 Jahre Marktrecht Freising. Beide Jubiläen zeigten die lange geschichtliche Tradition dieser alten Bischofsstadt auf. Trotz der Verlegung der Priesterausbildung nach München an die Katholisch-Theologische Fakultät der LMU hat Freising in einem kleinen Bereich des Dombergs noch etwas den Charakter einer Bischofsstadt behalten, da dort seit 1972 ein Regionalbischof wohnt, der alte Dom zur Konkathedrale des Erzbistums wurde und der Bischöfliche Palast in das Kardinal-Döpfner-Haus mit dem Bildungszentrum der Erzdiözese umgewandelt wurde. Die Zimmer der ehemaligen Theologiestudenten werden heute als Gästezimmer genutzt. Und aus dem Knabenseminar wurde ein bedeutendes Museum kirchlicher und religiöser Kunst, das Diözesanmuseum, auch Dombergmuseum genannt.
Andere Teile des Dombergs haben weltliche Funktionen bekommen. Das alte Philippsschloss (1534–1537 als Altersruhesitz für Philipp von der Pfalz erbaut) wurde zusammen mit zwei Domherrenhöfen („Waldkirch“ u. „Lehrbach“) total umgebaut und in das neue Dom-Gymnasium verwandelt (1975–1980). In die ehemalige Domdechantei und das domkapitelische Syndikatshaus wurden nach beträchtlichen Umbauten das Amtsgericht und das Grundbuchamt einquartiert. Im ehemaligen Marstall, der aufgestockt worden war und lange Zeit der Priesterausbildung diente und dann zu einem Teil des alten Domgymnasiums wurde, war bis 2014 die große moderne Dombibliothek untergebracht. Sie ist die zentrale Bibliothek des Erzbistums München und Freising und eine der größten kirchlichen Bibliotheken Deutschlands. Auch ein Staatliches Forstamt befindet sich am Eingangsbereich des Dombergviertels, in der Nähe des Oberen Dombergtores, wo es in einem ehemaligen Domherrenhof, genannt „Am Schöneck“, untergebracht ist.
Am 14. September 2006 besuchte Papst Benedikt XVI. zum Abschluss seiner Bayern-Reise die Stadt Freising. Er fuhr durch die Freisinger Altstadt und traf sich im Dom mit dem versammelten Klerus der Erzdiözese. Er hatte als Josef Ratzinger ab 1946 an der Philosophisch-Theologischen Hochschule Freising Theologie und Philosophie studiert, war 1951 im Freisinger Dom zum Priester geweiht worden und lehrte ab 1954 als Theologieprofessor in Freising und München. Das war ein Glanzpunkt in der Geschichte der Stadt und machte sie zusätzlich bekannt und attraktiv für den Tourismus.
Der Domberg wird ab 2013 aufwendig saniert, einige Gebäude mussten funktionstüchtig gemacht werden. Das Diözesanmuseum wurde umgebaut und zu einem modernen Museum mit Café umgestaltet, das den modernen Brandschutzbestimmungen entspricht und vielfältiger genutzt werden kann. Am 1. Oktober 2022 wurde nach 9 Jahren Planungs- und Bauzeit das grundlegend aktualisierte Museum wieder eröffnet.